# Minardi

Das ursprüngliche, bis 1997 verwendete Minardi-Logo, das einen stilisierten Löwen – das Wappentier der Stadt Faenza – zeigt

Das in der Ära Gabriele Rumi (von 1998 bis 2000) verwendete Team-Logo

Minardi war ein italienischer Rennstall aus Faenza, der in der Formula Italia, der Formel 2, der Formel 3000 und von 1985 bis 2005 in der Formel 1 antrat. Das Team trug zunächst die Namen Scuderia del Passatore bzw. Scuderia Everest, ab 1980 wurde es nach seinem Inhaber Giancarlo Minardi als Minardi Team bezeichnet. Nach der Saison 2005 wurde das Team an Dietrich Mateschitz verkauft, der den Rennbetrieb zunächst unter den Namen Scuderia Toro Rosso fortsetzte; in der Folge wurde das Team mehrmals zu Werbezwecken umbenannt.

## Überblick
Minardi war von 1985 bis 2005 ein fester Bestandteil des Grand-Prix-Sports. Nach einer diffizilen Anfangsphase, in der das Team mit dem Einsatz eigener Motoren überfordert war, etablierte sich Minardi am Ende der 1980er-Jahre zunächst im Mittelfeld, fiel aber ab Mitte der 1990er-Jahre spürbar zurück und war in den Jahren danach regelmäßig das schwächste Team des Feldes.
Ein über viele Jahre bestehendes Kernproblem des Teams war seine schwache Finanzausstattung. Minardi operierte in den letzten zehn Jahren seines Bestehens mit einem Haushalt, der gelegentlich nicht einmal einem Zehntel des Budgets eines Top-Teams entsprach. So erklärte Giancarlo Minardi einmal, dass das Jahresbudget seines Teams nicht einmal ausreichen würde, um die Hospitality-Kosten von McLaren-Mercedes für eine Saison abzudecken. Minardi war zwar bekannt dafür, aus knappen Mitteln das Beste zu machen; gleichwohl war es objektiv zuletzt schwierig bis unmöglich, regelmäßig neue Chassis zu entwerfen, die dem aktuellen Stand der Technik entsprachen. Die finanziellen Schwierigkeiten wirkten sich auch nachteilig auf die Antriebstechnik aus: Spätestens seit 1999 musste Minardi üblicherweise simple, zumeist mehrere Jahre alte Triebwerke einsetzen, die ein Leistungsdefizit von bis zu 100 PS mit sich brachten.
All dies beeinflusste die Leistungsfähigkeit des Teams. Sportliche Erfolge erzielte Minardi in der Formel 1 nur selten. Das Team fuhr bei 345 Großen Preisen in 21 Jahren nur 38 Weltmeisterschaftspunkte ein, die meisten von ihnen – 26 – in den ersten zehn Jahren. Siege waren nicht zu verzeichnen. Minardi erwarb sich bald den Ruf eines sympathischen Underdogs, eines Teams, das trotz aller Nöte von Durchhaltewillen geprägt war und bei dem jede Platzierung in den Punkterängen wie ein Sieg gefeiert wurde. Als Mark Webber beim Großen Preis von Australien 2002 nach zwei erfolglosen Jahren den fünften Platz belegte, begab er sich mit Teamchef Paul Stoddart nach dem Ende der offiziellen Siegerehrung auf das Podest und ließ sich vom Team und von den Zuschauern feiern.
Ungeachtet aller finanzieller Probleme überstand Minardi in den 1990er Jahren die Phase des Teamsterbens, dem zahlreiche jüngere, aber auch etablierte Rennställe wie Brabham, Lotus oder Tyrrell zum Opfer fielen, und war eines der wenigen in den 1980er Jahren gegründeten Teams, die noch im 21. Jahrhundert aktiv waren. Von den seit 1981 gegründeten über zwanzig Formel-1-Teams überlebten nur Minardi, Jordan, Sauber und Stewart Grand Prix.
Das langfristige Überleben des Teams wurde durch regelmäßige Anteilsverkäufe, Fusionen mit anderen Teams oder durch Eigentümerwechsel sichergestellt. Nachdem Giancarlo Minardi und einige Geschäftspartner anfänglich die Geschicke des Teams allein bestimmt hatten, übernahm Ende 1996 zunächst Gabriele Rumi, der Eigentümer von Fondmetal, die Anteilsmehrheit, um es vier Jahre später an den Australier Paul Stoddart zu verkaufen. Weder Rumi noch Stoddart konnten den Rennstall allerdings dauerhaft so ausstatten, dass ein Vorstoß ins Mittelfeld möglich wurde.
Das Team Minardi zeichnete sich über viele Jahre durch die Bereitschaft aus, jungen Fahrern die erste Chance in einer für sie neuen Motorsportklasse zu geben. Eine Reihe von ihnen etablierte sich und erzielte in späteren Jahren besondere Erfolge. Schon als das Team noch in der Formel 2 antrat, fuhren aussichtsreiche Piloten für Minardi, die wenig später in der Formel 1 – wenn auch bei anderen Rennställen – berühmt wurden. Zu ihnen gehörten Elio de Angelis, Johnny Cecotto und Michele Alboreto. Auch in der Formel 1 gab Minardi wiederholt jungen Talenten eine erste Chance. Fahrer wie Giancarlo Fisichella (1996), Jarno Trulli (1997), Fernando Alonso (2001) und Mark Webber (2002) bestritten ihre Formel-1-Debüts für Minardi.

## Geschichte

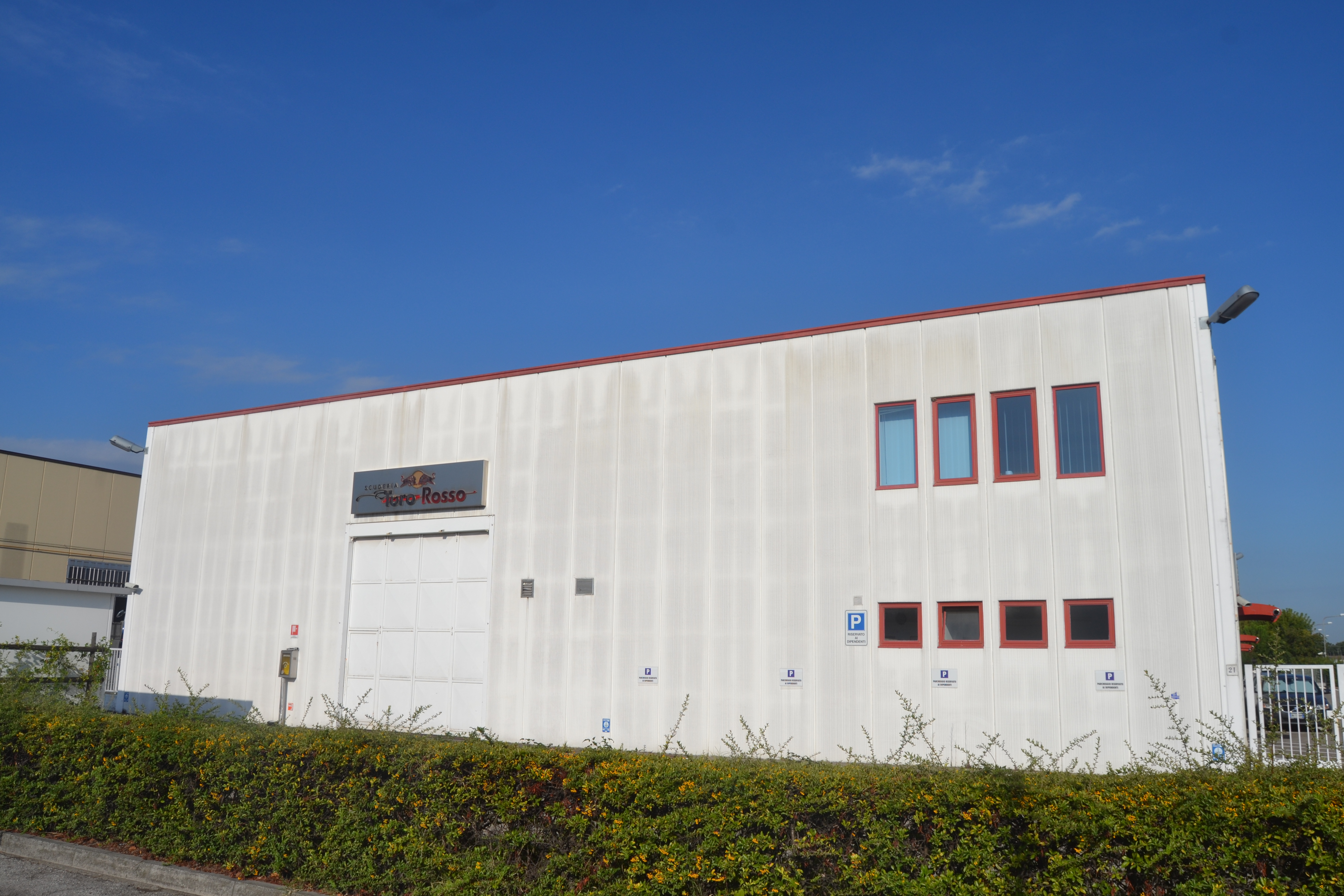
Seit 2006 von Toro Rosso / Alpha Tauri genutzt: Die ehemalige Minardi-Fabrik in Faenza

Die Familie Minardi führte seit 1927 in Faenza eine Vertretung für Fiat-Automobile und Lastkraftwagen. Giovanni Minardi, der Sohn des Unternehmensgründers, konstruierte 1948 den (ersten) G.M.75, mit dem er und zahlreiche andere Rennfahrer bei regionalen Rennen antraten. Bei einem Rennen am Gardasee 1948 erzielte der G.M.75 die Trainingsbestzeit und führte das Feld im Rennen lange an, bevor der Wagen mit technischem Defekt ausfiel. Giovanni Minardis 1947 geborener Sohn Giancarlo, der in den 1960er Jahren selbst einige Rennen in der nationalen Formel 850 bestritten hatte, trat mit 21 Jahren in den Familienbetrieb ein. 1972 übernahm Giancarlo Minardi die Leitung der Scuderia del Passatore, eines 1969 von Giovanni und Franco Liverani gegründeten regionalen Motorsportteams, das mit geringen Erfolgen in der italienischen Formel 3 engagiert war. In den folgenden Jahren wurde Minardi auch rechtlich Inhaber des Rennstalls.
Giancarlo Minardi meldete die Scuderia del Passatora 1972 für die Formula Italia, eine nationale Nachwuchsklasse unterhalb der Formel 3, in der Einheitschassis und -reifen verwendet wurden. Als Fahrer wurde Giancarlo Martini gemeldet, ein langjähriger Freund Giancarlo Minardis und der Onkel des späteren Formel-1-Piloten Pierluigi Martini. Giancarlo Martini wurde für Passatore 1972 Vizemeister und 1973 Meister der Formula Italia.
1974 wechselte die Scuderia del Passatore in die Formel 2. Ab 1976 trug das Team, dem neuen Hauptsponsor entsprechend, den Namen Scuderia Everest, der bis 1979 erhalten blieb. Zunächst wurden Kundenfahrzeuge eingesetzt und – insoweit einzigartig in dieser Klasse – teilweise mit Motoren von Ferrari versehen. Ab 1980 entwickelte und baute Minardi mit technischer Unterstützung von Giacomo Caliri eigene Rennwagen. Den Schritt zur Formel 3000 vollzog Minardi zunächst nicht – erst in den späten 1990er Jahren, als viele Formel-1-Teams zwecks Nachwuchsförderung ein eigenes Formel-3000-Team unterhielten, ging auch Minardi diesen Weg –; stattdessen engagierte sich das Team ab 1985 in der Formel 1, nachdem ein erster Versuch in dieser Klasse 1976 mit einem Kunden-Ferrari gescheitert war.
Giancarlo Minardi schied Anfang 2002 aus dem Unternehmen aus. Infolge erheblicher finanzieller Probleme musste er das Team an den Australier Paul Stoddart verkaufen, der den Rennstall in den folgenden vier Jahren selbst leitete und dem Team ein deutlich anderes Gepräge gab. Nach wie vor blieben sportliche Erfolge aus; Stoddart trat aber wesentlich nachdrücklicher als Minardi auf und ließ es wiederholt zu Konflikten mit der FIA und mit anderen Konstrukteuren kommen. Ende 2005 übernahm Red Bull den Rennstall, der in der Zeit von 2006 bis 2019 unter der Bezeichnung Scuderia Toro Rosso (italienisch für „Red Bull“ oder „roter Bulle“) in der Formel-1-Weltmeisterschaft antrat. Von 2020 bis 2023 trat das Team unter dem Namen Scuderia AlphaTauri an. Inzwischen trägt das Team den Namen Racing Bulls.

## Minardi in der Formel 2
Minardi nahm zwischen 1974 und 1984 an den Rennen zur Formel-2-Europameisterschaft teil. Den Weg in den internationalen Motorsport ebnete der italienische Sponsor Everest, der als Autozulieferer – und nicht, wie in einigen Quellen behauptet wird, als Kondomhersteller – tätig war. 1980 begann das Team mit der Herstellung eigener Formel-2-Monoposti. In elf Jahren fuhren zahlreiche bekannte italienische Piloten für Minardi. Auch Enzo Coloni, der Inhaber des späteren Formel-1-Teams Coloni, bestritt ein Rennen für Minardi.

### 1974: Der Anfang
Das Team aus Faenza debütierte in der Formel-2-Europameisterschaft 1974 beim neunten Lauf der Meisterschaft, dem Preis von Baden-Württemberg und Hessen auf dem Hockenheimring im September 1974. Es schrieb sich als Scuderia Everest ein. Hier und beim folgenden Rennen, dem Gran Premio di Roma in Vallelunga war Giancarlo Martini als Fahrer gemeldet; er fuhr einen March 742 mit BMW-M12-Motor. Auf dem Hockenheimring kam Martini als 16. mit fünf Runden Rückstand ins Ziel, in Vallelunga fiel er aus. Weitere Teilnahmen an der Formel-2-Meisterschaft gab es in jener Saison nicht.

### 1975: Die erste vollständige Saison
Im folgenden Jahr setzte das Team, das nun als Scuderia Passatore gemeldet war, regelmäßig zwei und bei einigen Veranstaltungen auch drei Fahrer ein. Stammfahrer waren Giancarlo Martini und Lamberto Leoni; beide fuhren einen March 752 mit BMW-Motor. Ein drittes Auto – ein March 742 – wurde anlässlich der Herbstrennen in Mugello und Enna-Pergusa für Gianfranco Trombetti bereitgestellt, in einem Fall fuhr auch Dulio Truffi. Die besten Ergebnisse des Jahres waren drei dritte Plätze, die Leoni zum Saisonauftakt in Estoril, Martini beim zweiten Rennen des Jahres in Thruxton und Trombetti bei seinem ersten Einsatz für das Team mit dem Vorjahreswagen in Mugello erreichten. Abgesehen davon kamen die Passatore-Wagen zumeist außerhalb der Punkteränge ins Ziel oder fielen aus.
Martini beendete die Saison mit acht Meisterschaftspunkten als Fünfzehnter, Leoni wurde mit vier Punkten Neunzehnter.

### 1976: Ein neuer Hauptsponsor
In der Saison 1976 meldete sich das Team als Scuderia Everest zur Formel-2-Europameisterschaft. Everest setzte zwei March 762 mit BMW-Motoren ein, von denen wenigstens einer nicht von Rosche, sondern im Minardi-Werk vorbereitet wurde. Fahrer waren Giancarlo Martini und Lorenzo Niccolini. Martini war zuverlässig; er kam bei zehn Rennen achtmal ins Ziel. Seine beste Positionierung war der dritte Platz beim Rennen in Rouen-les-Essarts. Niccolini dagegen verfehlte fünfmal die Qualifikation und kam nur dreimal – jeweils außerhalb der Punkteränge – ins Ziel. Beim Gran Premio del Mugello setzte die Scuderia Everest einmalig ein drittes Auto – einen March 752 – für Gianfranco Brancatelli ein, der das Rennen als Zwölfter beendete. Martini schloss die Saison mit 12 Punkten als Siebenter der Meisterschaft ab.

### 1977: Allianz mit Ferrari
In der dritten vollständigen Saison stellte das Team aus Faenza die technische Basis nachhaltig um. Anstelle der bisherigen March-Modelle wurden nun zwei unterschiedliche Fahrzeugtypen verwendet. Giancarlo Martini fuhr einen Martini Mk. 22 mit Renault-Motor; daneben wurden zwei Fahrzeuge von Ralt (RT1) eingesetzt, die mit dem Sechszylinder-Motor des Ferrari Dino ausgestattet waren. Außer der Scuderia Everest setzte auch das Trivellato-Team den Dino-Motor ein; dort allerdings wurde er mit einem B40-Chassis von Chevron verbunden.
Die Ergebnisse des Jahres waren enttäuschend. Es gab keine Podiumsplatzierung und zahlreiche Ausfälle. Keines der Fahrzeuge brachte regelmäßig überzeugende Leistungen und das Team war mit der Vorbereitung zweier sehr unterschiedlicher Modelle überfordert. Martini schied in zehn von 13 Rennen vorzeitig aus, einmal wegen Ermüdung, ansonsten wegen Fahrfehlern oder technischer Defekte; seine beste Positionierung war der achte Platz beim Rennen in Nogaro.
Einer der beiden Ralt-Ferraris wurde siebenmal von Gianfranco Brancatelli gefahren. Sechsmal qualifizierte er sich, bei drei Rennen kam er ins Ziel. Das beste Ergebnis der Scuderia Everest war sein vierter Platz beim Rennen in Rouen-les-Essarts. Anlässlich des Gran Premio di Roma, der auf der Strecke von Vallelunga ausgetragen wurde, wurde Brancatelli durch Alfonso Giordano ersetzt, der sich mit deutlichem Rückstand nicht qualifizierte.
Der zweite Ralt-Ferrari wurde siebenmal für Lamberto Leoni gemeldet. Leoni qualifizierte sich viermal, kam aber nur zweimal – außerhalb der Punkteränge – ins Ziel. Beim Gran Premio del Mediterraneo in Enna-Pergusa fuhr für ihn Gianfranco Trombetti, der Sechster wurde. Bei den letzten drei Rennen des Jahres meldete die Scuderia Everest Elio de Angelis, der zweimal ins Ziel kam, ebenfalls aber nicht punktete.
Bester Everest-Pilot war letztlich Gianfranco Brancatelli, der drei Meisterschaftspunkte erzielte und die Saison als Siebzehnter beendete. Martini erreichte keinen Meisterschaftspunkt.

### 1978: Zu breite technische Basis
1978 war ein erfolgloses Jahr für den Rennstall aus Faenza, der sich nun als Everest Racing Team meldete. Es gab viel personelle Fluktuation, und noch immer litt das Team unter der zweigleisigen Motorenausrüstung. Insgesamt erreichte Everest keinen einzigen Meisterschaftspunkt.
Zu Beginn der Saison wechselte das Team zu Fahrzeugen von Chevron. Everest rüstete einen Chevron B42 mit dem Ferrari-Dino-Motor aus; die gleiche Kombination brachte auch das italienische Konkurrenzteam Tivellato an den Start. Das zweite Auto von Everest war ein älterer B40 mit BMW-Motor.
Der B42 wurde in den ersten Rennen des Jahres von Elio de Angelis gefahren. In sechs Rennen kam er dreimal ins Ziel; das beste Ergebnis war jeweils ein zehnter Platz auf dem Nürburgring und in Vallelunga. Nachdem de Angelis beim Rennen in Rouen-les-Essarts erneut wegen technischer Defekte im Motorumfeld ausgefallen war, verlangte er vom Team eine Umstellung auf den BMW-Motor. Minardi hielt indes am Ferrari-Motor fest. Daraufhin verließ de Angelis den Rennstall und wechselte zum Chevron-Werksteam. Danach übernahm Miguel Ángel Guerra den B42 mit Ferrari-Motor. Bei vier Versuchen qualifizierte er sich dreimal; er kam zweimal ins Ziel. Sein bestes Ergebnis war der siebte Platz bei den Donington 50.000.
Der zweite mit einem BMW-Motor ausgestattete Wagen wurde für eine Reihe unterschiedlicher Fahrer gemeldet, die keinerlei Erfolge erreichten. Guerra fuhr den Wagen, solange der B42 für de Angelis gemeldet wurde. Weitere Fahrer, die jeweils einmal mit dem B40 antraten, waren Gianfranco Brancatelli, Giancarlo Martini und Clay Regazzoni, der den Wagen beim Gran Premio Adriatico in Misano bewegte.
Das beste Ergebnis des Jahres erzielte das Team beim Premio Ciudad de Buenos Aires 1978 in Argentinien, der kein Lauf der Formel-2-Europameisterschaft war: In dem Rennen, zu dem lediglich 19 Fahrer angetreten waren, wurde Regazzoni im Chevron B40-BMW Dritter, und Guerra schloss das Rennen mit dem B42-Ferrari als Achter ab.

### 1979: Rückkehr zu BMW-Motoren
In der Formel-2-Saison 1979 meldete das Everest Racing Team zwei March 792 mit BMW-Motoren, die von Heini Mader vorbereitet wurden. Stammfahrer war Miguel Ángel Guerra, der mit seinem Wagen zu jedem Rennen antrat. Er kam bei insgesamt zwölf Veranstaltungen siebenmal ins Ziel, die besten Resultate waren ein dritter Platz beim Jim Clark Gedächtnisrennen auf dem Hockenheimring und ein vierter Platz bei der anschließenden Jochen Rindt Trophy in Thruxton. Das zweite Auto wurde je dreimal von Clay Regazzoni und Ferrante Ponti sowie zweimal von Gianfranco Brancatelli gefahren. Nur Brancatelli gelangen Zielankünfte; er blieb jedoch regelmäßig außerhalb der Punkteränge. Guerra beendete die Saison mit acht Meisterschaftspunkten als Dreizehnter.

### 1980: Ein erstes selbst entwickeltes Chassis
In der Formel-2-Saison 1980 erschien der Rennstall aus Faenza unter der Bezeichnung Minardi Team. In dieser Saison setzte Minardi erstmals ein selbst konstruiertes Chassis ein und wurde damit von einem Kundenteam zu einem Hersteller. Der Schritt war ungewöhnlich, da außer Minardi nur Maurer, Merzario und AGS regelmäßig mit eigenen Autos antraten und diese kleinen Hersteller zumeist Schwierigkeiten hatten, sich gegen die etablierte Konkurrenz von March, Lola oder Ralt zu behaupten. Minardis Fahrzeug wurde in Anlehnung an den ersten, 1948 von Giancarlo Minardis Vater entworfenen Rennwagen G.M.75 genannt. Der Entwurf des Autos ging auf den ehemaligen Ferrari-Konstrukteur Giacomo Caliri zurück, der in Bologna inzwischen ein eigenes Ingenieurbüro namens FLY Studios unterhielt. Caliri entwarf einen kleinen, allgemein als attraktiv beschriebenen Rennwagen, der auf Groundeffekt ausgelegt war. Der Wagen hatte Ähnlichkeiten mit dem March 792. Das Fahrzeug erhielt ein BMW-Triebwerk, das entgegen der anfänglichen Planung nicht von Osella, sondern von Heini Mader vorbereitet wurde.
Stammfahrer des Teams war Miguel Ángel Guerra. Der zweite Wagen wurde nicht durchgängig eingesetzt. Dreimal fuhr ihn Bruno Corradi und je einmal Johnny Cecotto und Beppe Gabbiani.
Der G.M.75 erwies sich in der Hand von Guerra als zuverlässiges Auto. Bei elf Anlässen kam Guerra neunmal ins Ziel, fünfmal davon in den Punkterängen. Das beste Ergebnis war der vierte Platz beim Gran Premio del Mugello. Daneben gab es drei fünfte Plätze und einen sechsten Platz. Guerra beendete die Saison mit zehn Meisterschaftspunkten als Neunter.
Ein G.M.75 wurde nach dem Ende der Saison an den italienischen Rennfahrer Guido Daccò weitergegeben, der ihn 1981 mit seinem eigenen Team Dacsport Racing in der Formel 2 einsetzte. 1982 meldete Daccò das Auto für das Team Brambilla Racing, später übernahm dort Aldo Bertuzzi das Auto.

### 1981: Erster Sieg durch Michele Alboreto
Für die Formel-2-Saison 1981 überarbeitete Giacomo Caliri den G.M.75 erheblich. Das neue Auto erhielt die Bezeichnung Minardi Fly 281. Es war schlanker, leichter und deutlich effizienter. Zwei Fahrzeuge wurden mit einem Mader-BMW ausgerüstet. Im Laufe des Jahres 1981 übernahm Minardi das gesamte Formel-2-Material von Ferrari; dazu gehörten in erster Linie die Ferrari-Dino-Motoren, die bereits vor einigen Jahren von Minardi eingesetzt worden waren. Im Hinblick darauf erschien zum vorletzten Rennen des Jahres ein dritter Fly 281, der mit dem Dino-Sechszylinder ausgerüstet war.
Stammfahrer des Minardi-Teams war Michele Alboreto, der bei zehn Starts insgesamt siebenmal mit dem Minardi-BMW ins Ziel kam. Nachdem Alboreto zunächst einige Zieleinläufe außerhalb der Punkteränge erzielt hatte – zwei achte Plätze bei den Rennen in Hockenheim und auf dem Nürburgring waren bis zum Sommer 1981 seine besten Ergebnisse, konnte er in der zweiten Saisonhälfte überzeugen. Nach dem dritten Platz beim Gran Premio Mediterraneo in Enna gewann er im Spätsommer 1981 den Gran Premio Adriatico in Misano. Dies war der erste und einzige Sieg für das Minardi-Team in der Formel-2-Meisterschaft.
Der zweite Fly 281-BMW wurde zunächst von Johnny Cecotto gefahren. Cecotto wurde bei der Jochen Rindt Memorial in Thruxton Vierter; in vier weiteren Anläufen zu Saisonbeginn kam er nur noch ein weiteres Mal als Vierzehnter bei der International Trophy ins Ziel. Im Sommer trennte sich Cecotto vom Minardi-Team. Teilweise wird dies auf Spannungen zwischen ihm und seinem zunehmend erfolgreicheren Teamkollegen Michele Alboreto zurückgeführt; andere Quellen betonen dagegen, dass Cecotto einfach ein konkurrenzfähigeres Cockpit im Horag Hotz Racing Team gefunden hatte, für das er in der zweiten Hälfte 1981 mehrere Zieleinläufe in den Punkterängen erreichte. An seiner Stelle fuhr bei Minardi zunächst Paolo Barilla, der bei zwei Anläufen einmal ins Ziel kam. Bei Minardis letztem Rennen 1981 wurde statt seiner Roberto Farneti gemeldet. Er fiel im Rennen wegen technischen Defekts aus.
Anlässlich des Gran Premio Adriatico meldete Minardi einen dritten Fly 281, der mit dem Dino-Sechszylinder ausgerüstet war. Fahrer war Miguel Angel Guerra. Er kam als 13. mit deutlichem Rückstand hinter dem Sieger Alboreto ins Ziel. Alboreto wurde mit 13 Punkten Achter der Meisterschaft 1981.

### 1982: Geringe Erfolge
1982 wurde zu einer schwierigen Saison für das kleine Team. Es musste eine Reihe von Rückschlägen verkraften. Minardi erwog zunächst, regelmäßig die Ferrari-Motoren an den Start zu bringen. Erste Tests vor Saisonbeginn zeigten allerdings, dass die Leistungsausbeute der Triebwerke nicht dem aktuellen Stand der Formel 2 entsprach. Daher setzte Minardi für seine Stammfahrer auch 1982 nahezu durchgängig von Mader getunte BMW-Motoren ein. Nicht erfolgreich verlief auch die Entwicklung eines neuen Autos vom Typ 282. Das Fahrzeug sollte ein Monocoque aus kohlenstofffaserverstärktem Kunststoff („Carbon“) erhalten. Einige Quellen berichten, dass der 282 im Februar 1982 bei Testfahrten erprobt worden sei. Letztlich wurde der Aufbau des Wagens abgebrochen, was teilweise auf die „verwirrende Situation in der Frage der Bodenwirkung“ zurückgeführt wird. Stattdessen setzte Minardi in der Saison 1982 die bereits aus dem Vorjahr bekannten Fahrzeuge ein, die nach geringfügiger Überarbeitung die Bezeichnung Fly 281B erhielten. Ein Chassis wurde bei zwei Anlässen mit einem Ferrari-Motor ausgerüstet.
Stammfahrer waren Alessandro Nannini und Paolo Barilla. Nannini kam zunächst nur in den ersten fünf Rennen des Jahres ins Ziel; der fünfte Platz beim Auftaktrennen in Silverstone war dabei das beste Ergebnis. Ab dem Gran Premio di Roma schlossen sich sieben erfolglose Rennen an. In fünf Fällen fiel Nannini wegen technischer Defekte oder wegen Fahrfehlern aus, beim Grand Prix de Pau verpasste er (ebenso wie sein Teamkollege) die Qualifikation, und in Donington wurden beide Minardis wegen regelwidriger Technik disqualifiziert. Erst beim letzten Rennen der Saison, dem Gran Premio Adriatico in Misano, kam Nannini wieder ins Ziel und überraschte mit einem überzeugenden Ergebnis: Er wurde mit knappem Abstand hinter dem Sieger Zweiter.
Paolo Barilla kam in 13 Anläufen siebenmal ins Ziel; zwei siebte Plätze bei den ersten Rennen des Jahres waren seine besten Ergebnisse. Beim vierten Rennen des Jahres, dem ADAC Eifelrennen auf der Nordschleife des Nürburgrings, fuhr Barilla einmalig einen Fly 281B mit Ferrari-Motor. Er wurde abgeschlagen Fünfzehnter.
Zweimal setzte Minardi ein drittes Auto ein, das in einem Fall mit dem Dino-Sechszylinder ausgestattet war. Beim Gran Premio di Mugello ging Siegfried Stohr mit dem Fly 281B mit dem Dino-Motor ins Rennen, fiel aber bereits nach zwei Runden wegen Motordefekts aus. Anlässlich des Gran Premio Mediterraneo in Enna wurde ein dritter Fly 281B, in diesem Fall mit BMW-Motor, für „Mr. Arriva“ gemeldet. Hinter dem Pseudonym verbarg sich der sizilianische Notar Francesco Attaguile. „Mr. Arriva“ kam nicht ins Ziel. Er wurde nach neun Runden disqualifiziert, weil er „zu langsam“ fuhr.
Alessandro Nannini erreichte mit acht Punkten als Minardis bester Fahrer den zehnten Platz der Fahrerwertung.

### 1983: Erste Saison mit Pierluigi Martini
In der Saison 1983 setzte Minardi den 283 ein, eine von Giacomo Caliri erarbeitete Weiterentwicklung des 281. Viele Teile des Wagens waren aus kohlenstofffaserverstärktem Kunststoff geformt. Als Antrieb diente erneut ein Mader-BMW-Motor; weitere Versuche mit den Ferrari Dino-Motoren gab es nicht. Stammfahrer des Teams war Alessandro Nannini. Er trat bei elf von zwölf Rennen des Jahres an und kam siebenmal ins Ziel. Sein bestes Ergebnis war der zweite Platz beim ADAC Eifelrennen auf dem Nürburgring. Beim Saisonabschluss in Mugello wurde Nannini noch einmal Vierter, und bei der Jim Clark Trophy in Hockenheim kam er als Fünfter ins Ziel. Alle anderen Rennen beendete er außerhalb der Punkteränge.
Minardi setzte 1983 wiederholt ein zweites Auto ein, das für unterschiedliche Fahrer gemeldet wurde. Erfolgreich war nur Pierluigi Martini, der Neffe von Minardis langjährigem Piloten Giancarlo Martini, der nur einmal – beim Gran Premio Adriatico in Misano – antrat und das Rennen als Zweiter beendete. Alle weiteren Piloten fuhren keine Punkte ein. Der argentinische Sportwagenfahrer Oscar Larrauri trat viermal für Minardi an – dreimal zu Saisonbeginn und ein weiteres Mal beim letzten Rennen, kam aber nur beim Auftaktrennen in Silverstone ins Ziel. Beim Gran Premio de Madrid auf dem Circuito del Jarama startete Emilio de Villota für Minardi. Er kam nicht ins Ziel, wurde aber im Hinblick auf die zurückgelegten Runden als 13. gewertet. Beim Gran Premio Mediterraneo wurde der zweite Minardi von Enzo Coloni gefahren, dem italienischen Formel-3-Meister des Jahres 1982, der inzwischen ein eigenes Team leitete und vier Jahre später mit seinem Rennstall mit Minardi in der Formel 1 konkurrierte. Coloni kam in Enna als Achter ins Ziel. Beim Rennen in Zolder trat erneut Paolo Barilla für Minardi an; er kam zwar ins Ziel, wurde aber wegen zu großen Rückstands nicht gewertet.
Nannini wurde mit elf Punkten Siebter der Meisterschaft, Martini mit sechs Punkten gleichrangiger Zehnter (neben Kenny Acheson, der für das deutsche Maurer-Team fuhr).
Zu Beginn der Saison setzte das italienische Sanremo Racing Team bei dem Jim-Clark-Gedächtnisrennen auf dem Hockenheimring einen Minardi 283 mit einem von Heidegger getunten BMW-Motor für Aldo Bertuzzi ein. Bertuzzi wurde Dreizehnter. Bei den folgenden Rennen wechselte das Team zu Fahrzeugen von Toleman bzw. Lola.

### 1984: Ein Jahr des Übergangs
Im letzten Jahr der Formel-2-Europameisterschaft beschäftigte sich Minardi bereits mit dem Aufstieg in die Formel 1. Das Team entwickelte kein neues Auto mehr für die zu Ende gehende Rennserie; nahezu die gesamte Energie wurde bereits auf den Aufbau des Formel-1-Wagens M185 verwendet. Minardi setzte 1984 in der Formel 2 durchgängig zwei Fahrzeuge vom Typ 283 ein; angetrieben wurden sie von BMW-Motoren aus Heini Maders Werkstatt. Stammfahrer waren Alessandro Nannini und Roberto del Castello. Beide erlebten eine Saison mit Höhen und Tiefen. Es gab zahlreiche Ausfälle, die technisch bedingt waren; hinzu kam eine Reihe von Unfällen. Das beste Ergebnis des Teams erzielte Nannini beim Gran Premio Mediterraneo in Enna, den er als Dritter beendete. Der vierte Platz beim Rheinpokal auf dem Hockenheimring und der fünfte bei der Daily Mail Trophy in Brands Hatch, dem letzten Rennen der Formel 2, waren die einzigen weiteren Zielankünfte in den Punkterängen. Del Castello kam nur einmal in die Punkte, als er auf dem Hockenheimring als Sechster ins Ziel fuhr. Im Spätsommer setzte Minardi dreimal ein drittes Auto für Lamberto Leoni ein. Leoni beendete seine Rennen regelmäßig mit einem Zieldurchlauf; sein bestes Ergebnis war der neunte Platz in Enna.
Während der ersten beiden Rennen der Saison wurden zwei Minardi 283 von dem mit Jo Gartner verbundenen Team Emco Sports eingesetzt. Fahrer waren Lamberto Leoni und „Pierre Chauvet“. Beide Privatiers kamen einmal vor Roberto Del Castello im Werks-Minardi ins Ziel.

## Formel 1

### Erste Versuche: Rennen in Großbritannien
Der erste Kontakt mit der Formel 1 ergab sich für das Team aus Faenza – seinerzeit noch unter dem Namen Scuderia Everest aktiv – anlässlich des Race of Champions im Frühjahr 1976. Das Team setzte einen Ferrari 312T für Giancarlo Martini ein. Dies war der erste private Einsatz eines Ferrari-Rennwagens in den 1970er Jahren. Am Rennen selbst nahm Martini indes nicht teil, da er den Wagen in der Aufwärmrunde durch einen Unfall beschädigte. Einen zweiten Einsatz gab es anlässlich der 28. BRDC International Trophy im April 1976. Wiederum fuhr Giancarlo Martini einen privaten Ferrari 312T. In einem dünn besetzten Starterfeld kam er mit einer Runde Rückstand als Zehnter ins Ziel. Danach nahm Giancarlo Minardi zunächst von der Formel 1 Abstand. Sein nächster Formel-1-Einsatz erfolgte erst neun Jahre später.

### Erste Jahre
Minardis reguläres Formel-1-Engagement begann in der Formel-1-Weltmeisterschaft 1985. Das Team wurde von Giancarlo Minardi geleitet; Miteigentümer waren der Florentiner Fiat-Händler Gianpiero Mancini sowie Giacomo Caliri. Minardi war zusammen mit Ferrari, Alfa Romeo und Osella das vierte zu dieser Zeit in der Formel 1 aktive italienische Team. Der Aufstieg in den Grand-Prix-Sport ergab sich in erster Linie vor dem Hintergrund, dass Giancarlo Minardi – wie viele andere Teamchefs der Formel 2 – der ab 1985 ausgetragenen Formel-3000-Meisterschaft misstraute. Gleichwohl war dies in mehrerlei Hinsicht eine mutige Entscheidung. Zwar hatte Minardi seit mehr als einem Jahrzehnt Erfahrungen im Formel-Sport gesammelt. Allerdings hatte das Team keineswegs durchgängig Erfolge erzielt, sondern einige schwierige Jahre – auch als Konstrukteur – hinter sich. Andererseits war die Formel 1 1985 von Turbomotoren geprägt, die kostenintensiv und technisch so anspruchsvoll waren, dass zahlreiche Teams die Formel 1 gerade wegen der Turbomotoren verließen.

#### Vorbereitungen 1984
Die Vorbereitungen für Minardis Formel-1-Einstieg hatten bereits im Frühjahr 1984 begonnen. Caliri entwarf das Auto. Der Wagen entsprach in vielerlei Hinsicht dem Formel-2-Wagen 283, hatte aber eine massigere Karosserie und eine geänderte Aufhängung. Das Auto war so konzipiert, dass es unterschiedliche Triebwerke aufnehmen konnte. Dieser Ansatz erwies sich bald als glückliche Entscheidung, denn antriebsseitig gab es in der Vorbereitungszeit einige Probleme.
Einige Quellen berichten, dass Giancarlo Minardi erwogen habe, ab 1985 das gesamte Motorenprogramm von Alfa Romeo zu übernehmen. Angeblich habe seit Ende 1983 eine entsprechende Vereinbarung mit Alfa Romeo vorgelegen. Belegt ist, dass Minardis erstes Formel-1-Auto, das seinerzeit die Bezeichnung M184 trug, im Frühsommer mit dem 1,5 Liter großen Turbo-Motor von Alfa Romeo (Tipo 890T) bestückt wurde, der in dieser Saison neben dem Alfa-Werksteam auch noch bei Osella zum Einsatz kam. Im Juli 1984 führte Minardi mit dem M184-Alfa auf der Strecke von Misano erste Testfahrten durch. Alessandro Nannini legte dabei mehr als 2000 Kilometer zurück.
Im Oktober 1984 allerdings zog Alfa Romeo seine Zusage zurück; Minardi hatte seine Motoren verloren. Die meisten Quellen führen dies auf eine Intervention Enzo Osellas zurück, der eine direkte Konkurrenz zu seinem finanzschwachen Team fürchtete. Minardi und Gianpiero Mancini beauftragten daraufhin Carlo Chiti mit der Entwicklung eines eigenen Motors. Chiti und Mancini gründeten in Novara das Unternehmen Motori Moderni, das im November 1984 mit der Entwicklung des Triebwerks begann und im April 1985 – nach Beginn der Formel-1-Saison – den ersten Motor fertiggestellt hatte.

#### 1985: Debüt mit Cosworth, Fortsetzung mit eigenen Motoren

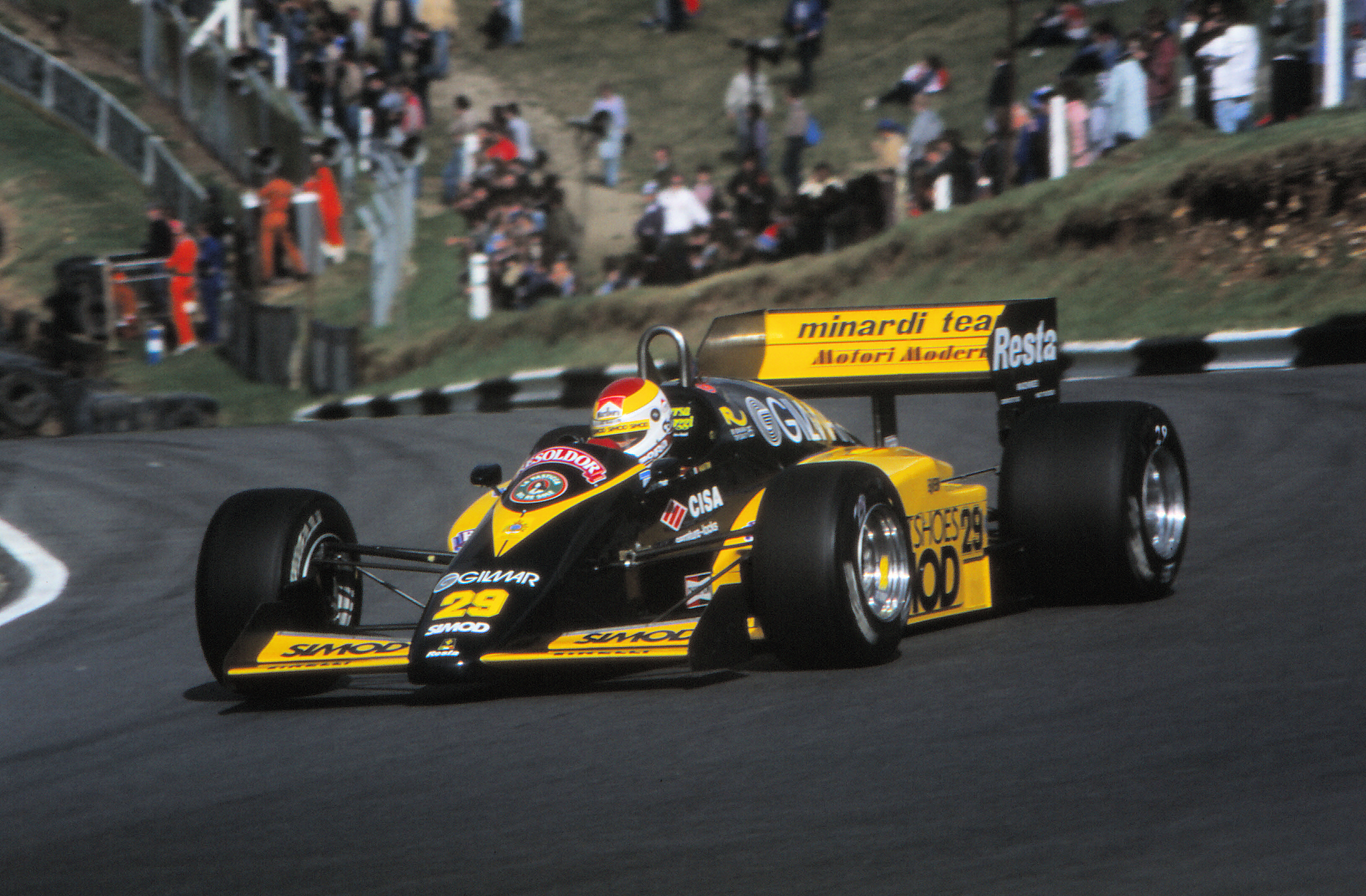
Pierluigi Martini beim Training zum Großen Preis von Europa 1985

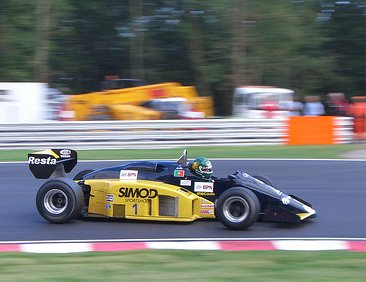
Roderigo Gallego im Minardi M185 von 1985 beim Thoroughbred-Grand-Prix in Brands Hatch 2005

Minardi ging erstmals beim Großen Preis von Brasilien 1985 an den Start. Das Team bestand zunächst aus 14 Mitarbeitern. Fahrer war Pierluigi Martini, der 1984 bei Toleman als Ersatz für Johnny Cecotto in der Formel 1 debütiert hatte. Martini war lediglich die zweite Wahl gewesen. Anfänglich hatte Giancarlo Minardi Interesse an einer Verpflichtung Alessandro Nanninis, der allerdings – angeblich wegen eines Vetos von Ron Dennis – für diese Saison keine Superlizenz erhielt.
Für das Auftaktrennen und für die folgende Veranstaltung in Portugal wurde Minardis Formel-1-Auto, nun als M185 bezeichnet, mit dem 3,0-Liter-DFV-Saugmotor von Cosworth ausgerüstet. Minardi war damit neben Tyrrell das einzige Team, das zu dieser Zeit keinen Turbomotor zur Verfügung hatte.
Beim ersten Rennen des Jahres in Brasilien war Minardi mit elf Mitarbeitern vertreten. Im Training zeigte sich, dass ein weiterer Helfer für die Abfertigung des linken Hinterrades gebraucht wurde. Daraufhin verpflichtete Minardi einen Freiwilligen aus dem Fahrerlager, den früheren Minardi-Piloten Miguel Angel Guerra. Martini qualifizierte sich in Brasilien für den letzten Platz. Seine schnellste Runde im Qualifying war 17 Sekunden langsamer als die des für Ferrari startenden Pole-Fahrers Michele Alboreto; sein Rückstand auf den langsamsten Tyrrell betrug acht Sekunden. Im Rennen selbst fiel Martini nach einem Elektrikdefekt frühzeitig aus. Im zweiten Rennen, dem Großen Preis von Portugal, kollabierte der Cosworth-Motor. Danach gab Minardi den Saugmotor auf und ließ Tyrrell allein mit dem legendären Achtzylinder zurück.
Zum dritten Rennen des Jahres, dem Großen Preis von San Marino, der unweit von Minardis Werkshalle in Imola stattfand, debütierte der M185 mit dem Motori-Moderni-Triebwerk. Der Motor war nur wenig erprobt; einen Praxistest über eine gesamte Grand-Prix-Distanz hatte es vor dem ersten Einsatz nicht gegeben. Ein großes Problem war die Zuverlässigkeit. Um die Haltbarkeit zu erhöhen, fuhr Minardi im Rennen mit einem Ladedruck von weniger als 3,0 bar, wodurch die Leistung des Motors die eines 3,0 Liter großen Saugmotors kaum übertraf. Gleichwohl fiel er während zahlreicher Rennen aus.
Bei seinem ersten Einsatz erreichte Martini zwar im Qualifying den 19. Startplatz, im Rennen allerdings platzte der Motori-Moderni-Sechszylinder bereits nach 14 Runden. In der ersten Hälfte der Saison 1985 kam der Minardi nie ins Ziel. Die erste Zielankunft ergab sich beim Großen Preis von Belgien; Martini hatte hier fünf Runden Rückstand. Bereits beim Großen Preis von Deutschland einige Wochen vorher in Hockenheim war Martini als Elfter gewertet worden; dem lag allerdings keine Zielankunft zugrunde: Martini war in der vorletzten Runde wegen Benzinmangels ausgefallen, hatte aber eine ausreichende Distanz zurückgelegt, um in die Wertung zu kommen. Das erfreulichste Ergebnis für das junge Team war der achte Platz Martinis beim Großen Preis von Australien.

#### 1986: Erstmals zwei Fahrer
In seiner zweiten Saison setzte Minardi erstmals zwei Fahrzeuge ein. Zunächst wurden zwei weitere Exemplare des M185 aufgebaut, die sich vor allem durch geringfügige Änderungen an der Aufhängung und den Seitenteilen von den ersten Formel-1-Autos des Teams unterschieden. Im Sommer entstand ein neues Fahrzeug, der von Caliri entwickelte M186. Das Fahrzeug hatte in seiner Grundkonzeption noch immer vieles vom Minardi 283, hatte aber ein leichtes und schlankeres KFK-Monocoque und eine verbesserte Aerodynamik.
Antriebsseitig veränderte sich nichts. Minardi setzte weiterhin den Sechszylinder-Turbomotor von Motori Moderni ein. Zum Ende der Saison wurde er an das junge französische Team AGS weitergegeben, das damit zwei Rennen bestritt.
Als Fahrer war zunächst wiederum Pierluigi Martini vorgesehen. Als Alessandro Nannini allerdings im Februar 1986 nach einigen Unstimmigkeiten doch die zunächst verweigerte Superlizenz erhielt, gab Giancarlo Minardi ihm den Vorzug. Als zweiter Fahrer wurde der erfahrene Andrea de Cesaris verpflichtet, den Minardi wegen seiner ungestümen Art gelegentlich als „Rabauken“ (ital. bullo) bezeichnete.
Die Rennen der Saison 1986 verliefen trostlos. Es gab zwei Nichtqualifikationen und insgesamt 28 Ausfälle; 19 davon waren auf technische Probleme des Motors bzw. im Motorumfeld zurückzuführen. Am Folgenreichsten war der Defekt beim Training zum Großen Preis von Spanien: Hier ging ein Turbolader in Flammen auf, woraufhin das gesamte Auto abbrannte. Häufig zerbrach das von Caliri selbst entworfene Getriebe.
Erst beim vorletzten Rennen des Jahres, dem Großen Preis von Mexiko, kamen die Minardis erstmals ins Ziel: De Cesaris wurde Achter mit zwei, Nannini wurde Vierzehnter mit vier Runden Rückstand. Erfreulich verlief das Training zum letzten Rennen des Jahres in Australien: De Cesaris qualifizierte sich als Elfter. Im Rennen ließ sich dies allerdings nicht in Ergebnisse umsetzen: Kurz nach dem Start aktivierte sich der Feuerlöscher und legte de Cesaris’ Auto lahm.
Minardi beendete auch die zweite Formel-1-Saison ohne einen Meisterschaftspunkt.

#### 1987: Das letzte Turbo-Jahr für Minardi

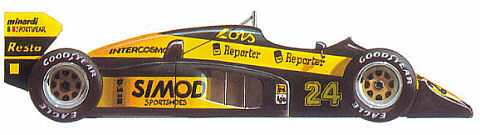
Zeichnung des M187 mit der Startnummer 24 von Alessandro Nannini

In der dritten Formel-1-Saison setzte Minardi erneut zwei Autos ein. Alessandro Nannini blieb im Team; er war aus Giancarlo Minardis Sicht der Top-Fahrer. Um das zweite Auto hatten sich Gianfranco Brancatelli und der kanadische Rennfahrer John Graham bemüht; letztlich verpflichtete Minardi aber den spanischen Debütanten Adrián Campos, der erhebliche finanzielle Unterstützung einer iberischen Jeans-Marke mitbrachte.
In technischer Hinsicht blieb Minardis Paket gegenüber dem Vorjahr weitgehend unverändert. Das Team setzte erneut den Minardi M186 – in einigen Quellen auch als M86/87 bezeichnet – ein. Obwohl seit Beginn der Saison 1987 erstmals wieder Saugmotoren zugelassen waren, die gemeinhin als ebenso zuverlässige wie kostengünstige Alternative für kleinere Teams angesehen wurden, behielt Minardi den aufgeladenen Sechszylinder von Motori Moderni bei. Er galt bereits zu Saisonbeginn als besonders defektanfällig und wurde in seiner Leistungsentwicklung nicht mehr als konkurrenzfähig angesehen. Dieser Eindruck bestätigte sich in den Rennen des Jahres 1987.
In den Qualifikationssitzungen gelang es Minardis Fahrern zumeist, die Saugmotor-Teams zu schlagen. Nicht selten hatten sie auch die veralteten Fahrzeuge von Osella und gelegentlich auch die Wagen von Zakspeed und die Ligier-Megatron im Griff. Die etablierten Turbo-Teams aber waren sowohl im Qualifying als auch in den Rennen deutlich stärker als die Minardis. Das beste Qualifikationsergebnis waren zwei dreizehnte Startplätze, die Nannini bei den Großen Preisen von Monaco und Australien erzielte. Campos stand abgesehen vom Rennen in Frankreich regelmäßig einige Plätze hinter Nannini in der Startaufstellung, war aber mit einer Ausnahme nie Letzter der Qualifikation.
Die Rennen verliefen enttäuschend. Minardis Fahrer erzielten wiederum keinen einzigen Meisterschaftspunkt. In der ersten Saisonhälfte kamen sie kein einziges Mal ins Ziel. Zumeist fielen technische Komponenten im Motorumfeld aus; das galt vor allem für die Turbolader. Auch die Elektrik, die Benzinversorgung und das Getriebe verursachten mehrere Ausfälle. Die erste Zielankunft erreichte Nannini im neunten Rennen der Saison, dem Großen Preis von Ungarn, als er mit drei Runden Rückstand Elfter wurde. Bei den Großen Preisen von Italien und Portugal fiel er zwar jeweils vor dem Rennende wegen Benzinmangels aus, wurde aber (als Sechzehnter bzw. als Elfter) gewertet, da er bereits eine hinreichende Anzahl von Runden zurückgelegt hatte. Campos kam insgesamt nur einmal ins Ziel; er wurde beim dreizehnten Rennen der Saison in Spanien Vierzehnter mit vier Runden Rückstand.
Zum Ende der Saison gab Minardi den Einsatz der Turbomotoren auf. Das Team löste seine geschäftlichen Verbindungen zu Motori Moderni auf und rüstete – wie die meisten der kleineren Rennställe – in der Winterpause auf Saugmotoren um.

### Konsolidierung mit Cosworth und Pirelli

#### 1988: Neuanfang mit Cosworth
In der vierten Formel-1-Saison wurden die Bedingungen für das Team aus Faenza schwieriger. Mit Coloni, EuroBrun und der Scuderia Italia waren drei neue Teams in die Formel 1 gekommen, die von Italien aus operierten. Zusammen mit Ferrari und Osella traten nunmehr sechs italienische Teams in der Formel 1 an. Diese Häufung wirkte sich negativ auf die Möglichkeiten aus, nationale Sponsoren zu gewinnen. Insgesamt belief sich das Budget des Teams 1988 auf sieben Millionen US-Dollar.
Für die Formel-1-Weltmeisterschaft 1988 entwickelte Giacomo Caliri ein vollständig neues technisches Paket. Der Minardi M188 war mit einem Radstand von 2670 mm zunächst das kürzeste Auto des Starterfeldes und mehr als 10 Kilogramm leichter als das Vorjahresauto. Er hatte ein neues Monocoque, eine neue Karosserie sowie eine Frontaufhängung, bei der zwei Stoßdämpfer, kreuzförmig übereinander liegend, horizontal angeordnet waren. Diese Lösung war eigenständig. Sie erwies sich in den Rennen allerdings als problematisch und wird in der Literatur gelegentlich als „völlig nutzlos“ bezeichnet. Im Laufe der Saison entwickelte Aldo Costa, der ab Frühjahr 1988 Caliris Platz als verantwortlicher Konstrukteur bei Minardi übernommen hatte, eine konventionelle Lösung, die in der zweiten Hälfte des Jahres für stabileres Fahrverhalten sorgte. Minardi baute im Laufe des Jahres insgesamt fünf Chassis, von denen aber nur zwei zu Saisonbeginn fertiggestellt waren.
Antriebsseitig stellte Minardi im Interesse der Zuverlässigkeit auf Saugmotoren um. Die Wahl fiel auf den Cosworth-DFZ-Achtzylindermotor – das in jenem Jahr am weitesten verbreitete Triebwerk der Formel 1. Der DFZ hatte eine vergleichsweise geringe Leistungsausbeute, war aber für seine Haltbarkeit bekannt. Minardi hatte zunächst erwogen, das Triebwerk mit einem bei Motori Moderni entwickelten Fünfventilzylinderkopf auszurüsten; Cosworth untersagte allerdings derartig tiefgreifende Eingriffe, sodass Minardi seine Triebwerke letztlich – wie die meisten anderen Teams auch – bei Heini Mader Racing Components in der Schweiz vorbereiten und warten ließ.
Im Sommer durchlebte das italienische Team eine sportliche Krise, die durch die anfänglich schwierige Konstruktion des M188 bedingt war. Bereits beim ersten Großen Preis des Jahres hatten sich Probleme aufgezeigt, als an beiden Fahrzeugen im Rennen die Heckflügel abfielen. Tiefpunkte waren die Nichtqualifikationen jeweils beider Minardi-Fahrer bei den Großen Preisen von Deutschland und Belgien; auf dem Hockenheimring war ein Minardi sogar mit neun Sekunden Rückstand Letzter des Qualifyings. Zum Großen Preis von Italien erhielt das Auto einige Verbesserungen, die Aldo Costa erarbeitet hatte. Neben der veränderten Vorderradaufhängung gab es auch eine neue Airbox und vor allem einen um zwölf Zentimeter verlängerten Radstand, der das Handling des Autos spürbar verbesserte. Diese Veränderungen ermöglichten eine Festigung des Teams in den letzten Rennen des Jahres.
Als Fahrer wurde zunächst erneut Adrián Campos verpflichtet, der weiterhin über gute Sponsorenkontakte verfügte. Nachdem Campos allerdings bei den ersten fünf Rennen des Jahres dreimal die Qualifikation verpasst hatte, trennte sich das Team von dem Spanier. Als Ersatz wurde Pierluigi Martini verpflichtet, der nach seinem Einsatz für Minardi 1985 zunächst kein weiteres Cockpit in der Formel 1 erhalten hatte. Der Wechsel war von Erfolg gekrönt. Martini wurde bei seinem ersten Rennen, dem Großen Preis der USA in Detroit – einem Rennen, bei dem nur acht Autos ins Ziel kamen und mit Ausnahme der beiden McLaren-Honda alle Turbo-Autos ausgefallen waren – Sechster und fuhr damit den ersten Punkt für Minardi in der Formel-1-Weltmeisterschaft ein. Es folgten vier weitere Zielankünfte Martinis, von denen der siebte Platz beim Großen Preis von Australien das beste Ergebnis war.
Das zweite Auto fuhr Luis Pérez-Sala, der 1987 Vizemeister der Formel 3000 geworden war. Sala qualifizierte sich wiederholt im Mittelfeld und erreichte mit dem elften Startplatz beim Großen Preis von Ungarn das beste Qualifying-Ergebnis des Teams. Er kam bei acht Rennen ins Ziel; seine beste Leistung war der achte Platz beim Großen Preis von Spanien.

#### 1989: Im Mittelfeld angekommen
Die fünfte Formel-1-Saison begann für Minardi ausgesprochen schwierig. Erst im Frühsommer 1989 wendete sich das Blatt, und das Team aus Faenza etablierte sich im Mittelfeld und erzielte einige Aufsehen erregende Erfolge erzielen.
1989 war im Allgemeinen eine schwierige Saison für die kleinen Teams der Formel 1. Zum Saisonbeginn hatten sich mit Onyx und Brabham, das sein Ruhejahr beendet hatte, zwei weitere Teams eingeschrieben, sodass nun insgesamt 20 Rennställe zu den Weltmeisterschaftsläufen antraten. Um das Qualifying einigermaßen überschaubar zu machen, hielt die FISA vor den Trainingssitzungen eine Vorqualifikation ab, an der die schwächsten Teams des Vorjahres sowie die neuen Teams teilnehmen mussten; ab dem neunten Rennen setzte sich der Kreis der Vorqualifikanten aus den erfolglosesten Teams der ersten Saisonhälfte 1989 zusammen.
Minardi war mit beiden Autos angesichts der erfreulichen Ergebnisse des Vorjahres zunächst von der Vorqualifikation befreit, musste aber in der ersten Saisonhälfte erneut erfolgreich sein, um auch für den Rest des Jahres nicht der Vorqualifikation zu unterfallen. Die Umsetzung dieses Ziels erwies sich im Frühjahr 1989 zunächst als schwierig.
In technischer Hinsicht hielt Minardi zunächst an Bewährtem fest. Der M188 wurde – nur geringfügig überarbeitet – in den ersten Rennen der Saison als M188B eingesetzt. Zu den Überseerennen im Frühjahr wurde der M189 präsentiert, der erste Minardi, der von Aldo Costa und dem ehemaligen Ferrari-Renningenieur Tommaso Carletti konstruiert worden war. Für die Aerodynamik war Nigel Couperthwaite verantwortlich. Beide Modelle wurden von Cosworth DFR-Motoren angetrieben, die bei Heini Mader vorbereitet wurden. Einige Berichte gehen davon aus, dass Minardi 1989 eine Vorzugsbehandlung von Mader erhalten habe. Die Reifen wurden von Pirelli bezogen; Minardi wurde bald zu Pirellis bevorzugtem Test-Team. Sie erwiesen sich insbesondere in den Qualifikationssitzungen als den Goodyear-Reifen überlegen.
Minardi übernahm die Fahrerpaarung des Vorjahres. Martini und Pérez Sala taten sich in den ersten Rennen schwer mit dem M188B. Zwar gelang ihnen regelmäßig die Qualifikation – Martini erreichte sogar zwei elfte Startplätze in Imola und Monte Carlo –, doch die Technik hielt den Belastungen der Rennpraxis nicht stand: An Martinis Auto überhitzte der Motor zweimal, und einmal brach das Getriebe. Pérez Sala schied zweimal wegen eines Fahrfehlers und einmal mit Kupplungsschaden aus.
Zum Großen Preis von Mexiko erhielten beide Fahrer den neuen M189, der sich zunächst als schwierig erwies. Beim ersten Einsatz erreichte Martini nur einen 22. Startplatz, während Pérez Sala die Qualifikation verpasste. In Kanada ging Martini wieder als Elfter ins Rennen, schied aber nach einer Kollision mit Stefano Modena aus. In Frankreich sorgte abfallender Öldruck für ein frühes Aus Martinis, während Pérez Sala sich erneut nicht qualifizierte. Damit hatte Minardi in den ersten sieben Rennen des Jahres keinen Weltmeisterschaftspunkt und noch nicht einmal eine einzige Zielankunft erreicht. Hätte sich diese Entwicklung beim folgenden Rennen in Silverstone fortgesetzt, so hätte sich Minardi ab dem Großen Preis von Deutschland mit beiden Fahrern der Vorqualifikation unterziehen müssen. Beim achten Saisonrennen, dem Großen Preis von Großbritannien, trat „das Wunder von Silverstone“ ein: Vom elften Startplatz aus ins Rennen gehend, hielt Martinis Auto 63 (von maximal 64) Runden durch, sodass Martini letztlich als Fünfter ins Ziel kam. Eine halbe Minute später lief Pérez Sala ein – als Sechster. Damit hatte Minardi in einem einzigen Rennen drei Meisterschaftspunkte erreicht, die das Team für den Rest der Saison von der Vorqualifikation befreiten. Stattdessen musste das Team von Larrousse nun an dieser Prozedur teilnehmen.
Martini und Pérez Sala setzten den positiven Trend in der zweiten Saisonhälfte fort, in der Minardi-Team die besten Leistungen seiner Formel-1-Geschichte zeigte. Insbesondere Martini erreichte Aufsehen erregende Qualifikationsergebnisse: Auf den fünften Startplatz in Estoril folgte der vierte Startplatz in Jerez, und den krönenden Abschluss bildete der Große Preis von Australien, wo Martini als Dritter ins Rennen ging. Martini setzte diese gute Ausgangslage teilweise in Rennergebnisse um. In Estoril führte Martini für eine Runde das Feld an und kam letztlich als Fünfter ins Ziel, und in Adelaide wurde er Sechster. Pérez Sala kam im Laufe des Jahres nicht ein Mal in die Punkteränge, trug aber mit vier weiteren Zielankünften zum positiven Ergebnis des Teams bei.
Anlässlich des Großen Preises von Japan wurde Martini einmalig durch Paolo Barilla ersetzt, der sich nur für den 19. Startplatz qualifizierte und im Rennen mit Kupplungsdefekt ausfiel.
Minardi beendete die Saison mit sechs Weltmeisterschaftspunkten als Zehnter der Konstrukteursmeisterschaft.
Im Sommer 1989 testete Minardi mit Paolo Barilla, Gianni Morbidelli und – in einem Fall – auch Pierluigi Martini in einem umgebauten M188 einen Zwölfzylinder-Saugmotor von Motori Moderni, der mit einem Zylinderwinkel von 180 Grad ausgelegt und als „Boxermotor“ von Subaru in Auftrag gegeben worden war. Ein anfänglich angedachter Einsatz des Motors mit Minardi in der Formel-1-Weltmeisterschaft 1990 scheiterte an der offensichtlichen Unzuverlässigkeit und Leistungsschwäche des Motors. Giancarlo Minardi erklärte, die Ergebnisse der Testfahrten seien „somehow disappointing“ (irgendwie enttäuschend) ausgefallen: Der Einsatz eines Motors, der noch schwächer sei als der Cosworth-Achtzylinder komme für ihn nicht in Betracht. Auch Pierluigi Martini bemängelte öffentlich die mangelnde Leistungsausbeute des Motors. Das „Subaru“-Triebwerk wurde letztlich von Coloni übernommen, wo es 1990 bei einigen Veranstaltungen regelmäßig an der Vorqualifikation scheiterte.

#### 1990: Erste Startreihe
Die Formel-1-Weltmeisterschaft 1990 verlief für Minardi bei isolierter Betrachtung enttäuschend. Das Team vermochte zu Saisonbeginn zwar einige herausragende Ergebnisse zu erzielen und schien anfänglich zu den Top-Teams aufschließen zu können; allerdings gelang es Minardi nicht, das hohe Niveau der ersten Rennen über die gesamte Saison zu halten. Gleichwohl ergab sich im Laufe des Jahres eine positive Perspektive, die im Team Euphorie auslöste: Die erfreulichen Qualifikationsergebnisse der ersten Rennen veranlassten die Scuderia Ferrari im Frühjahr 1990 dazu, Minardi in der Saison 1991 als exklusives Kundenteam zuzulassen und dem kleinen Rennstall die begehrten Zwölfzylinder-Motoren zur Verfügung zu stellen. Die Verbindung war anfänglich auf drei Jahre ausgelegt. Diese Aussicht bestimmte für Minardi wesentlich den Lauf der Saison 1990, die bald nur noch als Durchgangsjahr angesehen wurde.
In technischer Hinsicht verwendete Minardi 1990 weitgehend Bewährtes. Bei den Auftaktrennen in den USA wurde der aus dem Vorjahr bekannte M189 eingesetzt. Zum ersten europäischen Rennen erschien sein Nachfolger, der M190. Der von Aldo Costa konstruierte Wagen folgte dem Muster des M189 und wurde im Allgemeinen als konventionell beschrieben. Eigenwilliges Merkmal war – wie bereits bei seinem Vorgänger – eine höckerformig gestaltete Motorabdeckung. Angetrieben wurde das Auto von einem bei Mader getunten Cosworth DFR-Motor, der den von Brian Hart bearbeiteten Triebwerken, die Tyrrell einsetzte, leistungsmäßig unterlegen waren. Fahrer waren Pierluigi Martini und Paolo Barilla. Letzterer wurde vor den Überseerennen in Japan und Australien entlassen.

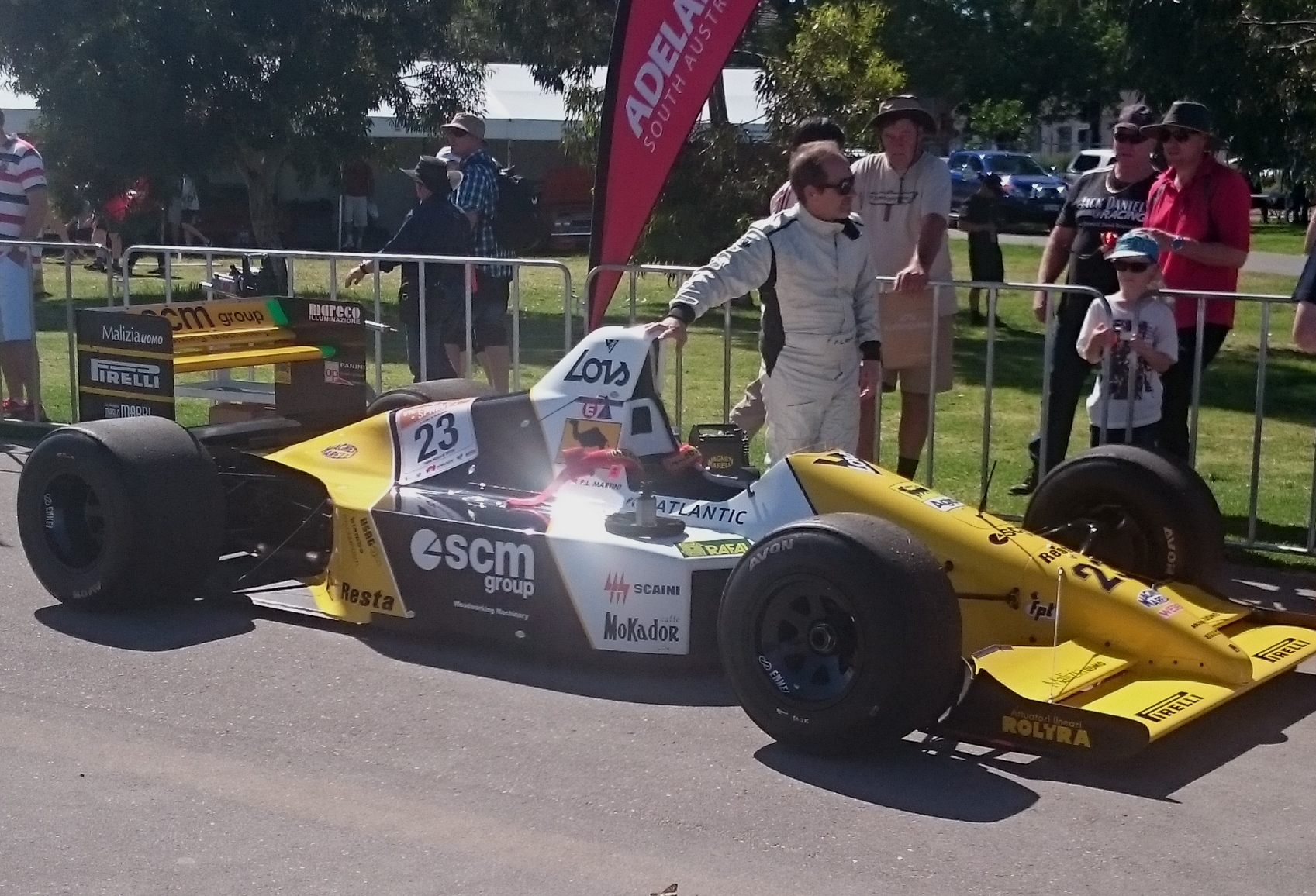
Pierluigi Martini und der modifizierte Vorjahreswagen M189B beim Adelaide Motorsport Festival 2016; mit diesem Fahrzeug erreichte er beim Großen Preis der USA 1990 in der Qualifikation den zweiten Startplatz.

Die Saison 1990 begann mit einer Sensation. Beim ersten Rennen des Jahres, dem Großen Preis der USA in Phoenix, qualifizierte sich Martini mit dem Vorjahreswagen für die erste Startreihe. Mit nur 0,06 Sekunden Rückstand auf Gerhard Bergers Pole-Zeit ging Martini als Zweiter ins Rennen. Das war das beste Qualifikationsergebnis in Minardis Formel-1-Geschichte. Dieses Ergebnis war im Wesentlichen den herausragenden Qualifikationsreifen von Pirelli geschuldet, die selbst den veralteten EuroBrun eine Qualifikation im Mittelfeld erlaubten. Im Rennen von Phoenix wurde Martini letztlich Siebenter. Ein besseres Resultat erzielte er in keinem Rennen des Jahres.
Im Laufe des Jahres fielen die Minardi-Fahrer so weit ab, dass sich Martini, der der schnellere Fahrer des Teams war, zuletzt nur noch für das letzte Drittel des Startfeldes qualifizierte. Paolo Barilla scheiterte wiederholt an der Qualifikation, blieb aber vor allem wegen seiner persönlichen Freundschaft zu Giancarlo Minardi bis in den Spätsommer hinein im Team. Als Barilla allerdings bei den drei letzten europäischen Rennen der Saison – einschließlich des Heimrennens in Monza – jeweils deutlich die Qualifikation verpasst hatte, wurde er für die Großen Preise von Japan und Australien durch Gianni Morbidelli ersetzt; dieser hatte 1990 bereits ein Rennen für die Scuderia Italia gefahren und war bei Ferrari als Testpilot beschäftigt gewesen. Morbidellis Verpflichtung war zunächst erst für 1991 geplant gewesen; seine frühzeitige Einstellung war als Referenz an den künftigen Motorenpartner zu verstehen. Morbidelli qualifizierte sich in seinen beiden Einsätzen für Minardi, erreichte aber keine Zielankunft. In Suzuka erreichte Martini mit dem achten Platz das beste Rennergebnis des kurzlebigen M190. Letztlich erzielte Minardi 1990 keinen einzigen Weltmeisterschaftspunkt.
Die Gründe für Minardis Abrutschen waren vielfältig. Einerseits ließ die Überlegenheit von Pirellis Qualifikationsreifen zunehmend nach; anderseits war der M190 ein problematisches Auto, dessen Zuverlässigkeit insbesondere im Bereich der Elektrik mangelhaft war. Mehrere Ausfälle waren auf Elektrikdefekte zurückzuführen. Vor allem machte sich bemerkbar, dass sich das Team bereits ab Sommer 1990 ganz auf die Saison 1991 mit Ferrari konzentrierte. Minardi kanalisierte früh sämtliche Ressourcen auf die Entwicklung des künftigen M191 und stellte gleichzeitig die Arbeiten am M190 ein.

### Kundenmotoren von Ferrari und Lamborghini

#### 1991: Große Hoffnungen mit Ferrari
In der Formel-1-Weltmeisterschaft 1991 brachte Minardi ein vollständig italienisches Team an den Start: Ein eigenes Chassis, Ferrari-Motoren und mit Pierluigi Martini und Gianni Morbidelli zudem zwei italienische Piloten; eine Ausnahme war insoweit lediglich das letzte Rennen der Saison in Adelaide, als Morbidelli durch den Brasilianer Roberto Moreno ersetzt wurde. Diese nationale Kombination, die in Italien mit Enthusiasmus aufgenommen wurde, brachte dem Team anderenorts mitunter spöttische oder abwertende Kommentare ein. In der englischen Presse war wiederholt von einem „Spaghetti-Team“ die Rede, und in Frankreich hieß der Rennstall gelegentlich „Equipe F1 à la sauce italienne“.
Durch die Unterstützung aus Maranello war Minardi gleichsam zu einem B-Team aufgerückt und nahm (ähnlich wie Tyrrell angesichts der von McLaren vermittelten Honda-Motoren) eine hervorgehobene Position in der Reihe der Privatteams ein. Allerdings ließen sich daraus keine unbedingten Erfolge ableiten.
In der Gesamtschau war 1991 für Minardi eine ambivalente Saison. Einerseits erzielte das Team mit dem siebten Endrang in der Konstrukteurswertung das beste Ergebnis seiner Formel-1-Geschichte. Andererseits ließ sich diese Wertung mit nur sechs Meisterschaftspunkten erreichen. Damit war Minardi, in absoluten Zahlen gesprochen, nicht besser als vor zwei Jahren, als man noch mit den weitaus günstigeren Cosworth-Motoren fuhr. Minardi erzielte 1991 trotz der besseren Aufstellung des Teams keine einzige Platzierung auf dem Podium. Das beste Ergebnis des Jahres waren zwei vierte Plätze in Imola und Estoril. Sowohl Giancarlo Minardi als auch die Scuderia Ferrari waren mit höheren Erwartungen in die Saison gegangen.
Das technische Paket war anspruchsvoll, aber insgesamt nicht ausgereift. Der Minardi M191, der bereits zum ersten Rennen des Jahres fertiggestellt war, war erneut von Aldo Costa entwickelt worden. Der Wagen war auf die Zwölfzylindermotoren von Ferrari zugeschnitten und hatte nur geringe Ähnlichkeiten mit den bisherigen Minardi-Konstruktionen. Die Aufhängung war neu konstruiert worden. Bei einigen Rennen erwies sich das Fahrverhalten des M191 gegenüber dem Ferrari 642 als überlegen. Allerdings war der Wagen unzuverlässig. Die Elektronik war anfällig, und das von Minardi selbst entwickelte Getriebe war schlecht an den Motor angepasst. Auch die Ferrari-Motoren, die Minardi erhielt, waren nicht unproblematisch. Zwar waren sie deutlich leistungsstärker als die bisher verwendeten Cosworth-Triebwerke, allerdings waren sie auch schwerer, und sie waren nicht auf dem Stand der Zeit. So lieferte Ferrari bis zum Sommer Triebwerke der 036-Generation, die das Werksteam in der Formel-1-Weltmeisterschaft 1989 verwendet hatte; ab Juli 1991 erhielt Minardi Motoren der Baureihe 037, die von 1990 stammten. Keines der Triebwerke war seit seinem Einsatz im Werksteam überarbeitet bzw. dem aktuellen Stand der Technik angepasst worden. Ungeachtet dessen erklärte Giancarlo Minardi mehr als ein Jahrzehnt später, Ferraris Zwölfzylinder sei der beste Motor gewesen, den sein Team jemals eingesetzt habe.
Ein wesentliches Problem war die Finanzierung des Ferrari-Projekts. Minardi musste, um wettbewerbsfähig zu sein, die technische Ausrüstung verbessern; zugleich wurde zusätzliches Personal eingestellt. Schließlich waren mit dem Einsatz des Motors hohe Zahlungen an Ferrari verbunden. Im Hinblick darauf geriet Minardi im Laufe des Sommers 1991 in eine finanzielle Schieflage, da die Finanzierung nicht im notwendigen Umfang gesichert war. Zunächst war Pioneer, Minardis bisheriger Geldgeber, zu Beginn der Saison 1991 zu Ferrari gewechselt. Gelegentlich wird spekuliert, dass dieser Übergang eine Gegenleistung Minardis für den Erhalt der Ferrari-Motoren war. Im Übrigen gelang es Giancarlo Minardi nicht, im erforderlichen Maße weitere Sponsormittel einzuwerben. Minardi erklärte später, er habe Anfang 1991 zahlreiche Kontakte zu potentiellen Sponsoren in Japan gehabt; infolge der japanischen Wirtschaftskrise seien diese jedoch letztlich abgesprungen. Nicht zuletzt deshalb konnte Minardi im Laufe der Saison die fälligen Leasingraten mehrfach nicht fristgerecht bedienen, sodass Ferrari im Spätsommer 1991 erklärte, den Vertrag mit Minardi nicht über das Saisonende hinaus fortzusetzen. Minardi zahlte noch bis Mitte der 1990er Jahre seine Verbindlichkeiten gegenüber Ferrari ratenweise ab.

#### 1992: Lamborghini-Motoren

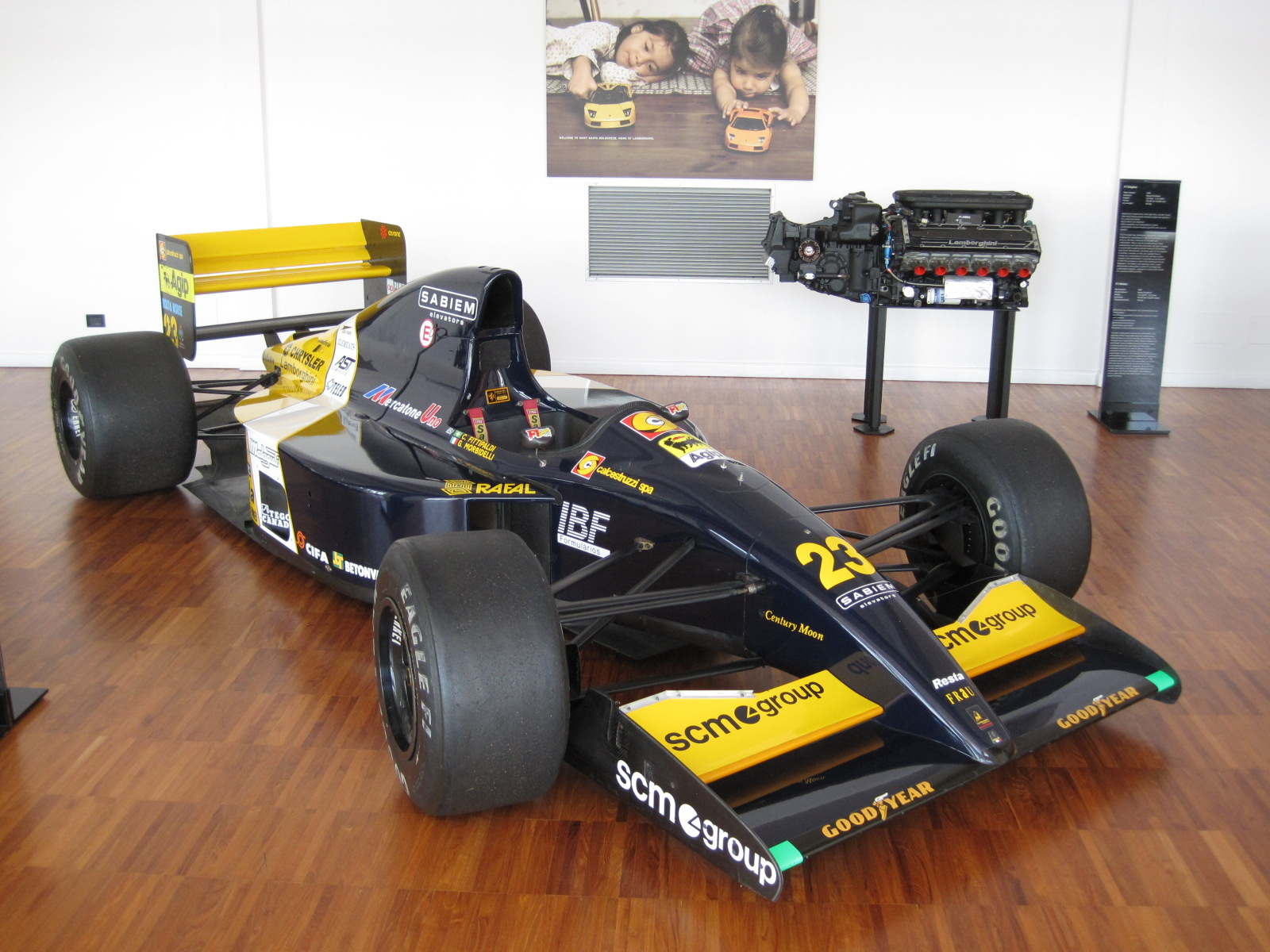
Minardi M191L mit Lamborghini-Motor

In der Saison 1992 ging Minardi erneut mit einem italienischen Motor an den Start, der einen großen Namen trug. Nachdem sich Ferrari im September 1991 dazu entschlossen hatte, seine Kundenmotoren künftig an die Scuderia Italia zu liefern, übernahm Minardi einige Zwölfzylindermotoren von Lamborghini Engineering, einem selbstständigen Ableger des italienischen Sportwagenherstellers Lamborghini, der unter der Leitung des ehemaligen Ferrari-Ingenieurs Mauro Forghieri stand. Die Triebwerke vom Typ 3512 hatten 1991 das Modena Team und Ligier eingesetzt. Da Ligier mit Beginn der neuen Saison zu Renault-Motoren wechselte und das Modena Team nach dem letzten Rennen des Jahres 1991 geschlossen wurde, waren die hochentwickelten Zwölfzylindermotoren kurzfristig – allerdings nicht preiswert – verfügbar geworden. Sie wurden an Minardi und an Larrousse (seinerzeit zunächst unter dem Namen Venturi gemeldet) gegeben. Beide Teams waren gleichrangige Kunden; sie erhielten exakt das gleiche Material.
Die Lamborghini-Triebwerke waren schwerer als Ferraris Zwölfzylinder. Ihre Leistung wurde anfänglich mit 655 PS angegeben. Damit waren sie nominell schwächer als die aktuellen Ferrari-Motoren des Werksteams; Giancarlo Minardi erklärte allerdings, dass die Lamborghini-Motoren auch in ihrer ersten Version noch immer leistungsfähiger gewesen seien als die Ferrari-Motoren der 036-Baureihe. Im Sommer 1992 stellte Lamborghini Engineering eine weiterentwickelte Version des Triebwerks zur Verfügung, die je nach Quelle 700 PS oder 730 PS leistete und damit das Niveau der besseren Werksmotoren erreichte. Anders als im Vorjahr verzichtete Minardi auf die Konstruktion eines eigenen Getriebes. Das quer liegende Sechsganggetriebe wurde – ebenso wie im Falle Venturis – von Lamborghini Engineering übernommen. Tatsächlich handelte es sich im Wesentlichen um die Konstruktion, die Larrousse bereits 1989 für den Lamborghini-Motor entwickelt hatte. Parallel dazu begann Minardi, zusammen mit dem Vater Gianni Morbidellis ein halbautomatisches Getriebe zu entwickeln; das Projekt wurde letzten Endes allerdings nicht realisiert.
Infolge finanzieller Engpässe konnte Minardi nicht schon zu Saisonbeginn ein neues Auto präsentieren, das auf den Lamborghini-Motor zugeschnitten war. Die ersten Rennen bestritt das Team daher mit dem M191L, d. h. den Vorjahresmodellen, die kurzfristig für die Aufnahme des neuen Motors umgestaltet worden waren. Zum Großen Preis von Spanien wurde der Minardi M192 präsentiert, allerdings dort noch nicht eingesetzt. Es war die letzte Konstruktion Aldo Costas für Minardi. Der Wagen hatte ein neues, festeres Chassis, wies aber Schwächen in der Aerodynamik auf. Im Übrigen waren die technischen Komponenten vielfach unzuverlässig und das Fahrverhalten war – bedingt durch eine Platz sparende, aber komplizierte Vorderradaufhängung – jedenfalls bis zum Eingreifen Gustav Brunners im Spätsommer 1992 diffizil.
Als Fahrer blieb Gianni Morbidelli im Team. Pierluigi Martini wechselte (zusammen mit dem Ferrari-Motor) zur Scuderia Italia. An seiner Stelle verpflichtete Minardi den jungen Brasilianer Christian Fittipaldi.
In den ersten vier Rennen der Saison fuhr Minardi mit dem M191L. Der Wagen erreichte nur zwei Zielankünfte – Morbidelli als Siebter beim Großen Preis von Brasilien und Fittipaldi als Elfter in Spanien –; bei allen anderen Veranstaltungen fielen die Minardis mit technischen Defekten aus.
Seinen ersten Auftritt hatte der M192 beim Großen Preis von Spanien. Morbidelli fuhr das Auto im Zeittraining und war mehr als 0,5 Sekunden langsamer als Fittipaldi im M191L. Im Rennen fuhren beide Piloten noch einmal den M191L. In den folgenden Rennen kam der M192 regelmäßig zum Einsatz. Seine erste Zielankunft erreichte das Auto beim Großen Preis von Monaco, wo Fittipaldi Achter wurde. Beim Training zum Großen Preis von Frankreich verunglückte Fittipaldi schwer: Er kam, bei einsetzendem Regen auf Slicks fahrend, von der Piste ab und prallte mit hoher Geschwindigkeit in einen Reifenstapel. Dabei verletzte er sich die Halswirbelsäule und musste bei diesem Rennen und bei den drei folgenden Veranstaltungen aussetzen. Sein Ersatz war Alessandro Zanardi, der sich weder in Silverstone noch auf dem Hungaroring qualifizierte. Nur in Deutschland gelang ihm die Qualifikation; im Rennen schied er aber frühzeitig aus.
Das Team erreichte seinen Tiefpunkt beim Großen Preis von Ungarn: Hier verpassten beide Minardi (erstmals seit 1988) die Qualifikation. Kurz darauf besserte sich die Lage deutlich: Der österreichische Konstrukteur Gustav Brunner, bislang beim finanzielle Not leidenden Team March beschäftigt, trat in die Dienste des italienischen Rennstalls ein und überarbeitete den M192 „schnell und effektiv“. Bereits beim Großen Preis von Italien zeigte sich die Wirkung: Morbidelli qualifizierte sich für den zwölften Startplatz. Im Rennen fiel er allerdings wegen eines Motordefekts aus. Beim Großen Preis von Japan erreichte Fittipaldi erneut den zwölften Startplatz. Er kam im Rennen mit einer Runde Rückstand als Sechster ins Ziel und fuhr damit den einzigen Weltmeisterschaftspunkt für Minardi in dieser Saison ein. Das Team schloss die Meisterschaft als Elfter ab – gleichrangig mit Venturi/Larrousse, die den gleichen Motor eingesetzt hatten.

### Krise und Zusammenarbeit mit der Scuderia Italia

#### 1993: Neuanfang mit Cosworth und Brunner

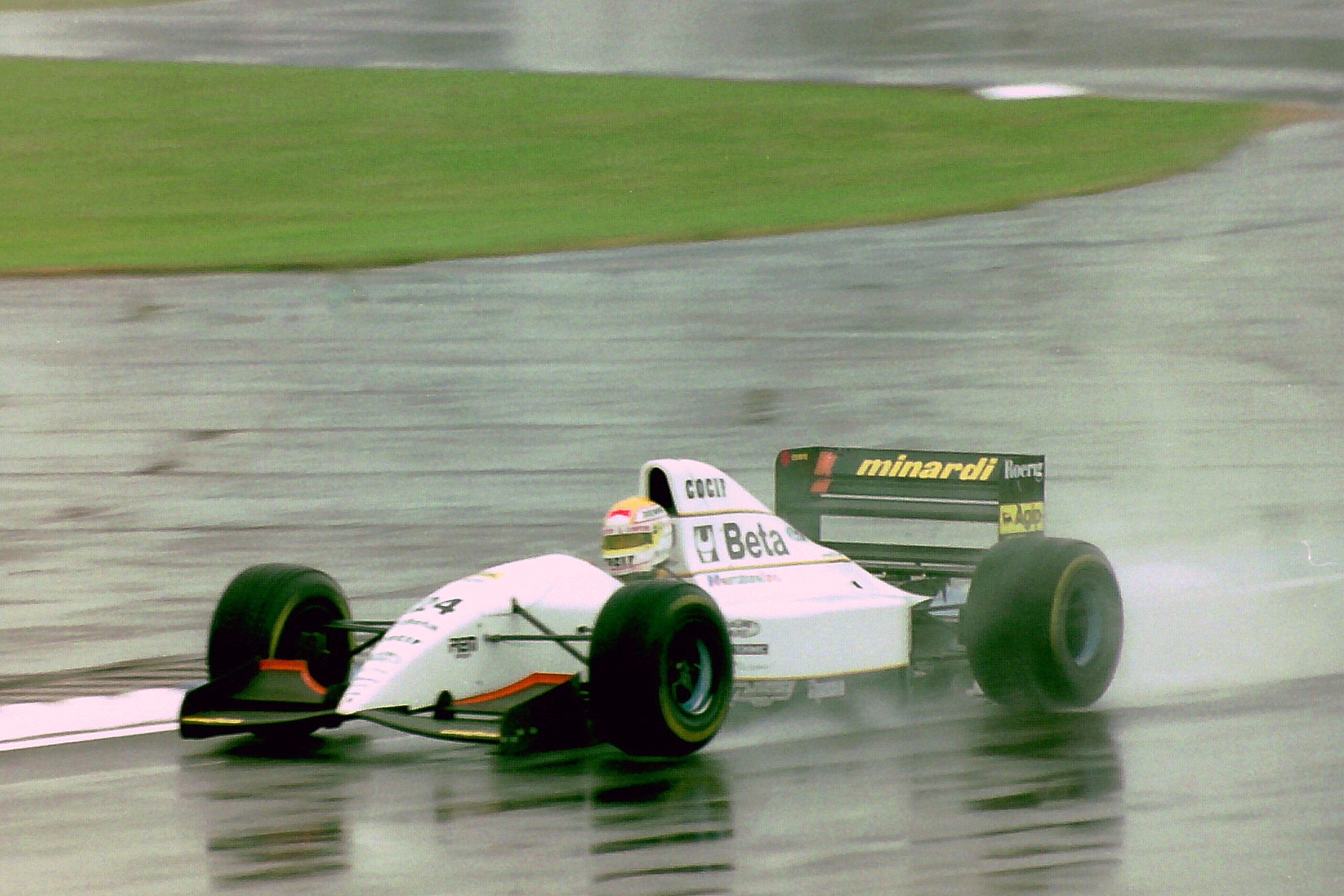
Pierluigi Martini im Minardi M193 beim Großen Preis von Großbritannien 1993

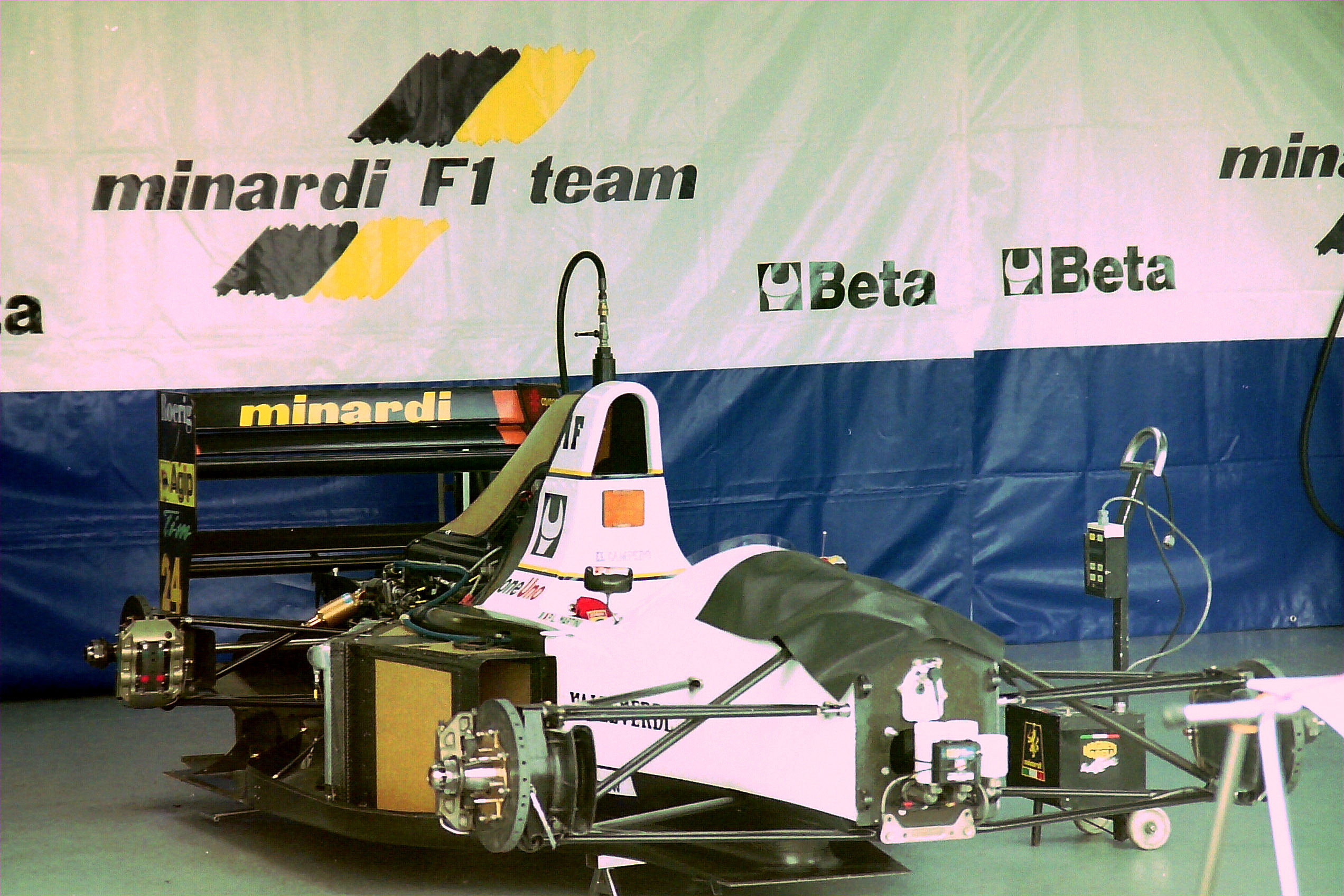
Die Minardi-Box beim Großen Preis von Großbritannien 1993

Die Saison 1993 war für Minardi ein Neuanfang, aus dem eine Krise wurde. Die Versuche, mit exklusiven Kundenmotoren die eigene Position im Mittelfeld zu stärken, mussten bereits vor Saisonbeginn aufgegeben werden. Grund hierfür waren in erster Linie finanzielle Schwierigkeiten. Die Beziehungen zu Ferrari und Lamborghini waren das Team teuer zu stehen gekommen; die Schulden aus diesen Projekten belasteten den Haushalt des Teams noch einige Jahre lang schwer. Tatsächlich war Minardi 1993 finanziell stark angeschlagen und stand zum Jahresende kurz vor der Insolvenz. Minardi musste die Saison 1993 mit einfacher Ausrüstung bestreiten und zumindest zeitweilig auf zahlende Fahrer setzen. Anderseits profitierte das Team vom Wegbrechen zahlreicher ähnlich großer oder kleinerer Konkurrenzteams, aufgrund dessen sich das Starterfeld innerhalb von drei Jahren von 19 (1990) auf 13 Teams (1993) reduzierte. Damit war eine Vorqualifikation obsolet geworden, und eine Qualifikation zur Rennteilnahme war mehr oder weniger sicher.
Die Saison 1993 bestritt Minardi mit dem M193, einem von Gustav Brunner entworfenen Rennwagen, der zusammen mit dem Jordan 193 das kompakteste Auto des Starterfeldes war. Das Auto wurde als anspruchslos, aber effektiv beschrieben. In einer Saison, die den „Elektronik-Rausch der Formel 1“ zu ihrem Höhepunkt brachte, hatte der weiß lackierte M193 weder eine aktive Radaufhängung noch eine Traktionskontrolle oder ein Drive-by-Wire-System zur elektronischen Steuerung des Gaspedals. Minardi konnte derartige Systeme weder selbst entwickeln noch war das Team – anders als manche Konkurrenten – in der Lage, sie von anderen Rennställen zuzukaufen. Als Antrieb diente ein ebenso simpler Achtzylinder-Kundenmotor von Ford des Typs Cosworth HB, der das schwächste Triebwerk des Starterfeldes war und nicht über technisch aufwendige Details wie pneumatische Ventile verfügte. Regelmäßig erhielt Minardi diejenigen Motoren der HB-VI-Generation, die 1992 beim damaligen Konkurrenten Fondmetal eingesetzt worden waren. Allerdings reichten die finanziellen Mittel des Teams nicht einmal aus, um den durchgängigen Einsatz dieser veralteten Triebwerke sicherzustellen; einige Quellen berichten daher, dass Minardi jedenfalls bei einzelnen Rennen zu Saisonende die noch älteren, auf das Jahr 1991 zurückgehenden HB-IV-Motoren verwenden musste.
Als ersten Fahrer meldete Minardi erneut Christian Fittipaldi. Das zweite Cockpit ging an Fabrizio Barbazza, der 1991 einige der letzten Rennen des französischen Teams AGS bestritten hatte. Später wurden beide Fahrer aus finanziellen Gründen ausgewechselt: An Barbazzas Stelle fuhr ab dem Großen Preis von Großbritannien Pierluigi Martini, und Fittipaldi wurde für die letzten beiden Rennen des Jahres durch Jean-Marc Gounon ersetzt, der bereits zu Saisonbeginn als Pilot des – letztlich nicht mehr angetretenen – March-Teams im Gespräch gewesen war.
In den ersten Rennen des Jahres waren die Minardi überraschend erfolgreich; gute Ergebnisse wurden dabei zumeist bei schwierigen Wetterverhältnissen eingefahren. Beim verregneten Saisonauftakt auf dem Kyalami Grand Prix Circuit kam Fittipaldi als Vierter ins Ziel und sicherte dem Team drei wertvolle Meisterschaftspunkte. Beim Großen Preis von Europa 1993 in Donington, der vor allem wegen Ayrton Sennas herausragender Überholmanöver in der ersten Runde zu den „zehn besten Rennen der Formel 1“ gezählt wird, profitierte auch Barbazza von den Wetterwechseln. Er kam hier ebenso als Sechster ins Ziel wie im folgenden Rennen in Imola. In Monaco wurde Fittipaldi noch einmal Fünfter. Damit hatte Minardi nach dem sechsten Rennen sieben Meisterschaftspunkte eingefahren und lag in der (Zwischen-)Wertung der Konstrukteursmeisterschaft vor der Scuderia Ferrari.
Allerdings blieb es dabei nicht. Zwar gab es noch einige Lichtblicke wie den siebenten Startplatz Pierluigi Martinis beim Großen Preis von Ungarn; daraus ließen sich indes keine Platzierungen in den Punkterängen mehr erzielen. Das Team litt spürbar unter finanziellem Mangel, der die Weiterentwicklung und das Abhalten von Testfahrten be- und schließlich verhinderte. Aufsehen erregten die Minardis 1993 nur noch durch einen spektakulären Unfall: Bei einem Überholmanöver prallte der an achter Stelle liegende Fittipaldi in der letzten Runde des Großen Preises von Italien mit mehr als 300 km/h gegen seinen Kollegen Martini, der Siebenter war. Vom hinteren Reifen des Italieners bei der Kollision in die Luft katapultiert, vollführte der Brasilianer einen kompletten Salto rückwärts, um dann auf den verbliebenen Reifen bzw. den Aufhängungsteilen über die Zielgerade zu rutschen.
Beim Großen Preis von Japan erschien erstmals Jean-Marc Gounon im M193. Er qualifizierte sich mit deutlichem Abstand als Letzter. Im Rennen beschädigte er frühzeitig sein Auto bei einem Unfall, entschied sich aber dafür, das Rennen fortzusetzen. Nach kurzer Zeit wurde er von der Teamleitung aus dem Rennen genommen, die so etwaige weitere Beschädigungen des Autos verhindern wollte.
Insgesamt war Minardi trotz der wirtschaftlichen Schwierigkeiten erfolgreicher als in den Vorjahren, als das Team teure italienische Zwölfzylinder-Motoren verwendet hatte. Minardi erreichte sieben Weltmeisterschaftspunkte und beendete die Konstrukteurswertung als Achter. Dabei ließ es etablierte Teams wie Arrows/Footwork (vier Punkte, neunter Platz) oder Tyrrell (keinen Punkt, 13. Platz) ebenso hinter sich wie das besser finanzierte Jordan-Team (drei Punkte, elfter Platz).

#### 1994: Fusion mit der Scuderia Italia

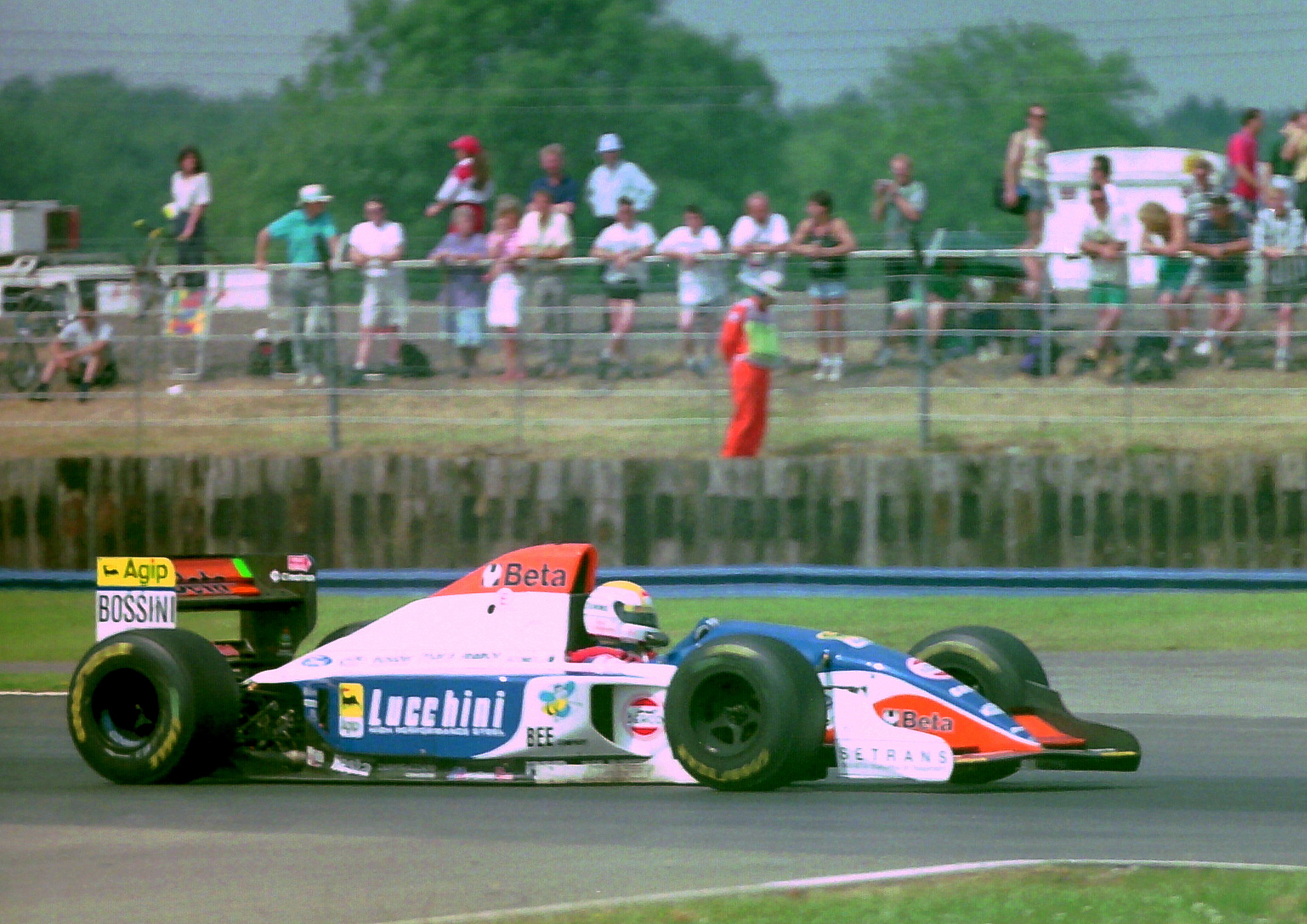
Pierluigi Martini im Minardi M194 beim Großen Preis von Großbritannien 1994

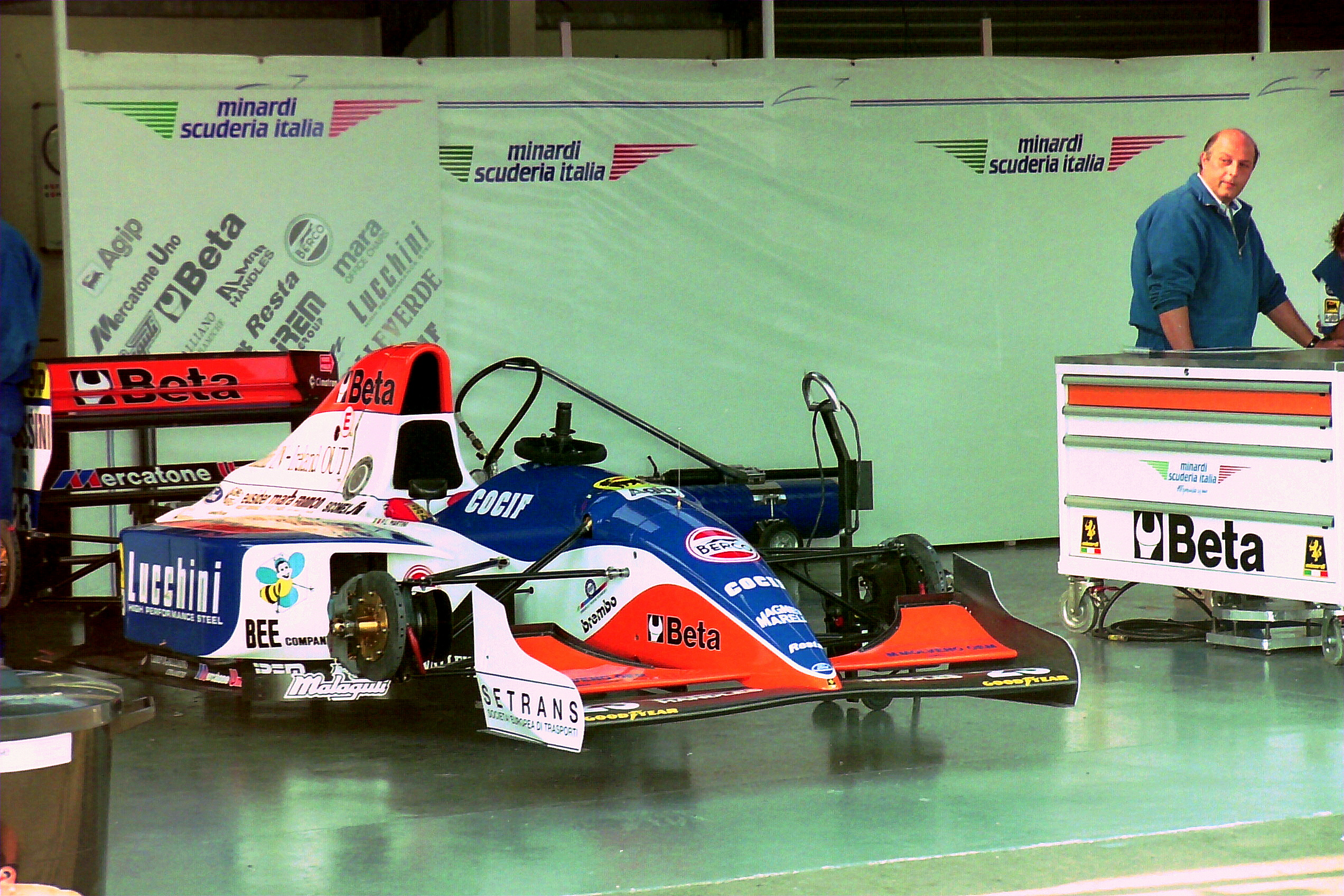
Die Minardi-Box beim Großen Preis von Großbritannien 1994

Nach dem Abschluss der Saison 1993 war Minardi nahezu zahlungsunfähig. Eine Schließung des Rennstalls wurde letztlich abgewendet, weil eine Zusammenarbeit mit Giuseppe Lucchini, dem Besitzer des früheren Formel-1-Rennstalls Scuderia Italia, vereinbart wurde.
Die Scuderia Italia war zwischen 1988 und 1992 in der Formel 1 angetreten. Sie hatte keine eigenen Chassis entwickelt, sondern ihre Fahrzeuge bei Dallara (1988 bis 1992) bzw. Lola (1993) eingekauft. Das Team, das dem norditalienischen Industriellen Giuseppe Lucchini gehörte, war in dieser Zeit im Vergleich zu Minardi besser finanziert gewesen, hatte in sportlicher Hinsicht allerdings deutlich weniger Erfolge erreicht. Nach einer gänzlich erfolglosen Saison 1993 schloss Lucchini sein Formel-1-Team und entschied sich – jedenfalls für den Bereich des Grand Prix-Sports – für eine Zusammenarbeit mit Minardi.
Das Geschäft zwischen Lucchini und Minardi wird in den meisten Quellen als Fusion zwischen Minardi und der Scuderia Italia beschrieben. Eine Fusion im wirtschafts- bzw. unternehmensrechtlichen Sinne war es allerdings nicht; es kam auch nicht in nennenswertem Maße zu einer Zusammenführung der technischen Ausrüstung beider Rennställe. In Wirklichkeit handelte es sich um eine (Teil-)Übernahme des Minardi-Teams durch Giuseppe Lucchini, mit der das Weiterbestehen Minardis sichergestellt wurde. Lucchini erwarb Anfang 1994 zusammen mit drei weiteren italienischen Geschäftsleuten 50 Prozent der Anteile an Giancarlo Minardis Rennstall. Giuseppe Lucchini übernahm für eine auf zwei Jahre begrenzte Zeit die Aufgabe, die Finanzierung des Rennstalls sicherzustellen, während Giancarlo Minardi das operative Geschäft, d. h. den Rennbetrieb, leitete. Das Team meldete sich zur Saison 1994 unter dem Namen Team Minardi Scuderia Italia.
Angesichts der unklaren Perspektiven hatte sich die Entwicklung eines neuen Autos für die nächste Saison im Herbst 1993 erheblich verzögert. Als die Weichen für die Zukunft gestellt waren, reichte die verbleibende Zeit nicht mehr aus, um ein neues Modell pünktlich zum Saisonbeginn fertigzustellen. Bei den ersten Rennen des Jahres trat das Team daher zunächst mit zwei kaum überarbeiteten Vorjahresmodellen an, die als M193B bezeichnet wurden. Bei den ersten europäischen Rennen der Saison erfolgte ein Übergang zum neuen Modell, dem Minardi M194.
Der Wagen war, da Gustav Brunner bereits Mitte des vergangenen Jahres zur Scuderia Ferrari gewechselt war, wieder maßgeblich von Aldo Costa konstruiert worden; weitere Mitarbeiter waren Gabriele Tredozi und René Hilhorst. Die Gruppe entwickelte Brunners letztjährigen Entwurf weiter. Der kurze Radstand des M193 wurde unverändert beibehalten; der M194 war damit um nahezu 7,5 cm kürzer als das nächstgrößere Auto, der Benetton B194, und 18 cm kürzer als das längste Auto im Feld, der Williams FW16B. Änderungen gegenüber dem M193 ergaben sich in erster Linie an der Aufhängung sowie im Bereich des Getriebes. So fand nun ein selbst entwickeltes halbautomatisches Sechsganggetriebe Verwendung, das auf Komponenten von X-Trac zurückgriff. Der Übergang vom M193B zum M194 erfolgte schrittweise: Beim Großen Preis von San Marino trug der M193B erstmals die Aufhängung und die Spoiler des neuen M194, in Monte Carlo erschien das neue Chassis, das noch mit der Karosserie des M193B versehen war, und in Spanien kam die neue Karosserie erstmals zum Einsatz.
Als Antrieb verwendete das Team ein weiteres Mal – ebenso wie der französische Konkurrent Larrousse – Cosworth-Triebwerke. Anfänglich handelte es sich um Motoren der Generation HB VII, später wurden sie durch etwas leistungsstärkere HB-VIII-Triebwerke ersetzt. Auch die HB-VIII-Motoren waren deutlich schwächer als die Motoren der Werksteams, hatten immerhin aber noch einen Leistungsvorteil gegenüber den von 1991 stammenden HB-V-Motoren des Simtek-Teams und den veralteten Ilmor-Triebwerken von Pacific Racing.
Als Fahrer verpflichtete Minardi ein weiteres Mal Pierluigi Martini. Neben ihm fuhr Michele Alboreto. Mit ihm kehrte der Fahrer ins Team zurück, der 1981 Minardis einzigen Sieg in einem internationalen Formel-Rennen erzielt hatte. Alboreto fuhr hier seine letzte Saison in der Formel 1. Sein Einsatz war insbesondere auf eine freundschaftliche Verbindung zu Giancarlo Minardi zurückzuführen.
Die unbestrittene Routine der beiden Fahrer brachte in den Rennen des Jahres 1994 nur wenige Erfolge. Zwar stand die Qualifikation beider Minardi nie in Frage – diese Hürde filterte zumeist nur die Pacifics und gelegentlich auch die Simteks heraus –, doch in den Rennen zeigte sich, dass das Team an dem erheblichen Leistungsdefizit des alten Motors litt. Insoweit unterschied sich der M193B nicht wesentlich vom M194; das neue Modell war nicht erkennbar schneller. Beide Fahrer kamen mit dem alten Wagen jeweils einmal in die Punkteränge – Martini wurde in Spanien Fünfter und Alboreto in Monte Carlo Sechster –; mit dem M194 wurde dagegen nur noch ein Meisterschaftspunkt eingefahren, als Martini im zweiten Rennen des neuen Wagens Fünfter wurde. In der gesamten zweiten Hälfte der Saison erzielten die Fahrer dagegen keine Punkte mehr.
Minardi trug auch eine Facette zu der dramatischen Geschichte des Großen Preises von San Marino in Imola bei, bei dem Roland Ratzenberger und Ayrton Senna starben. Nach einem Reifenwechsel verlor Alboreto im Rennen bei hoher Geschwindigkeit noch in der Boxengasse ein mangelhaft befestigtes Rad. Das abgesprungene Rad verletzte mehrere Mitglieder der Ferrari-Boxencrew schwer. Alboreto kam erst am Ende der Boxengasse zum Stehen. Dieser Zwischenfall bewirkte mehrere bereits beim folgenden Rennen wirksame Regeländerungen: Zum einen wurde ein generelles Tempolimit in der Boxengasse eingeführt; zum anderen durften sich Mitglieder der Boxencrew, wenn sie nicht gerade ein Auto abfertigten, nicht mehr in der Boxengasse im Freien aufhalten.
Minardi beendete die Saison mit fünf Punkten als Zehnter der Konstrukteurswertung. Dabei ließ man nur die neuen Teams Pacific und Simtek sowie die in ihrer Existenz bedrohten Rennställe von Larrousse und Lotus hinter sich, während Konkurrenten wie Tyrrell oder Footwork/Arrows teilweise deutlich besser abschnitten.

#### 1995: Gescheiterte Hoffnung auf einen Mugen-Motor
Die Formel-1-Weltmeisterschaft 1995 wurde erneut zu einem schwierigen Jahr für Minardi. Das Team ging die Saison mit großen Hoffnungen an, wurde aber bereits in der Winterpause 1994/95 zum Opfer eines Intrigenspiels, das die Konkurrenzfähigkeit des Teams und seinen Bestand nachhaltig gefährdete.

##### Mugen-Benetton-Affäre

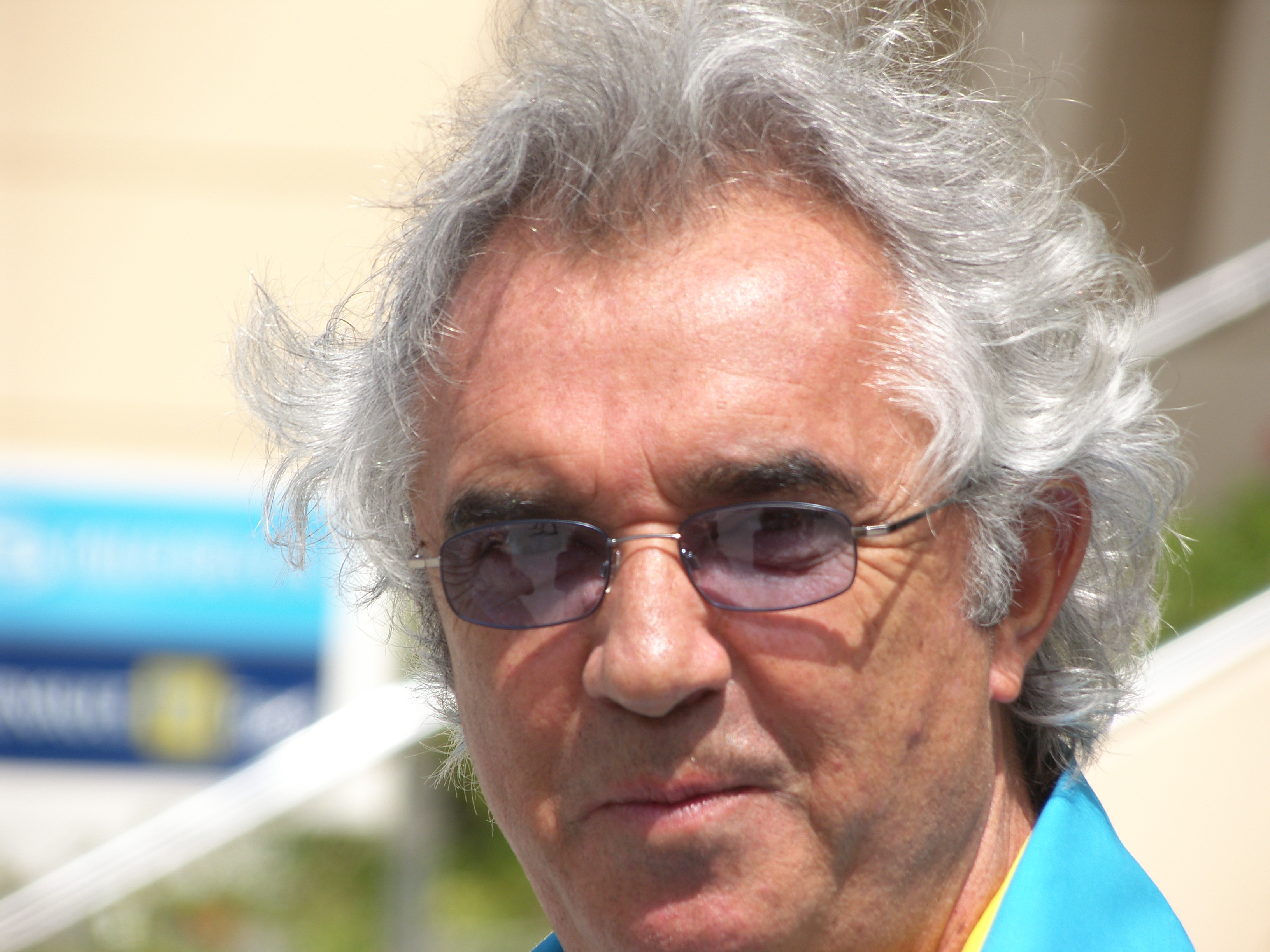
Zentrale Figur für Minardi in den 1990er Jahren war Flavio Briatore, der 1995 den Motorenlieferanten Mugen zu Ligier abzog und zwei Jahre später an der finanziellen Rettung Minardis beteiligt war

Angesichts zahlreicher neuer Teams, die sich für die Formel 1 interessierten, war Giancarlo Minardi ähnlich wie Ken Tyrrell der Auffassung, dass sich dauerhafter sportlicher Erfolg in der Formel 1 nur mit einem leistungsfähigen Werks- oder Quasi-Werksmotor erreichen ließ. Für die Saison 1995 schien er seinem Ziel näher gekommen zu sein: Im Spätsommer 1994 gelang ihm eine Vereinbarung mit Mugen über den exklusiven Bezug des neuen, erst kürzlich vorgestellten Zehnzylinders. Das japanische Triebwerk hatte in seiner 3,5-Liter-Version unter der Bezeichnung Mugen-Honda ZA-5C bei dem in finanzielle Schwierigkeiten geratenen Team Lotus in den letzten Rennen der Saison für einen beachtlichen Leistungsschub gesorgt. Nachdem sich allerdings im Spätsommer 1994 abzeichnete, dass Lotus mit dem Ende der Saison seinen Rennbetrieb einstellen würde, war der Motor für andere Teams verfügbar geworden. Giancarlo Minardi überzeugte Mugen, das (reglementbedingt auf 3,0 Liter Hubraum reduzierte) Triebwerk seinem Team für 1995 kostenlos zur Verfügung zu stellen. Entsprechende Vereinbarungen zwischen Minardi und Mugen wurden noch vor dem letzten Rennen der Saison 1994 getroffen. Im Hinblick darauf begannen Aldo Costa und sein Team frühzeitig mit der Entwicklung eines auf diesen Motor zugeschnittenen Rennwagens.
Im November 1994 allerdings zerfiel die Hoffnung auf ein konkurrenzfähiges Paket, als sich Mugen kurzfristig entschloss, das Triebwerk an ein anderes Team zu liefern. Hintergrund für diese Entwicklung war ein Motorentransfer zwischen Benetton und Ligier, der sich in der Folgezeit nachteilig für Minardi auswirkte. Um für 1995 die erfolgreichen Renault-Motoren einsetzen zu können, kaufte Benetton F1 über seine Mitarbeiter Flavio Briatore und Tom Walkinshaw wesentliche Anteile am französischen Team Ligier, das bereits seit 1992 neben Williams mit diesen Motoren fuhr, ohne damit angemessene Leistungen zu erzielen. Briatore leitete die Triebwerke für 1995 zu Benetton um, wo sie im B195 dazu beitrugen, dass Michael Schumacher zum zweiten Mal Formel-1-Weltmeister wurde. Sodann „überzeugte der alte Freibeuter Briatore Mugen davon, dass auch Ligier einen konkurrenzfähigen Motor brauche“. Da Mugen die Ausstattung zweier Teams nicht leisten konnte, war eine Motorenlieferung an Minardi ausgeschlossen. Minardi musste daraufhin kurzfristig kostenintensive Cosworth-Motoren leasen und sein Entwicklungsprogramm umstellen.
Der Motorenwechsel hatte ein juristisches Nachspiel. Mugen bot Minardi im Vergleichswege eine Entschädigung in Höhe von 3,5 Millionen Dollar an, die annähernd die Leasingkosten für die Cosworth-Motoren aufgefangen hätte. Minardi sah allerdings weitergehenden wirtschaftlichen Schaden für sein Team, da es eine Reihe von Sponsoren, die im Hinblick auf den Mugen-Motor eingeworben worden waren, nach dem erzwungenen Triebwerkswechsel verloren hatte, erhob Minardi Anfang 1995 vor einem italienischen Gericht Klage auf Schadensersatz in Höhe von 7,5 Millionen Dollar. Das Gericht ließ im April 1995 erkennen, dass die Klage wegen „offensichtlichen Vertragsbruchs“ Aussicht auf Erfolg habe. Zu einem wie auch immer gearteten Urteil kam es allerdings nicht, da das Problem außergerichtlich „à la façon Briatore“ gelöst wurde: Über ein ihm gehörendes Unternehmen erwarb Briatore einige gegen Minardi gerichtete Forderungen Cosworths aus dem Jahr 1993, die Minardi trotz Fälligkeit noch nicht erfüllt hatte. Um diese Forderungen nunmehr durchzusetzen, ließ Briatore am Freitagmorgen vor dem Großen Preis von Frankreich die gesamte Ausrüstung des Minardi-Teams pfänden, sodass Minardi am freien Training nicht teilnehmen konnte. In den folgenden Stunden einigten sich die Beteiligten auf eine Rücknahme der Klage durch Minardi. Im Gegenzug erhielt das Team die bereits vorgerichtlich angebotene Entschädigung in Höhe von 3,5 Millionen Dollar; zugleich wurden Minardi die Leasingraten aus dem Jahr 1993 weitgehend erlassen. Zum Samstagstraining wurden die gepfändeten Ausrüstungsgegenstände wieder freigegeben, sodass das Team am Rennbetrieb teilnehmen konnte. Der Vorgang wurde in der Presse wiederholt mit dem Hinweis kommentiert, dass in der Formel 1 immer der Stärkere gewinne, und zwar selbst dann, wenn der Schwächere im Recht sei. Flavio Briatore kam später noch einmal mit Minardi in Kontakt, als er sich Ende 1996 an der finanziellen Rettung des Teams beteiligte und (vorübergehend) Minderheitseigner des Rennstalls wurde.

##### Ausgangslage
Statt des japanischen Mugen-Motors verwendete Minardi in der Saison 1995 Achtzylinder-Kundenmotoren von Cosworth aus der Baureihe ED. Diese Triebwerke entsprachen weitgehend den HB-Motoren des vergangenen Jahres; sie hatten nur wenig mit dem Zetec-R-Motor gemein, den 1994 Benetton eingesetzt hatte und die 1995 exklusiv bei Sauber liefen.
Innerhalb von drei Monaten gestaltete Aldo Costa seinen Entwurf für den 1995er Minardi so um, dass er statt des Honda-Motors das Ford-Kundentriebwerk aufnehmen konnte. Die Aerodynamik wurde ebenfalls angepasst. Besonderes Merkmal des M195 war ein kleiner Zusatzspoiler, der vor dem Heckspoiler positioniert war und von diesem mittels kleiner Streben getragen wurde. Er sollte auf langsamen Strecken den Abtrieb erhöhen. Das Getriebe übernahm Minardi, da die Zeit für die Entwicklung einer eigenen Einheit fehlte, vom DAMS GD-01, einem von Adrian Reynard konstruierten und letztlich nicht eingesetzten Rennwagen, mit dem der französische Rennstall DAMS anfänglich an der Formel-1-Weltmeisterschaft 1995 hatte teilnehmen wollen. Dieser Schritt erwies sich als problematisch, da das DAMS-Getriebe wesentlich zu schwach dimensioniert war und in den Rennen wiederholt zerbrach.
Als Fahrer wurde zunächst erneut Pierluigi Martini verpflichtet, der hier in die achte Saison mit Minardi ging. Martinis Leistungen wurden allerdings von vielen Beobachtern als wenig ambitioniert wahrgenommen. Ab dem Großen Preis von Großbritannien wurde er durch Pedro Lamy ersetzt, der 1994 bei Testfahrten für Lotus einen schweren Unfall erlitten hatte und nun nach einem Jahr erstmals wieder ein Formel-1-Auto fuhr. Das zweite Auto wurde bei allen Rennen von Luca Badoer gefahren, der 1993 bei der Scuderia Italia debütiert hatte und 1994 Minardis Testfahrer gewesen war.

##### Rennen

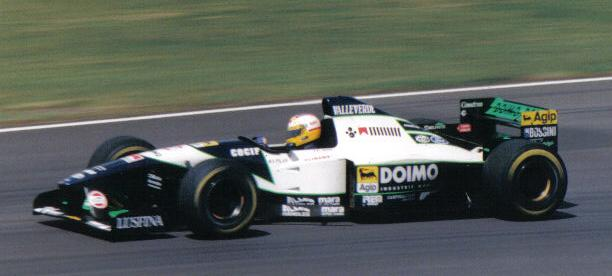
Luca Badoer beim Großen Preis von Großbritannien im Minardi M195

Die Rennen des Jahres 1995 brachten wenige Erfolge. Minardi hatte gegenüber den Mittelfeldteams, die stärkere Motoren einsetzten, das Nachsehen. Zwar war Minardi das beste Team, das einen Ford-ED-Motor einsetzte; allein dies brachte allerdings keine zählbaren Ergebnisse. Selbst das schwach finanzierte Arrows-Team, das mit dem nicht unproblematischen Hart-Motor antrat, fuhr mehr Punkte ein als Minardi. Das Team erreichte insgesamt nur einen Weltmeisterschaftspunkt, den Pedro Lamy im letzten Rennen des Jahres in Australien erreichte. Martini kam noch zweimal als Siebter ins Ziel, und Badoer erreichte zwei Zielankünfte auf dem achten Rang. In den übrigen Rennen gab es eine Reihe von technisch bedingten Ausfällen. Minardi beendete die Konstrukteursmeisterschaft als Zehnter.
Ende 1995 schied Giuseppe Lucchini vereinbarungsgemäß aus dem Unternehmensleitung aus, sodass Minardi ab 1996 wieder auf sich allein gestellt war.

#### 1996: Überleben mit Pay-Drivern

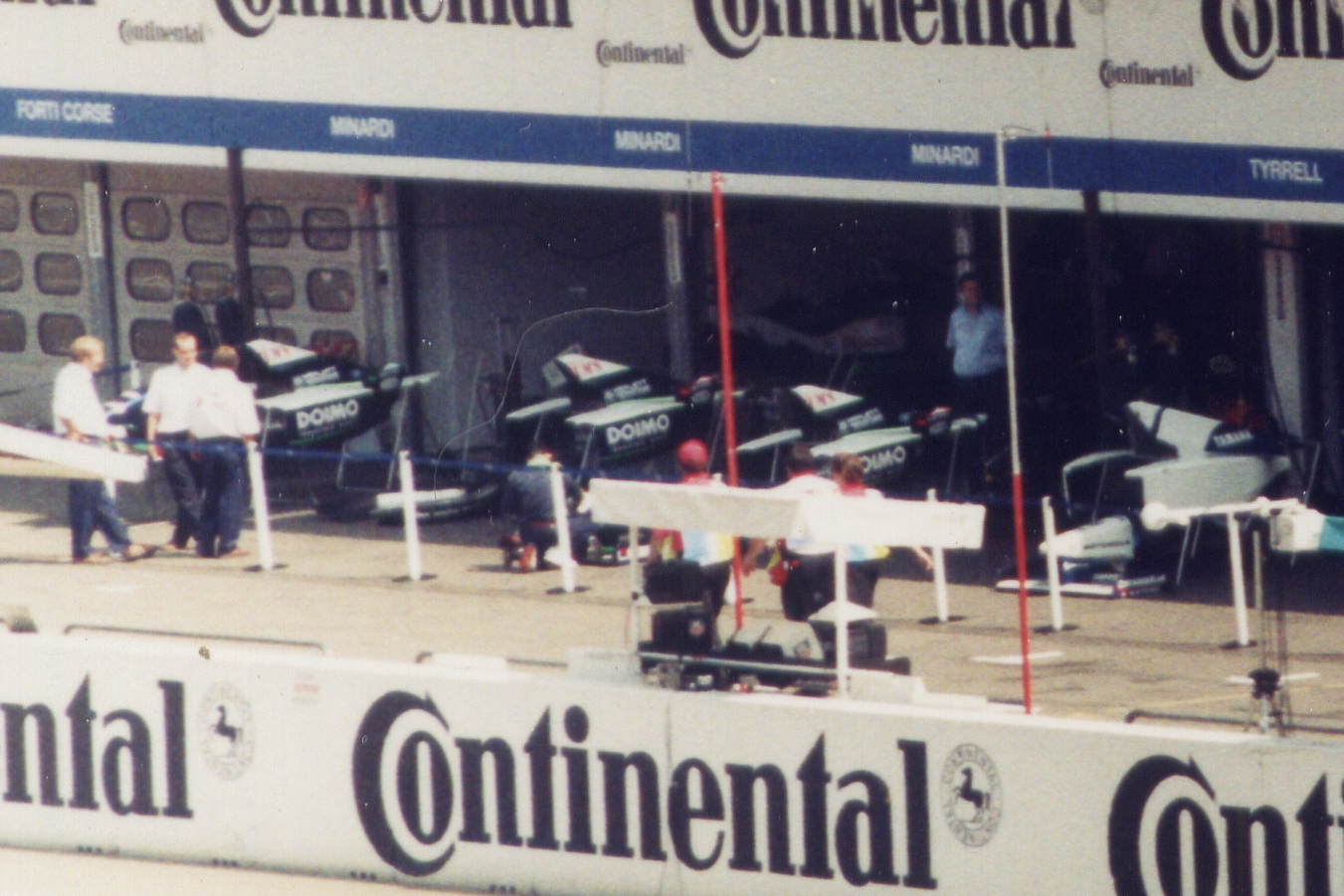
Minardi-Box beim Großen Preis von Deutschland 1996 auf dem Hockenheimring

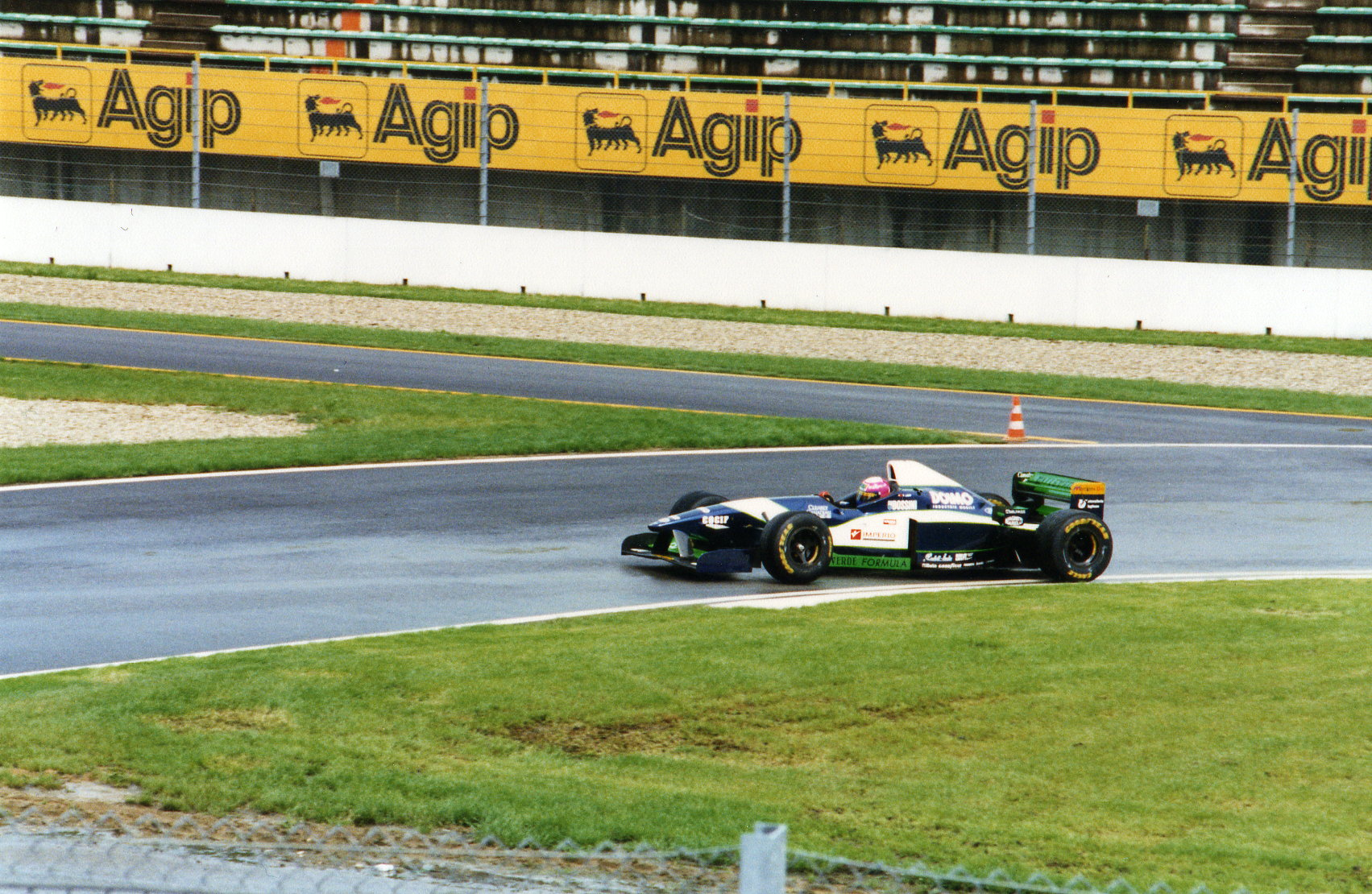
Pedro Lamy beim Großen Preis von San Marino 1996 im M195B

1996 bot Minardi im Wesentlichen eine Fortsetzung der letztjährigen Saison, allerdings mit dem Unterschied, dass die finanziellen Probleme deutlich größer waren.
In der zweiten Hälfte der Saison 1995 hatte Giancarlo Minardi versucht, für 1996 gebrauchte Ferrari-Motoren vom Typ 044 zu erhalten. Ferrari war zunächst nicht abgeneigt, lehnte aber letztlich ab. Als Grund hierfür wird gelegentlich die Absicht der Scuderia genannt, die finanziellen und logistischen Ressourcen 1996 uneingeschränkt ganz auf den Einsatz mit dem neu ins Team gekommenen Michael Schumacher zu konzentrieren. Nach der Absage Ferraris erwog Giancarlo Minardi zunächst, den Formel-1-Betrieb einzustellen und sich 1996 im Tourenwagensport und insbesondere in der DTM zu engagieren. Letztlich entschied er sich für eine weitere Saison in der Formel 1.
In technischer Hinsicht trat das Team mit kaum veränderter Ausrüstung an. Als Fahrzeug wurde der M195B gemeldet, der in einigen Quellen auch als M196 bezeichnet wird. Tatsächlich handelte es sich dabei um die bekannten Vorjahresfahrzeuge, die von einem Designerteam unter der Leitung von Gabriele Tredozi geringfügig überarbeitet worden waren. Die wesentlichsten Änderungen waren die reglementbedingten Anpassungen im Bereich der Cockpitsicherheit. Die Autos wurden wiederum von Cosworth-ED-Motoren angetrieben, die mit einer Leistung von 600 PS inzwischen die schwächsten Triebwerke des Feldes waren; selbst das finanziell angeschlagene Team Forti Corse verwendete stärkere Cosworth-Motoren vom Typ ECA.
Der erste Minardi wurde im gesamten Jahr von Pedro Lamy gefahren. Für das zweite Auto hatte Minardi zunächst Taki Inoue vorgesehen, der im Vorjahr bei Arrows gefahren war. Er war für Minardi vor allem wegen seiner Verbindung zu japanischen Sponsoren interessant; in sportlicher Hinsicht stand er dagegen in dem Ruf, viele kostenintensive Unfälle zu verursachen. Als Inoues Sponsoren absprangen, verpflichtete Minardi statt seiner den Römer Giancarlo Fisichella, der von Flavio Briatore unterstützt wurde und Sponsorgelder mitbrachte, die für einige Rennen reichten. Das zweite Auto wurde bei den südamerikanischen Rennen von Tarso Marques gefahren, und bei den letzten sechs Rennen des Jahres übernahm Giovanni Lavaggi den Wagen.
Insgesamt war Minardis Paket nur eingeschränkt konkurrenzfähig. Selbst die etablierten Teams des Mittelfelds waren im Regelfall wettbewerbsfähiger. Zwar erzielte Minardi zu Saisonbeginn in der Qualifikation noch den einen oder anderen erfreulichen Startplatz – bestes Ergebnis war Marques’ 14. Platz im Qualifying zum Großen Preis von Argentinien –, doch je länger die Saison dauerte, desto mehr war das Team auf die letzten beiden Startreihen beschränkt. Nach der Verpflichtung Lavaggis war nicht einmal mehr die Qualifikation sicher: Dem sizilianischen Adligen gelang es in drei von sechs Anläufen nicht, eine Qualifikationszeit zu erreichen, die innerhalb eines Bereichs von 107 Prozent der Pole-Zeit lag.
Auch die Rennen selbst brachten keine zählbaren Ergebnisse. Zwar beendeten die Minardis mehr als die Hälfte aller Rennen, doch keiner der Fahrer fuhr einen Meisterschaftspunkt ein. Das beste Ergebnis erreichte Fisichella, als er beim Großen Preis von Kanada als Achter ins Ziel einlief. Lamys beste Positionierung war der neunte Platz beim Großen Preis von Kanada. Giovanni Lavaggi erreichte einen zehnten Platz in Ungarn und einen 15. in Portugal. Tarso Marques kam dagegen bei keinem seiner beiden Rennen ins Ziel.
Minardi beendete die Saison 1996 als einziges durchgängig angetretenes Team ohne einen WM-Punkt und belegte in der Konstrukteurswertung den zehnten Platz. Am Ende des Jahres stand Minardi erneut vor der Zahlungsunfähigkeit.

### Ära Gabriele Rumi
Vor Beginn der Saison 1997 machte die finanzielle Schieflage des Unternehmens eine neuerliche Umstrukturierung erforderlich, die mit wesentlicher Unterstützung Bernie Ecclestones im Dezember 1996 realisiert werden konnte. Ecclestone, der einerseits wenig Sympathie für die kleinen Werkstatt-Teams wie Forti oder Andrea Moda hatte, da sie seiner Meinung nach mit ihren schwachen Leistungen das Ansehen der Formel 1 beschädigten, war andererseits daran interessiert, jedenfalls die Traditionsteams am Leben zu erhalten, die den Zuschauern die Identifikation mit dem Sport erleichterten. Dementsprechend vermittelte Ecclestone ein Investorenkonsortium, das bereit war, künftig die Anteilsmehrheit an dem italienischen Rennstall zu halten. Zu ihnen gehörten Flavio Briatore, Alessandro Nannini und Gabriele Rumi, die insgesamt 70 Prozent der Anteile am Team Minardi übernahmen. Weitere 15 Prozent hielt eine Gruppe italienischer Investoren, die von Beppe Lucchini vertreten wurden. Die verbleibenden 15 Prozent hielt Giancarlo Minardi. Diese Neustrukturierung stellte Minardis Überleben für die nähere Zukunft sicher.
Von zentraler Bedeutung in dieser Gruppe war Gabriele Rumi, der Inhaber des Unternehmens Fondmetal. Rumi hatte sich bereits von 1991 bis 1992 mit dem Team Fondmetal, das aus der Osella Squadra Corse hervorgegangen war, an der Formel 1 beteiligt. Er hatte engagierte Pläne mit Minardis Team, die weit über das hinausgingen, was er einige Jahre zuvor mit Osella realisiert hatte. Mit ihm erhielt Minardi umfassenden Zugang zu Fondmetal Technologies, einem Tochterunternehmen, das einen eigenen Windkanal unterhielt und in Auftragsarbeit zahlreiche Entwicklungen für kleinere Formel-1-Teams erledigte. Rumi wurde zunächst Präsident des Minardi Teams. Ende 1997 übernahm er Briatores und Nanninis Anteile, sodass ihm letztlich 70 Prozent des Rennstalls gehörten. In den Jahren 1998 bis 2000 setzte er einige wesentliche Umstrukturierungen durch, die Minardis Stand festigten. Anfang 1998 erwog Rumi, den Rennstall – wie schon 1991 im Falle Osellas geschehen – in Fondmetal Corse umzubenennen, ließ sich aber letztlich davon überzeugen, dass Minardi ein eingeführter Name war, der bei den Zuschauern für positive Assoziationen sorgte. Rumis Engagement fand im Laufe des Jahres 2000 ein Ende, als gesundheitliche Gründe ihn zwangen, sich aus dem Geschäftsleben zurückzuziehen.

#### 1997: Schwacher Motor in einfachem Auto

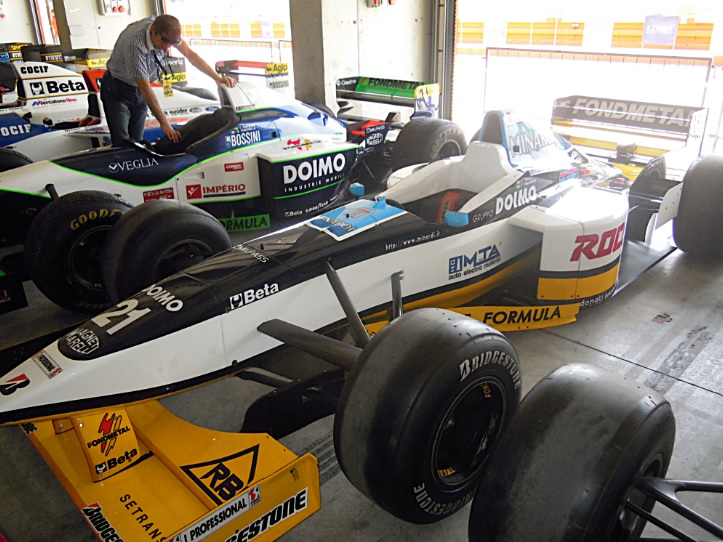
Minardi M197

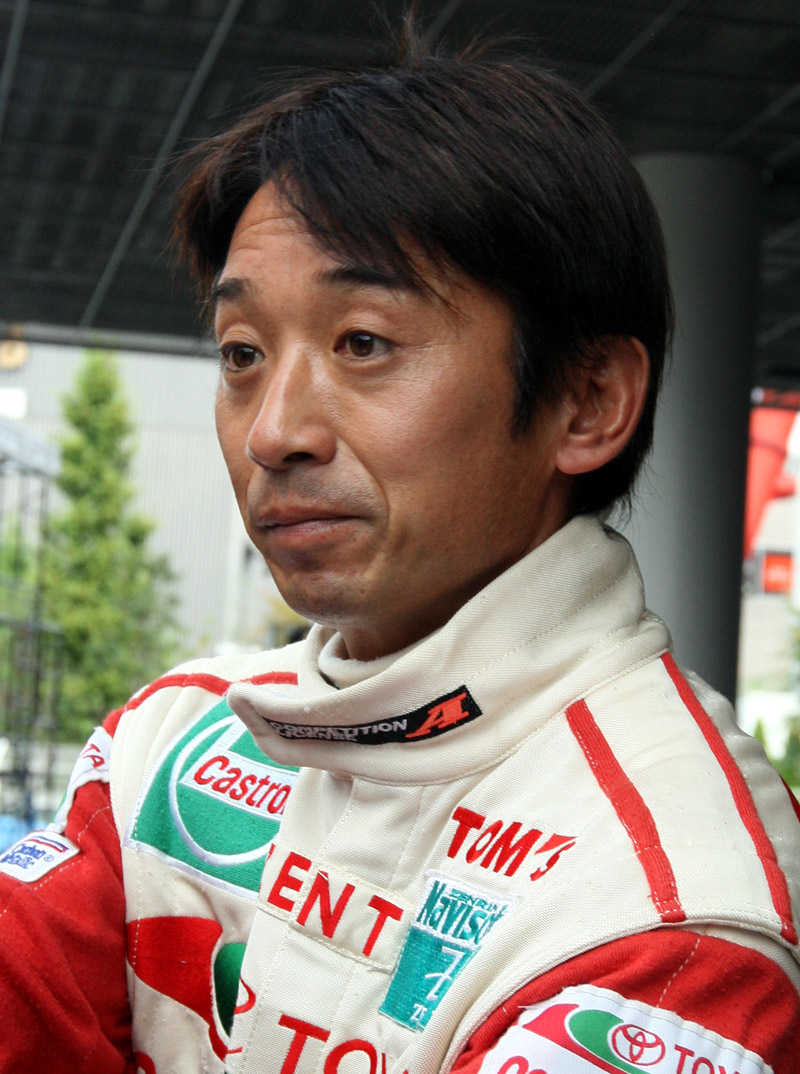
Hielt sich in der Formel 1 „nur für den Salat, während Michael Schumacher das Hauptgericht“ gewesen sei: Ukyō Katayama in seiner letzten Formel-1-Saison bei Minardi

Minardi trat in der Saison 1997 mit einem Paket an, das einige Neuerungen enthielt und in manchen Einzelheiten die Einflüsse der neuen Teameigner zeigte. Das Auto, der Minardi M197, war von einem Team unter Gabriele Tredozi und Mauro Gennari in Faenza entwickelt worden, hatte aber im Winter 1996/97 aerodynamischen Feinschliff in Fondmetals Windkanal erhalten und war vom dortigen Aerodynamiker Jean-Claude Migeot überarbeitet worden. Es war ein kompaktes, konservatives Auto, das abgesehen vom Williams FW19 den kürzesten Radstand aller Formel-1-Autos des Jahrgangs 1997 aufwies. Angetrieben wurde das Auto von Brian Harts Achtzylinder vom Typ 830. Diesen Motor hatte in den vergangenen Jahren das Arrows-Team verwendet; dort war er, nachdem Arrows die Yamaha-Motoren von Tyrrell übernommen hatte, Ende 1996 allerdings ausgemustert worden. Auch wenn das Triebwerk – anders als 1996 – nunmehr auch mit pneumatischen Ventilen ausgestattet war, handelte es sich noch immer um den schwächsten Motor im Starterfeld, dessen Leistung noch unter dem Niveau des nunmehr von Tyrrell verwendeten Cosworth-ED-Motors lag. Dass Minardi 1997 dieses kleine Triebwerk verwendete, lag nach manchen Quellen an Bernie Ecclestone, der einen Verbleib Harts in der Formel 1 sicherstellen wollte. Neu waren außerdem die erstmals angebotenen Bridgestone-Reifen, die außer Minardi auch Arrows, Prost und Stewart verwendeten. Ihr Einsatz bei Minardi war auf Flavio Briatore zurückzuführen, der die Leistungsfähigkeit der neuen Reifen zunächst bei Minardi testen wollte, bevor er eine Ausrüstung des von ihm geleiteten Benetton-Teams in Erwägung zog.
Als Fahrer verpflichtete Minardi zunächst Ukyō Katayama, dessen Vertrag bei Tyrrell nicht verlängert worden war und der Sponsorenunterstützung von Japan Tobacco mitbrachte. Dieses Unternehmen förderte (freilich in weitaus größerem Maße) auch das von Flavio Briatore geleitete Benetton-F1-Team. Zweiter Fahrer war der Debütant Jarno Trulli, der ab dem Großen Preis von Frankreich ins Team von Alain Prost wechselte, wo er bis zum Jahresende den verletzten Olivier Panis ersetzte. Nach Trullis Wechsel fuhr Tarso Marques bei Minardi, der zuvor dort Testfahrer gewesen war.
Ungeachtet der Neuerungen erreichte Minardi 1997 zum zweiten Mal in Folge keinen Meisterschaftspunkt. Die meisten Dokumentationen führen dies in erster Linie auf die mangelnde Leistung des Hart-Motors zurück, während jedenfalls die Leistungen von Trulli und Katayama, gemessen an der Ausgangslage, positiv bewertet werden. In den Qualifikationsveranstaltungen kämpften die Minardis zumeist nur mit den Tyrrell um die letzte Startreihe, wobei es ihnen in der zweiten Saisonhälfte zunehmend gelang, das schlecht ausgestattete britische Team hinter sich zu lassen. Ukyō Katayama fiel bei 17 Rennen neunmal aus. Sein bestes Rennergebnis waren zwei zehnte Plätze in Monaco und in Ungarn. Trulli fiel in seinen sieben Rennen für Minardi dreimal aus. Zweimal – zum Saisonauftakt in Australien und zwei Rennen später in Argentinien – kam er als Neunter ins Ziel. Marques fiel fünfmal wegen Fahrfehlern aus, in Österreich wurde er zudem wegen Untergewichts seines Autos disqualifiziert. Sein bestes Ergebnis war der zehnte Platz beim Großen Preis von Großbritannien. Beim Großen Preis von Belgien beging Minardi seinen 200. Grand Prix. Die Ergebnisse dieses Rennens gaben – für sich betrachtet – keinen Anlass zum Feiern: Während Katayama das Rennen als 14. beendete, schied Marques unfallbedingt aus.
Im Laufe der Saison 1997 setzte sich Flavio Briatore für den Verkauf des Rennstalls an British American Tobacco (BAT) ein. Der Tabakkonzern war zu dieser Zeit auf der Suche nach einem bestehenden Team, aus dem in Zusammenarbeit mit Adrian Reynard, Craig Pollock und Jacques Villeneuve für die Saison 1999 ein neuer, unter eigenem Namen antretender Rennstall geformt werden sollte. Briatore stellte den Kontakt zu BAT her, scheiterte letztlich aber am Widerstand Rumis und Minardis. Er verkaufte daraufhin seine Anteile an Gabriele Rumi. BAT übernahm im November 1997 mit dem Traditionsteam Tyrrell einen Konkurrenten Minardis, der ab 1999 unter dem Namen British American Racing antrat.

#### 1998: Erstmals ein Zehnzylinder

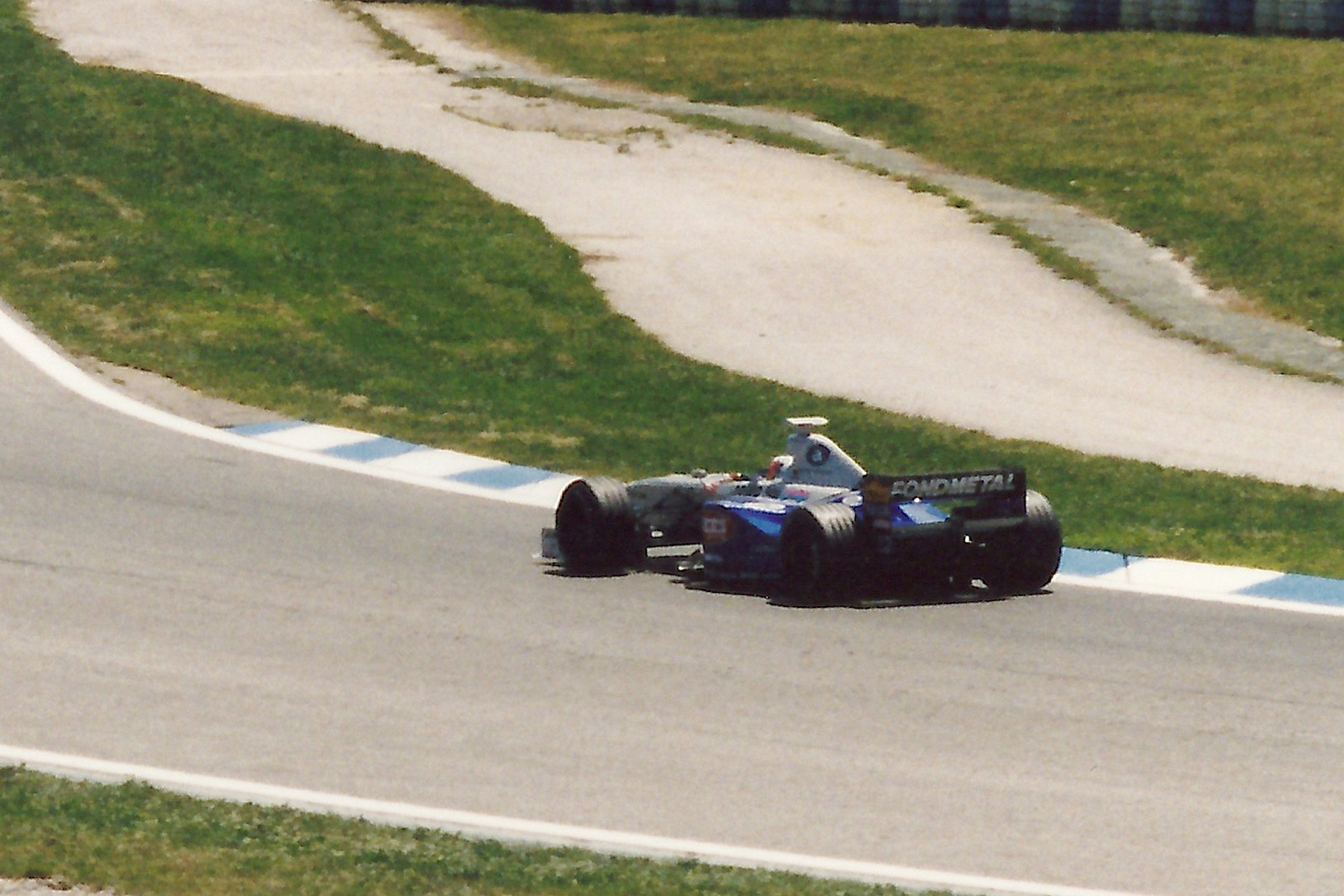
Shinji Nakano im Minardi M198 beim Großen Preis von Spanien 1998

Zu Beginn der Formel-1-Weltmeisterschaft 1998 trat das Team mit einem neuen Logo an. Anstelle des bislang verwendeten schildförmigen Logos, das einen stilisierten Löwen – das Wappentier der Stadt Faenza – zeigte und die Farben der italienischen Staatsflagge aufgriff, wurde nun ein oval eingefasster Schriftzug des Teamnamens geführt. In das „M“ war erneut ein stilisierter Löwe eingearbeitet.
1998 war für Minardi ein Durchgangsjahr, das von tiefgreifenden Umstrukturierungen geprägt war. Von der Saison selbst erwartete das Team wenig; alle Maßnahmen waren auf eine Besserung der Lage ab 1999 gerichtet. So stellte Gabriele Rumi in größerem Umfang neues technisches Personal ein, das nach und nach ins Team integriert wurde. Mit Cesare Fiorio wurde im Laufe des Jahres ein Rennleiter verpflichtet, der über jahrzehntelange Erfahrung in diesem Bereich verfügte. George Ryton, vormals bei Brabham und Tyrrell beschäftigt, ergänzte mit einigen anderen Ingenieuren die Konstruktionsabteilung. Die wichtigste Neuerung war allerdings die erneute Verpflichtung Gustav Brunners, der im Februar 1998 dazu bewegt werden konnte, seine bisherige Stellung bei Ferrari aufzugeben und Leiter der Technikabteilung in Faenza zu werden. Rumi gewährte ihm ein hohes Gehalt und beglich sowohl Brunners ausstehende Lohnforderungen aus dem Jahr 1993 als auch Schadensersatzforderungen Ferraris.
Als Brunner kam, war der neue Minardi M198 bereits weitestgehend fertiggestellt. Das Fahrzeug war von Marino Alperin und Mauro Gennari entwickelt worden. Es basierte wesentlich auf dem letztjährigen M197 und verwendete teilweise Komponenten, die einige Jahre alt waren. Die wesentlichen Änderungen bestanden darin, im Bereich der Beine des Fahrers zusätzliche Strukturen zur Erhöhung der Aufprallsicherheit ins Fahrzeug zu integrieren. Minardi übernahm hier in den Grundzügen die von Benetton entwickelte Lösung, die weit filigraner ausfiel als die Konzepte anderer Teams. Abgesehen davon wurde das bekannte Auto an den neuen Motor angepasst. 1998 verwendete Minardi ebenso wie Tyrrell das Ford Zetec-R Triebwerk mit zehn Zylindern, das 1997 exklusiv bei Stewart Grand Prix eingesetzt worden war. Gustav Brunner kümmerte sich im Laufe des Jahres nur in geringem Maße um den M198; seine wesentliche Aufgabe bestand in dem Entwurf eines völlig neuen Autos für die Saison 1999. Eine der wenigen Änderungen, die er durchführte, war die Gestaltung neuer Seitenkästen. Alperin und Genneri hatten zunächst große, eckige Seitenkästen vorgesehen; Brunner ersetzte die Konstruktion durch geschwungenere Einheiten, die denen des McLaren MP4/13 ähnelten. Das Auto war blau und silberfarben lackiert und trug eine große Zahl kleinerer Sponsorenaufkleber.
Als Fahrer verpflichtete Minardi zwei junge Piloten. Neben Shinji Nakano, der 1997 von Prost Grand Prix gemeldet worden war, fuhr der erst 19 Jahre alte Esteban Tuero, der bei seinem Grand-Prix-Debüt in Australien 1998 der drittjüngste Pilot in der Geschichte der Formel 1 war. Der Einsatz Tueros war bis kurz vor dem ersten Saisonrennen 1998 nicht sicher gewesen. Die FIA verweigerte dem Argentinier zunächst die Superlizenz, weil er einige der dafür erforderlichen Voraussetzungen nicht erfüllte. Es gab sowohl bei Fahrern als auch bei den Leitern anderer Teams Zweifel an der Rennerfahrung Tueros, und nicht zuletzt die Scuderia Ferrari trug lange Bedenken gegen seine Zulassung. In der Fachpresse wurde gelegentlich gemutmaßt, hierbei habe es sich in erster Linie um eine Reaktion auf die erfolgreiche Abwerbung Gustav Brunners durch Minardi gehandelt. Letztlich stimmten alle Teams der Erteilung einer Sondererlaubnis für Tuero zu, nachdem Minardi sich verpflichtet hatte, ihm Gabriele Tarquini als persönlichen Berater zur Seite zu stellen.
Tuero stand während seiner Einsätze unter starker Beobachtung vor allem argentinischer Medien, die ihn mit Carlos Reutemann verglichen und viel von dem jungen Rennfahrer erwarteten. Für Tuero war dies eine Belastung. Insbesondere bei seinem Heimatrennen, bei dem er vor laufender Fernsehkamera Ratschläge von Reutemann erhielt, fühlte er sich von den Medien verfolgt. Tueros Stärke lag im Qualifying. Seine Konkurrenten waren gelegentlich die Arrows-Piloten, in erster Linie aber Ricardo Rosset und Toranosuke Takagi, die in den gleich stark motorisierten und nach allgemeiner Ansicht besser konstruierten Tyrrell antraten. Anders als den Tyrrell-Piloten, gelang Tuero regelmäßig die Qualifikation, und zumeist ließ er auch einen oder sogar beide Tyrrell hinter sich. Sein bestes Qualifikationsergebnis erreichte er bei seinem Debütrennen in Australien, wo er Siebzehnter wurde und damit noch vor Jan Magnussen und Olivier Panis in ihren besser motorisierten Wagen von Stewart bzw. Prost ins Rennen ging. In den Rennen selbst allerdings machte sich Tueros mangelnde Erfahrung bemerkbar. In 16 Anläufen fiel Tuero elfmal aus; in den meisten Fällen war dies auf Fahrfehler zurückzuführen. Im Auftaktrennen von Australien unternahm Tuero einen Frühstart, der mit einer Zeitstrafe in der Boxengasse geahndet wurde. Bei seinem Weg zurück auf die Piste überschritt Tuero die zulässige Höchstgeschwindigkeit deutlich, sodass sich eine weitere Zeitstrafe anschloss. In Suzuka, dem letzten Rennen des Jahres, kollidierte er mit Toranosuke Takagi, nachdem er beim Anbremsen das Brems- mit dem Gaspedal verwechselt hatte. Tueros bestes Rennergebnis war der achte Platz beim Großen Preis von San Marino.
Shinji Nakano kam bei 16 Anläufen zehnmal ins Ziel. Sein bestes Ergebnis war der siebente Platz beim Großen Preis von Kanada, nachdem er zuvor über mehrere Runden auf Rang fünf gelegen hatte. Nakano erreichte daneben unter anderem noch zwei achte Plätze in Großbritannien und Belgien sowie einen neunten Platz in Monte Carlo.
Minardi beendete das Jahr zum dritten Mal in Folge ohne einen Weltmeisterschaftspunkt. In der Konstrukteurswertung belegte es den zehnten und vorletzten Platz vor Tyrrell, das als bestes Ergebnis einen achten Platz aufwies.

#### 1999: Gustav Brunner und Telefónica

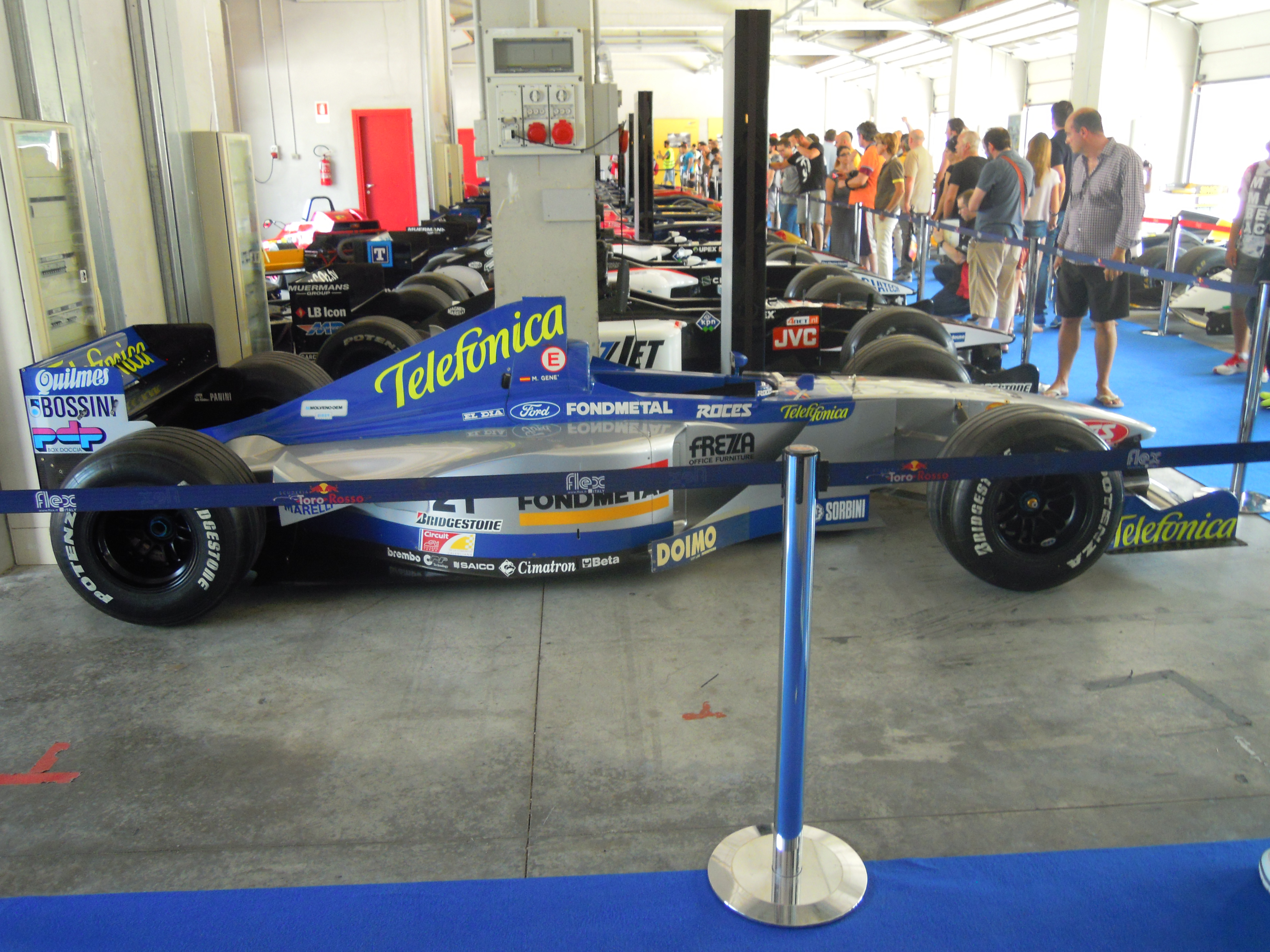
Minardi M01

Minardi bestritt seine fünfzehnte Saison in der Formel 1 mit einem neuen, unter der Leitung von Gustav Brunner entworfenen Auto. Schon die Bezeichnung – M01 statt M199 – signalisierte, dass das Team vor einem Neuanfang stand. Der M01 hatte mit seinen Vorgängern nur noch wenig gemeinsam; das Auto war wie üblich kompakt und setzte im Rahmen des Möglichen neue technische Konzeptionen um. Als Motor diente ein Cosworth-Zehnzylinder vom Typ VJ 10, der im Wesentlichen dem 1998 bei Stewart eingesetzten Aggregat entsprach. Minardi erhielt keine neuen Motoren, sondern verwendete revidierte Vorjahrestriebwerke. Sie waren gemeinsam mit dem Zehnzylinder von Hart, der bei Arrows eingesetzt wurde, die schwächsten Motoren des Starterfelds. Die Leistung der Cosworth-Motoren betrug 720 PS und damit etwa 90 PS weniger als die der Motoren von Ferrari bzw. 60 PS weniger als Cosworths neuer CR1-Triebwerke, die an Stewart geliefert wurden.
Der größte Teil des Budgets wurde von dem spanischen Telekommunikationsunternehmen Telefónica bestritten. Daneben hatte Minardi eine große Anzahl kleiner und mittlerer Geldgeber mit zumeist italienischem Hintergrund. Telefónica erhöhte im Laufe des Jahres seine Zahlungen, sodass im Sommer ein neues Aerodynamik-Paket entwickelt werden konnte, das ab August 1999 eingesetzt wurde und zu einer deutlichen Verbesserung der Leistung führte.
Mit Telefónica kam Marc Gené ins Team, ein junger spanischer Fahrer, der nach allgemeiner Ansicht viel Talent mitbrachte. Neben ihm sollte erneut Esteban Tuero fahren, von dem sich Minardi Zugang zu südamerikanischen Geldgebern erhoffte. Im Februar 1999 erklärte Tuero allerdings überraschend und ohne Angabe von Gründen seinen Rücktritt aus der Formel 1. An seiner Stelle verpflichtete Minardi kurzfristig Luca Badoer, der in erster Linie als Testfahrer für die Scuderia Ferrari arbeitete.
Insgesamt wurde Minardis neues Paket als vielversprechend gewertet, und das Team hoffte auf regelmäßige Zielankünfte im Punktebereich. Das ließ sich allerdings nicht realisieren. Dafür war einerseits der Motor zu schwach; andererseits konnten die Möglichkeiten des Fahrwerks wegen des Mangels an Testfahrten nicht vollständig ausgeschöpft werden.
Im Qualifying kamen die Minardi üblicherweise nicht über die letzten beiden Startreihen hinaus; hier kämpften sie in erster Linie gegen die Arrows-Piloten. Es gab allerdings einzelne Ausnahmen, die die Qualitäten des M01 andeuteten. Hierzu gehörte der 17. Startplatz von Stéphane Sarrazin, der Luca Badoer einmalig anlässlich des Großen Preises von Brasilien ersetzte und der 15. Startplatz Genés beim Großen Preis von Deutschland, dem ersten Rennen, bei dem das neue Aerodynamik-Paket zum Einsatz kam.
Marc Gené kam in zehn von 16 Rennen ins Ziel. In seinem zweiten und dritten Rennen wurde er jeweils Neunter, in Kanada Achter. Badoer kam insgesamt nur sechsmal ins Ziel.
Das beste Rennen des Teams war der verregnete Große Preis von Europa, den Johnny Herbert für Stewart Grand Prix gewann. Bedingt durch einige Ausfälle und zahlreiche Reifenwechsel, fuhr Luca Badoer lange Zeit auf dem vierten Platz, und vieles sah danach aus, als könne er dieses Ergebnis ins Ziel retten. Allerdings brach wenige Runden vor Schluss das Getriebe des Minardi, sodass Badoer ausfiel. Gené rückte dadurch auf Platz sechs auf, den er bis zum Ende des Rennens behielt. Durch ihn erzielte Minardi den ersten Weltmeisterschaftspunkt seit dem Großen Preis von Australien 1995.
Das Team beendete die Saison 1999 mit einem Meisterschaftspunkt als gleichrangiger Neunter der Konstrukteursmeisterschaft neben Arrows. Dies war insoweit ein besonderer Erfolg, als es Minardi damit gelungen war, besser abzuschneiden als das neu gegründete Team British American Racing, das mit deutlich besserer Finanzierung versehen und mit dem Ziel angetreten war, bereits das erste Rennen zu gewinnen.

#### 2000: Hauptsponsor Telefónica, Hoffnung auf Renault

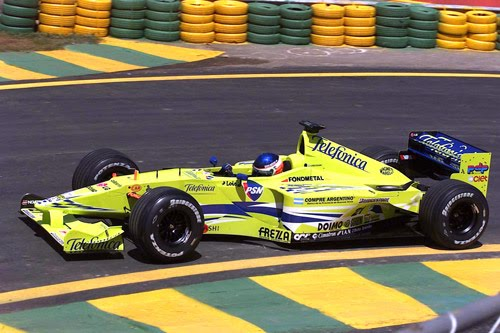
Gastón Mazzacane im Minardi M02

Die Formel-1-Weltmeisterschaft 2000 begann mit bescheidenen Möglichkeiten. Im Sommer des Jahres zeichneten sich erfolgversprechende Perspektiven ab; dennoch endete die Saison in einer neuen, die Existenz bedrohenden Krise.
Das neue Auto – der Minardi M02 – war eine überarbeitete Version des 1999er Modells; der wesentliche Unterschied bestand in einer tiefer liegenden Nase. Ende 1999 hatte es kurzfristig Hoffnung auf Motoren von Supertec gegeben, und Gustav Brunner hatte begonnen, den M01 für diesen Motor anzupassen. Letztlich ging der Motor allerdings an Minardis Konkurrenten Arrows. Minardi musste daraufhin ein weiteres Mal Fords Zehnzylinder-Motor verwenden, der sich nach wie vor auf dem Entwicklungsstand von 1998 befand und inzwischen etwa 80 PS weniger Leistung abgab als die Motoren von Supertec. Da Ford künftig exklusiv mit dem (neu etablierten) Team Jaguar in der Formel 1 präsent sein wollte, sollte der eigene Name nicht mehr auf den ohnehin veralteten, für Minardi vorgesehenen Motoren erscheinen. Minardi meldete die Motoren daraufhin unter der Bezeichnung Fondmetal 3.0 V10.
Der Motor wurde allgemein als das wesentliche Problem der in den Farben von Telefónica lackierten Fahrzeuge angesehen. Seine geringe Leistung war dafür verantwortlich, dass die beiden Piloten Marc Gené und der argentinische Debütant Gastón Mazzacane im Qualifying nur selten über die letzte Startreihe hinaus kamen. Das beste Ergebnis des Teams erreichte Gené bereits beim ersten Rennen des Jahres in Australien, wo er Achter wurde. Auf dem gleichen Platz beendete er noch den Großen Preis von Österreich. Abgesehen davon wurde er noch zweimal Neunter, einmal Zwölfter, dreimal Vierzehnter, zweimal Fünfzehnter und einmal Sechzehnter. Mazzacane wurde beim Großen Preis von Europa Achter; darüber hinaus kam er in elf weiteren Rennen auf hinteren Rängen ins Ziel.
Im Sommer 2000 schien die Zukunft des Teams mittelfristig gesichert zu sein. Es gab Aussichten auf einen neuen Investor, und auch die technischen Perspektiven waren vielversprechend. Die Hoffnungen ruhten einerseits auf dem französischen Motorenhersteller Mecachrome, die eigenen Zehnzylindermotoren, die 2000 von Benetton und Arrows eingesetzt wurden, in der kommenden Saison an Minardi zu liefern. Andererseits verhandelte Rumi, nachdem vorangegangene Gespräche mit Telefónica gescheitert waren, mit dem US-amerikanischen Fernsehsender PSN, über eine Übernahme von Unternehmensanteilen. Giancarlo Minardi erklärte im September 2000 anlässlich des Großen Preises von Belgien, dem 250. Formel-1-Rennens seines Teams, dass er sich erstmals seit Jahren keine Sorgen mehr über die Zukunft des Rennstalls mache.
Im Oktober 2000 ließ Mecachrome allerdings einen geplanten Vertragsschluss über die Lieferung von Motoren platzen, da Renault werksseitig als Motorenlieferant in die Formel 1 zurückkehrte und ein parallel laufendes Kundenprogramm nicht mehr gewünscht war. In der Folgezeit ließ das französische Unternehmen Minardi lange im Unklaren über die weitere Entwicklung. Alternativ versuchte Minardi daraufhin, weiterhin Ford-Kundenmotoren zu erhalten. Auch dieser Ansatz scheiterte zunächst, sodass es nach Abschluss der Saison 2000 nicht sicher war, ob Minardi im kommenden Jahr überhaupt zur Formel-1-Meisterschaft würde antreten können. Im Hinblick auf diese Entwicklung entschied sich PSN gegen eine Übernahme des Minardi-Teams und investierte stattdessen in Alain Prosts Formel-1-Team.
Bei Minardi kam daraufhin der Betrieb im November und im Dezember 2000 annähernd zum Erliegen. Da nicht abzusehen war, mit welchem Motor Minardi 2001 antreten würde, mussten die Arbeiten an der Entwicklung eines neuen Autos eingestellt werden. Zahlreiche Mitarbeiter verließen das Team, und einige Medien berichteten im Dezember 2000 sogar von einer Strom- und Telefonsperre im Werk von Faenza. Rumi führte in dieser Zeit Gespräche mit weiteren Investoren. Sie alle setzten voraus, dass Minardi ein einsatzbereites Paket für die Saison 2001 aufweisen konnte. Daher gab Rumi zum spätestmöglichen Termin – Weihnachten 2000 – den Auftrag, mit dem Aufbau zweier Formel-1-Autos für die kommende Saison zu beginnen. Gustav Brunner erklärte später, diese Aufgabenstellung sei „das Extremste, das er in seiner langen Formel 1-Karriere erlebt“ habe.

### Ära Paul Stoddart

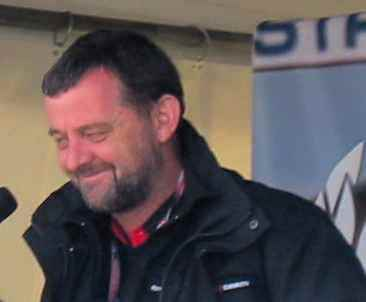
Minardi-Teamchef Paul Stoddart beim Großen Preis von Australien 2005

Anfang 2001 kaufte der australische Multimillionär Paul Stoddart das Team Minardi, das ihm bis 2005 gehörte. Paul Stoddart war ein am Motorsport interessierter Unternehmer, der seit 1989 unter anderem die Fluglinie European Aviation betrieb. Bereits 1997 und 1998 war European Aviation als Sponsor bei Tyrrell in Erscheinung getreten; 1999 und 2000 unterstützte Stoddart dann das Team Arrows. Nachdem Stoddart bereits das Formel-3000-Team Edenbridge Racing übernommen hatte, erfüllte er sich Anfang 2001 mit dem Kauf Minardis den Traum eines eigenen Formel-1-Teams.
Mit Stoddarts Eintritt in den Rennstall änderte sich der Stil des Auftretens. Stoddart, dem nach eigenen Angaben die Politik im Sport verhasst war, vertrat in Auseinandersetzungen mit der FIA wiederholt Positionen, die sich von denen anderer Teamchefs abhoben, und versuchte, sie mit Nachdruck umzusetzen. Damit hob er sich von der bisherigen Zurückhaltung Minardis deutlich ab. Andererseits war Stoddart bei den Sportfunktionären einer der am wenigsten beliebten Teamchefs. Bernie Ecclestone sagte beispielsweise über ihn: „Ein Mann wie Paul Stoddart hat in der Formel 1 nichts zu suchen. Das hier ist alles eine Nummer zu groß für ihn“. Gleichwohl war Ecclestone im Frühsommer 2003 bereit, sich für Minardi zu engagieren.
Paul Stoddart trat mit dem Ziel an, mittelfristig einen Hersteller als Partner seines Teams zu gewinnen und aus Minardi „innerhalb von fünf, sechs Jahren“ einen der sechs besten Rennställe der Formel 1 zu machen. Dieses Ziel ließ sich nicht erreichen. Minardi blieb unter der Leitung Stoddarts das finanzschwächste Team der Formel 1, das mit der Entwicklung der anderen Rennställe nur mit großer Mühe Schritt halten konnte. Der personelle, technische und vor allem finanzielle Aufwand, den die Spitzenteams mit Unterstützung der Automobilkonzerne trieben, hatte vor allem in den vergangenen zehn Jahren neue Dimensionen erreicht und lag inzwischen auf einem auch für die Konzerne ungesunden Niveau. Ein privates Team mit einem Etat von nur 40 bis 50 Millionen US-Dollar pro Jahr konnte hier auf Dauer nicht mithalten. Stoddart führte die Stagnation seines Teams in einem Interview aus dem Jahr 2005 letzten Endes auf die Ereignisse des 11. September 2001 zurück. Nach den Terroranschlägen hätte European Aviation so wie viele andere Fluglinien erhebliche Umsatzrückgänge verkraften müssen; deshalb sei Stoddart nicht in der Lage gewesen, so viel eigenes Geld in den Formel-1-Rennstall zu investieren wie es nötig gewesen sei.

#### 2001: Improvisierte Saison mit Fernando Alonso

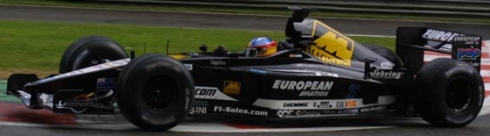
Minardi PS01 (Fernando Alonso)

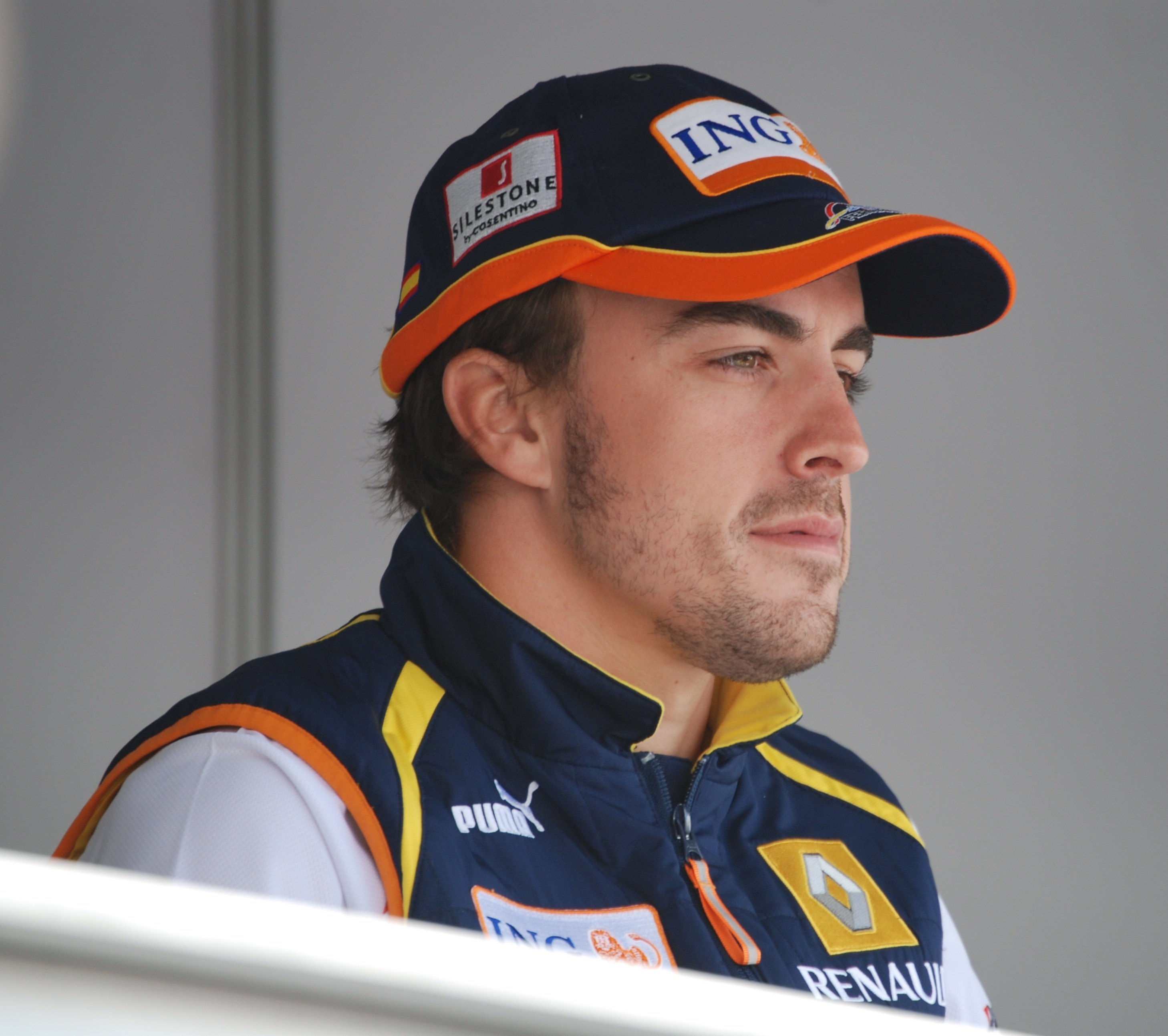
Der spätere Doppelweltmeister Fernando Alonso fuhr seine ersten Formel-1-Rennen 2001 unter schwierigen Bedingungen bei Minardi

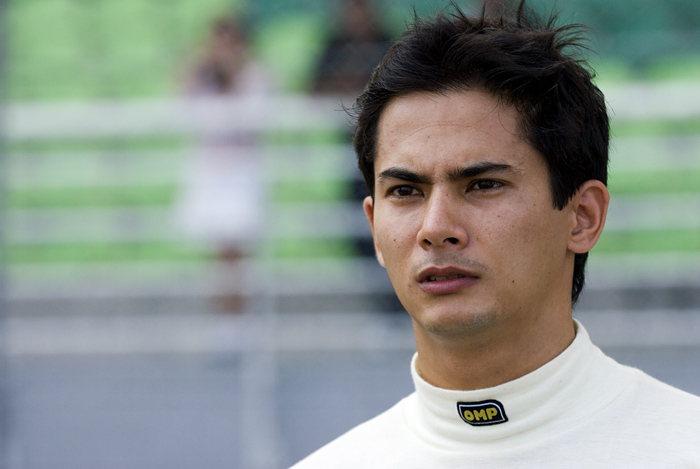
Alex Yoong, der erste Formel-1-Fahrer aus Malaysia, debütierte ebenfalls 2001 bei Minardi

Minardi konnte zur Formel-1-Weltmeisterschaft 2001 nur mit größter Mühe antreten. Wie schon zuvor Gabriele Rumi, gelang es auch Paul Stoddart nicht, einen Motorenlieferanten für die kommende Saison zu gewinnen. Am 18. Januar 2001 sagte Mecachrome endgültig ab. Stoddart entschied sich daher zusammen mit Giancarlo Minardi und Gustav Brunner am gleichen Tag, d. h. sechs Wochen vor dem ersten Rennen der Saison, für eine abermalige Verwendung der veralteten Cosworth-Zehnzylinder, die sich auf dem Entwicklungsstand von 1998 befanden. Wie bereits im Vorjahr wurden diese Triebwerke bei Minardi selbst vorbereitet; das Team hatte zwischenzeitlich die Rechte an dem Motor erworben. Sie hießen nun – als Reverenz an den Hauptsponsor European Aviation – „European V10“. Sie waren mit deutlichem Abstand die schwächsten Motoren des Starterfeldes.
Das Fahrzeug für die Saison 2001 erhielt die Bezeichnung PS01; sie griff die Initialen des neuen Teambesitzers auf. Der Wagen war in wenigen Wochen von Gustav Brunner entworfen worden. Er war eine reine Zweckkonstruktion, bei der Brunner und sein Team wegen des Mangels an Entwicklungszeit in vielen Details improvisieren mussten. Viele Komponenten der Vorjahre wurden erneut verwendet. Das Monocoque war extrem stabil und damit sehr schwer ausgelegt, da es den Crashtest bereits beim ersten Mal bestehen musste. Der PS01 wurde in der Woche vor dem ersten Rennen der Saison fertiggestellt. Es gab nahezu keine Testfahrten. Nachdem Brunner diese Arbeit erledigt hatte, verließ er Minardi und wechselte zum neuen Team von Toyota.
Als Fahrer wurden Fernando Alonso und Tarso Marques verpflichtet; Marques wurde später durch den aus Malaysia stammenden Debütanten Alex Yoong ersetzt, der frische Sponsorengelder aus seinem Heimatland mitbrachte. Insbesondere Alonso bewegte den schwachen PS01 mit viel Energie, erreichte aber keine Zielankünfte in den Punkterängen.
Eine bemerkenswerte Leistung erbrachte Fernando Alonso beim Auftaktrennen in Australien, als er in seinem ersten Formel-1-Rennen den kaum abgestimmten PS01 für den 19. Startplatz qualifizierte und damit noch vor Gastón Mazzacane im Prost und vor Luciano Burti im Jaguar (sowie vor seinem Teamkollegen Marques) ins Rennen ging. Er beendete das Rennen mit zwei Runden Rückstand als Zwölfter und kam damit vor den beiden Benetton von Giancarlo Fisichella und Jenson Button ins Ziel. Auch in den folgenden sechs Rennen gelang es Alonso regelmäßig, sich zumindest vor einem Prost und einem Arrows, gelegentlich auch vor einem Benetton und einem Jaguar zu qualifizieren, während Marques nicht über die letzte Startreihe hinaus kam. Ab dem Großen Preis von Kanada fielen die Minardi allerdings ab; hier und bei den folgenden Rennen belegten Alonso und Marques nur noch die letzten Startreihen. Der Tiefpunkt war beim Großen Preis von Großbritannien erreicht, als Tarso Marques keine Qualifikationszeit erreichte, die innerhalb von 107 Prozent der Pole-Zeit lag. Dies war das einzige Mal, dass sich ein Fahrer in der Saison 2001 nicht qualifizierte. Ab dem Großen Preis von Deutschland erhielt zunächst Alonso, später auch Marques eine überarbeitete Version des PS01, die PS01B genannt wurde. Unter der Leitung von Gabriele Tredozi waren die Heckaufhängung und das Getriebe modifiziert worden. Diese Änderungen erhöhten die Konkurrenzfähigkeit des Autos spürbar. Alonso machte dies beim Großen Preis der USA deutlich, als er von dem 17. Startplatz – dem besten Ergebnis des Teams in diesem Jahr – noch vor den beiden Arrows, einem Prost und sogar vor Jacques Villeneuve im BAR ins Rennen ging.
In den Rennen selbst machte sich die fehlende Grundgeschwindigkeit des Minardi regelmäßig bemerkbar. Alonso kam in neun von 17 Rennen ins Ziel; sein bestes Ergebnis war der 10. Platz beim Großen Preis von Deutschland, den er mit dem ganz neuen PS01B erreichte. Marques startete dreizehnmal für Minardi. Er kam sechsmal ins Ziel und erreichte mit zwei neunten Plätzen in Brasilien sowie in Kanada (jeweils mit dem PS01) die besten Ergebnisse des Jahres für Minardi. Für die letzten drei Rennen wurde er durch Alex Yoong ersetzt, der sich regelmäßig nur für den letzten Platz qualifizierte. Im Zeittraining war er jeweils noch mehr als eine Sekunde langsamer als der Vorletzte. Yoong kam nur einmal – in Japan – ins Ziel; dort wurde er 16. und Vorletzter.

#### 2002: Politik und knappes Budget

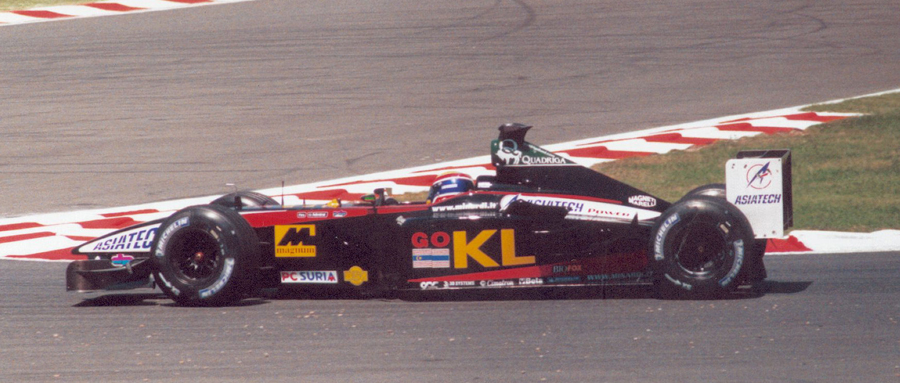
Mark Webber im Minardi PS02 beim Großen Preis von Frankreich 2002

Für seine zweite Saison erhielt Paul Stoddart finanzielle Unterstützung aus Malaysia. Die Stadt Kuala Lumpur trat als Sponsor auf, und Alex Yoong brachte weitere regionale Geldgeber mit. Das Budget des Teams war gleichwohl sehr gering. In den meisten Quellen wird ein Gesamtetat in Höhe von etwa 50 Millionen US-Dollar angenommen, was etwa der Hälfte des Sauber- und einem Sechstel des Ferrari-Budgets entsprochen hätte. Im Herbst 2002 erklärte Paul Stoddart indes, dass er sein Team während der gesamten Saison 2002 mit lediglich 17,5 Millionen Dollar betrieben habe. Zum Vergleich: Das britische Tyrrell-Team hatte bereits 1997, dem letzten Jahr seiner Selbständigkeit, ein Budget von 20 Millionen Dollar benötigt; andererseits belief sich allein der Reingewinn von McLaren 2002 auf 40 Millionen Dollar.
Bezug zu Asien hatte auch das Triebwerk: Minardi verwendete 2002 einen Motor von Asiatech, der im Kern auf den bis 2000 bei Prost verwendeten Zehnzylinder von Peugeot zurückging, inzwischen aber bei dem in Frankreich ansässigen Unternehmen Asiatech mit malaysischen Geldmitteln überarbeitet worden war. Die Asiatech-Motoren waren die schwächsten Triebwerke des Jahres. Ihre Leistung wurde mit „etwa 800 PS“ angegeben, während der Ferrari-Motor etwa 860 PS und das Triebwerk von Mercedes etwa 840 PS abgaben. Minardi erhielt die Asiatech-Motoren für die gesamte Saison 2002 kostenlos.
Nach dem Ende des französischen Rennstalls Prost hatte Paul Stoddart versucht, Prosts AP04-Modelle zu erwerben, um sie zur Grundlage eines neuen Minardi-Chassis zu machen. Aufgrund eines höheren Gebots erhielt allerdings der britische Unternehmer Charles Nickerson den Zuschlag, der mit Prosts Ausrüstung und logistischer Unterstützung von Arrows unter dem Namen Phoenix Finance (später: Dart Grand Prix) einen neuen Formel-1-Rennstall gründen wollte. Minardi trat daraufhin in der Saison 2002 mit einer überarbeiteten Version des von Gustav Brunner entworfenen PS01 an, die PS02 genannt wurde. Die Monocoques des PS01 wurden unverändert übernommen; die Karosserieteile einschließlich der Aerodynamik sowie einige Aufhängungskomponenten waren dagegen erneuert worden. In technischer Hinsicht waren die Autos weitgehend veraltet. Als letztes Team verfügte Minardi zu Saisonbeginn nicht über eine Servolenkung; sie wurde erstmals beim Großen Preis von Spanien installiert.
Bei der Besetzung der Cockpits hielt Stoddart an Alex Yoong fest. Als zweiten Fahrer versuchte er im Januar 2002, den nach der Prost-Insolvenz zunächst unbeschäftigten Heinz-Harald Frentzen zu verpflichten; letztlich entschied sich der Deutsche aber für (das finanziell stark angeschlagene) Team Arrows. Daraufhin verpflichtete Minardi den Australier Mark Webber, der 2001 für Paul Stoddarts Team in der Formel 3000 gefahren und zugleich Testfahrer bei Benetton gewesen war.
Die Saison 2002 begann mit einer Sensation, verlief im Weiteren allerdings erfolglos. Mark Webber beendete das erste Rennen des Jahres in Australien – zugleich sein erstes Formel-1-Rennen – als Fünfter und sicherte Minardi damit zwei wertvolle Weltmeisterschaftspunkte. Zwar profitierte Webber davon, dass bereits in der ersten Rennrunde acht Fahrer infolge einer Massenkollision bzw. eines anschließenden weiteren Unfalls ausschieden, doch Webber, der vom 18. Startplatz ins Rennen gegangen war, gelang es, auch aus eigener Kraft zwei Plätze gut zu machen und die erste Runde bereits an achter Stelle liegend zu beenden. Im weiteren Rennverlauf ließ er Mika Salo im neuen, ebenfalls von Gustav Brunner konstruierten und deutlich besser motorisierten Toyota in rundenlangen Zweikämpfen hinter sich. Yoong schloss das Rennen auf dem siebenten Platz ab. Da dieses schon an sich beachtliche Ergebnis für Minardi in Australien, also bei dem Heimatrennen Webbers und Stoddarts, erreicht wurde, feierten der Fahrer und sein Teamchef das Resultat nach der offiziellen Siegerfeier (regelwidrig) auf dem Ehrenpodest und erhielten großen Beifall der Zuschauer.
Abgesehen davon waren die sportlichen Erfolge gering. Im Qualifying waren Minardis Gegner die Fahrer von Arrows und Jaguar, doch zumeist wurde selbst sie nicht bezwungen, sodass sich Webber und Yoong üblicherweise nur für die letzte Startreihe qualifizierten. Anders war es nur in besonderen Situationen wie beispielsweise beim Großen Preis von Frankreich, als Frentzen und Enrique Bernoldi, die beiden Fahrer des finanziell am Boden liegenden Arrows-Teams, auf Anweisung ihres Teamchefs bewusst so langsam fuhren, dass sie die Qualifikation verpassten.
Problematisch für Minardi war der Große Preis von Spanien. Nachdem bei beiden Autos in den Trainingssitzungen die Frontflügel abgebrochen waren, zog Stoddart seine Autos für dieses Rennen zurück; die Minardi nahmen am Großen Preis von Spanien nicht teil. Abgesehen davon und von einem Elektrikdefekt sowie einem Fahrfehler kam Webber bis zum Großen Preis von Frankreich nahezu immer ins Ziel; bestes Ergebnis war nach dem Erfolg beim Auftaktrennen der achte Platz in Magny-Cours. Danach häuften sich technische Defekte an Motor und Getriebe, sodass es in den verbleibenden sechs Rennen nur noch zwei weitere Zielankünfte gab.
Alex Yoong qualifizierte sich regelmäßig als Letzter. In fünfzehn Rennen kam er nur fünfmal ins Ziel; sein bestes Ergebnis war der siebente Platz in Australien. In Imola, Silverstone und auf dem Hockenheimring verpasste Yoong jeweils die Qualifikation. Nach dem Großen Preis von Deutschland zog Stoddart ihn daraufhin für zwei Rennen zurück und ließ Yoong zunächst ein Trainingsprogramm absolvieren, das sein Selbstvertrauen stützen sollte. Als Ersatz waren zunächst Fernando Alonso, Bryan Herta und Justin Wilson im Gespräch; die Wahl fiel letztlich allerdings auf Anthony Davidson. Der Brite qualifizierte sich in Ungarn und in Belgien jeweils als Letzter; in beiden Rennen schied er nach einem Dreher aus. Für die letzten drei Rennen kehrte Yoong ins Team zurück; auch er litt an der zunehmenden Unzuverlässigkeit des Minardi.
Zu Beginn des Jahres hatte Minardi unter wirtschaftlichen Schwierigkeiten gelitten. Einige Zeitungsberichte spekulierten über die bevorstehende Schließung des Teams. Konkreter Anlass für die Probleme waren Streitigkeiten über die Höhe der an Minardi auszuzahlenden Erlöse aus den Fernseheinnahmen des Jahres 2001. Stoddart war – wie die meisten anderen Teamchefs – der Ansicht, dass die ursprünglich für Prost vorgesehenen Anteile in voller Höhe seinem Team zustünden, während Ron Dennis und Frank Williams für eine Verteilung des Prost-Anteils auf alle Teams waren. Der Streit zog sich bis in den Sommer hin; letztlich erhielt Minardi den vollständigen Prost-Anteil zugesprochen. Die Streitigkeiten wurden begleitet von Berichten über einen Verkauf des Minardi-Teams an einen arabischen oder an einen britischen Investor, die Paul Stoddart grundsätzlich bestätigte. Letztlich verliefen die Verhandlungen im Sande. Nachdem sich Stoddart im Spätsommer finanzielle Unterstützung durch den russischen Energiekonzern Gazprom gesichert hatte und auch die Fernsehgelder überwiesen worden waren, entschied er sich dazu, den Rennstall selbst weiter zu betreiben.

#### 2003: Veraltete Motoren

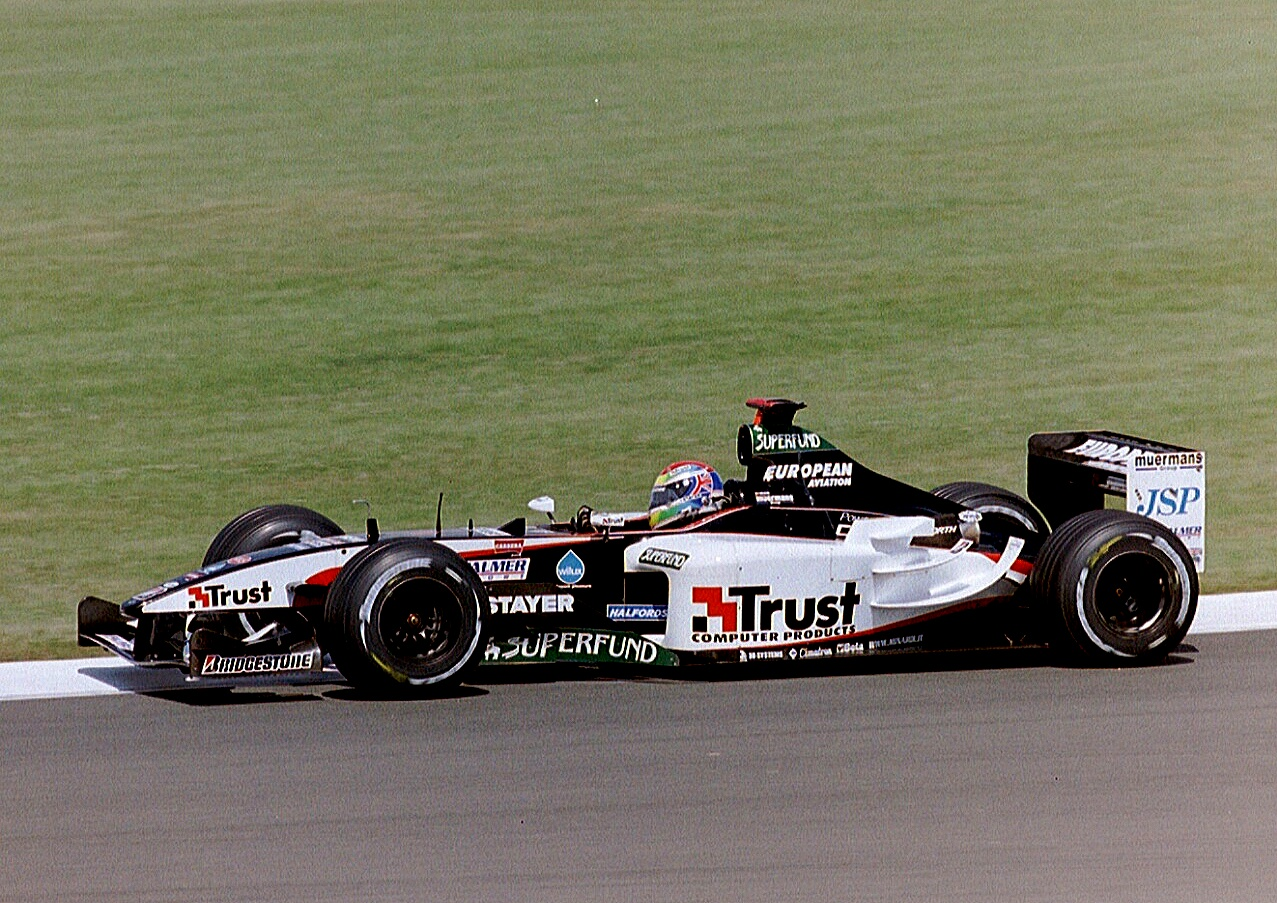
Justin Wilson beim Großen Preis von Großbritannien 2003

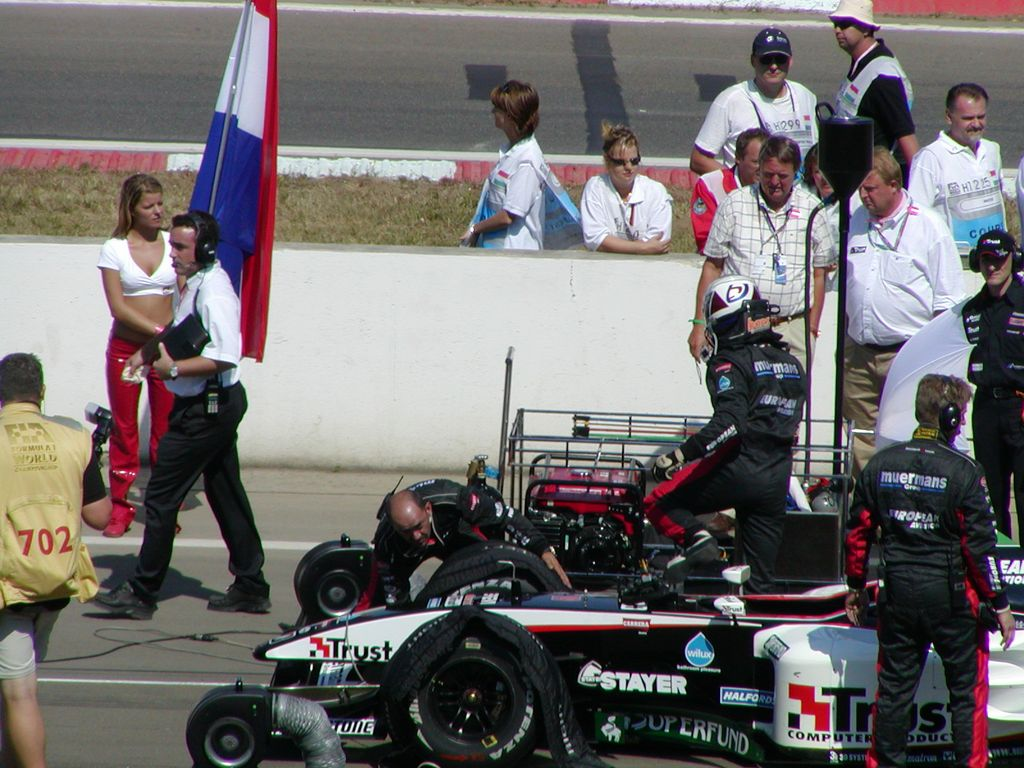
Vorbereitungen für den Start des Großen Preises von Ungarn 2003

Minardis dritte Saison unter Paul Stoddarts Führung war finanziell erneut problematisch; zudem gab es politische und geschäftliche Spannungen, die das Bild Minardis in diesem Jahr mehr prägten als die sportlichen Leistungen.
Das Team hatte eine Reihe kleinerer Sponsoren, von denen allerdings nicht alle ihren Zahlungsverpflichtungen nachkamen. Dazu gehörte das russische Unternehmen Gazprom, das bis Juni 2003 auf der Motorabdeckung der Minardi warb, und der italienische Werkzeughersteller Stayer. Im letzteren Fall beließ Stoddart den Werbeaufkleber des Unternehmens trotz ausbleibender Zahlungen auf dem Wagen und ließ ihn mit dem Zusatz „not paid“ (nicht bezahlt) überkleben. Stoddard verhandelte zu Saisonbeginn erfolglos mit mehreren potentiellen Investoren; zu ihnen gehörte auch das in Bremen ansässige Unternehmen German Grand Prix Racing. Die Lage des Teams besserte sich, als im Juli 2003 das niederländische Unternehmen Trust sein Engagement bei Minardi erhöhte und zum Hauptsponsor des Teams wurde. Zur Sicherung des Rennstalls trug auch die Ausschüttung der Fernsehgelder aus dem Jahr 2002 bei; Minardi erhielt hier einen wesentlichen Anteil der Mittel, die ursprünglich für Arrows vorgesehen waren.
Die Mittel reichten in ihrer Gesamtheit, um den Rennbetrieb für die gesamte Saison 2003 sicherzustellen. Allerdings gewährleisteten sie keine kontinuierliche Entwicklungsarbeit. Darunter litt in erster Linie das Einsatzauto, das nicht auf dem Stand der Zeit war. Das Team ging mit dem Minardi PS03 in die Saison. Ungeachtet der neuen Bezeichnung handelte es sich bei dem Auto um eine nur geringfügig überarbeitete Version des PS02, die zahlreiche Teile des Vorjahres verwendete; das Monocoque war sogar mit dem PS01 von 2001 identisch. Die wesentlichsten Änderungen bestanden in Anpassungsarbeiten für einen anderen Motor. Minardi verwendete in dieser Saison einen Cosworth-Zehnzylinder vom Typ CR-3. Paul Stoddart hatte den Bezug dieses Triebwerks sichergestellt, indem er im Gegenzug seinem Vorjahrespiloten Mark Webber den Wechsel zu Jaguar ermöglichte, obwohl dieser vertraglich längerfristig an Minardi gebunden war. Der CR-3 war kein neues oder zeitgemäßes Triebwerk; der Motor hatte bereits 2001 bei Jaguar debütiert und war 2002 bei Arrows eingesetzt worden. Minardi erhielt eine nicht getunte, d. h. nicht aktualisierte Fassung dieses veralteten Triebwerks. Insgesamt war der PS03 ein problematisches Auto. Dem Wagen fehlte es nach übereinstimmender Aussage seiner Fahrer durchgängig an Abtrieb und damit verbunden an der notwendigen Grundgeschwindigkeit. In den Rennen war er zwischen vier und fünf Sekunden langsamer als die schnellsten Autos von Ferrari und McLaren. Jos Verstappen erklärte offen, der PS03 stelle eine Verschlechterung gegenüber dem PS02 dar. Auch die Ausrüstung des Teams sei schlecht: Minardi habe während der gesamten Saison 2003 nur über drei unterschiedliche Federsätze verfügt, sodass eine Abstimmung des Autos kaum möglich gewesen sei.
Zu Beginn des Jahres gab es Schwierigkeiten mit der Reifenlieferung. Paul Stoddart hatte Minardis Vertrag mit Michelin nicht verlängert, konnte aber noch keinen Vertragsschluss mit Bridgestone, dem zweiten Reifenausrüster, vorweisen. Die ersten Tests zu Jahresbeginn (noch mit dem PS02) musste Minardi daher mit Formel-3000-Reifen von Avon absolvieren. Erst einige Wochen vor dem ersten Saisonrennen erklärte sich Bridgestone bereit, Minardi mit Reifen zu beliefern. Angesichts der Kurzfristigkeit dieser Entscheidung musste das italienische Team allerdings in den ersten vier Rennen des Jahres mit Restanten aus dem Vorjahr, d. h. mit Reifen aus der Saison 2002, an den Start gehen. Erst ab dem Großen Preis von Spanien erhielt Minardi Reifen der 2003er-Generation.
Beim Großen Preis von Kanada sorgte Paul Stoddart für politische Unruhe, als er als einziger Teamchef seine Zustimmung zu einer Regeländerung verweigerte. Hiermit reagierte er auf das Scheitern des sog. fighting fund, eines im Januar 2003 beschlossenen Rettungspakets für kleine Teams, in das vermögende Rennställe einzahlen sollten, um finanzielle Krisen anderer Rennställe zu vermeiden. Das Problem wurde letztlich durch das Einschreiten Bernie Ecclestones gelöst. Zum Umfang seines Engagements gibt es widersprüchliche Aussagen. In den Presseberichten des Jahres 2003 wurde üblicherweise behauptet, Ecclestone habe Anteile am Minardi-Team übernommen. 2005 berichtete Paul Stoddart dagegen, Ecclestone habe lediglich die Absicht erklärt, im Falle einer wirtschaftlichen Schieflage des Rennstalls Anteile zu erwerben. Allein diese Zusage habe das Vertrauen in das italienische Team erhöht; sie sei aber tatsächlich nie umgesetzt worden.

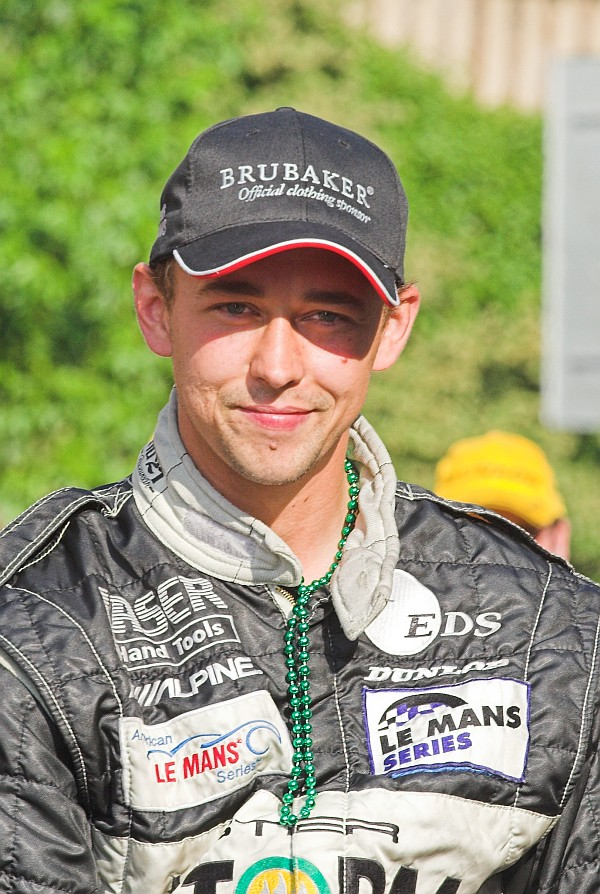
Nicolas Kiesa debütierte 2003 bei Minardi in der Formel 1 und war nach Tom Belsø, Jac Nelleman sowie Jan Magnussen der vierte Formel-1-Pilot aus Dänemark

Die Rennen der Saison verliefen für Minardi ohne sportliche Erfolge. Minardi meldete ein Auto durchgängig für den niederländischen Routinier Jos Verstappen, das zweite Auto wurde zunächst von Justin Wilson gefahren, der nach seinem Wechsel zu Jaguar ab dem Großen Preis von Deutschland durch den Dänen Nicolas Kiesa ersetzt wurde.
Beide Fahrer fuhren im Qualifying zumeist die langsamsten Zeiten. Nur gelegentlich gelang es Verstappen, sich vor Ralph Firman bzw. Zsolt Baumgartner zu positionieren, die für das technisch ins Hintertreffen geratene Jordan-Team fuhren. Wilson und Kiesa gingen überwiegend als Letzte ins Rennen.
Verstappen startete in drei Fällen aus der Box, nachdem er zuvor nicht am Qualifikationstraining teilgenommen hatte. Dadurch konnte das Team, da die Autos nicht in den Parc fermé gebracht werden mussten, noch bis vor dem Rennen an der Abstimmung arbeiten und sich so auf die aktuellen Wetterbedingungen vorbereiten. Die Nachteile waren gering, da Verstappen angesichts des schwachen Niveaus des technischen Pakets mit einiger Wahrscheinlichkeit ohnehin aus der letzten Reihe ins Rennen gegangen wäre. Später griffen andere Teams dieses Vorgehen auf.
Verstappen kam in der Hälfte aller Rennen ins Ziel, erreichte aber keine Weltmeisterschaftspunkte. Sein bestes Ergebnis war der neunte Platz beim Großen Preis von Kanada, jenem Rennen, das für Minardi stark von Politik geprägt war. Ein besonderes Rennen war der Große Preis von Brasilien, ein Regenrennen, das von chaotischen Wetter- und Rennbedingungen geprägt war und das Giancarlo Fisichella gleichsam nachträglich für Jordan gewann. Paul Stoddart behauptete, sein Fahrer Verstappen hätte dieses Rennen gewinnen können, da er mit Regenabstimmung und vollen Tanks unterwegs und in der Lage gewesen sei, das Rennen ohne einen einzigen Boxenstopp zu beenden. Allerdings drehte sich Verstappen – wie zahlreiche andere Fahrer – infolge Aquaplanings frühzeitig ins Aus, sodass der Erfolg dieser Taktik nicht bewiesen werden konnte.
Minardi beendete die Saison ohne Punkte als Letzter der Konstrukteursmeisterschaft.

#### 2004: Die 20. Saison

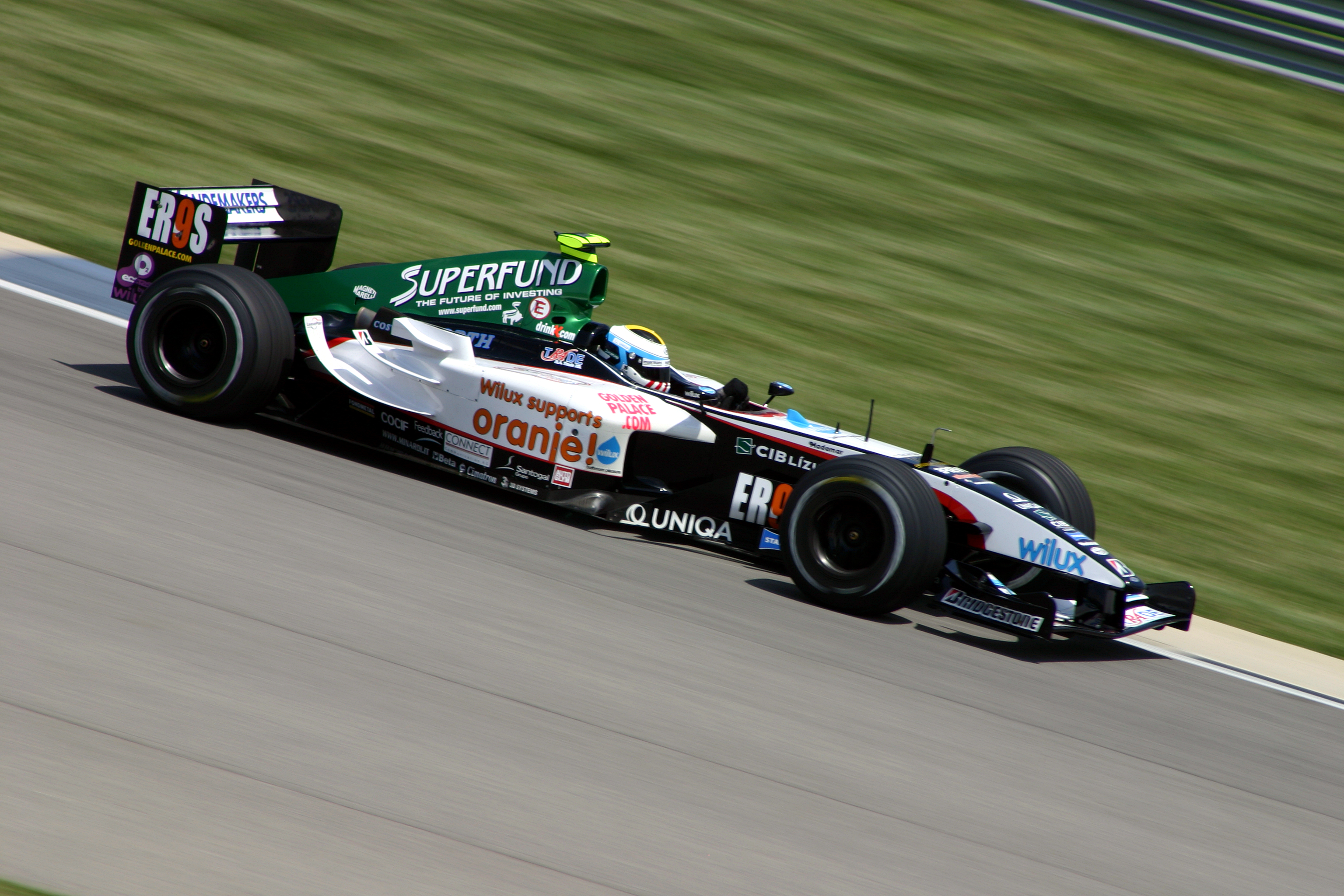
Zsolt Baumgartner im Minardi PS04B beim Großen Preis der USA 2004

2004 war Minardis 20. Saison in der Formel 1. Das Team war wie in den Jahren zuvor der kleinste und finanzschwächste Rennstall. Das Budget wurde auf etwa 40 Millionen Dollar geschätzt, etwas mehr als ein Zehntel des Toyota zur Verfügung stehenden Betrages. Weder Trust noch European Aviation standen künftig als Sponsor zur Verfügung: Der niederländische Elektronikhändler war zu Jordan gewechselt, ohne freilich Jos Verstappen dort ein Cockpit zu sichern, und Paul Stoddarts Fluglinie litt selbst unter erheblichen Finanzproblemen. Minardis Hauptsponsoren waren Superfund sowie der niederländische Bäderspezialist Wilux, der anfänglich auf den Seitenkästen der Wagen warb. Wilux brach allerdings die Beziehungen zu Minardi im Sommer 2004 ab. Äußerer Anlass war das Erscheinungsbild des Teams beim Großen Preis von Großbritannien. Hier waren beide Minardi gänzlich ohne Sponsoraufkleber unterwegs gewesen und hatten stattdessen den Aufdruck „John Boy“ mit einem Herzchen getragen, mit dem Minardis kurz zuvor verstorbenem Sportdirektor John Walton gedacht wurde. Wilux sah in dem zeitweiligen Verzicht auf Werbung eine Vertragsverletzung. Zahlreiche andere, zumeist kleinere Sponsoren stellten weitere Gelder bereit, und auch die Fahrer Gianmaria Bruni und Zsolt Baumgartner unterstützten das Team finanziell.
Die technische Ausrüstung des Teams bot 2004 keine Überraschungen. Entgegen einigen Spekulationen aus dem Herbst 2003 meldete Minardi nicht das aus dem Arrows A23 hervorgegangene Fahrzeug vom Typ PS04, sondern trat erneut mit einer Eigenkonstruktion an, die die Bezeichnung Minardi PS04B erhielt. Der PS04B war eine weitere, von Gabriele Tredozi entwickelte Evolution von Gustav Brunners Design aus dem Jahr 2001. Er verwendete nach wie vor die Monocoques des PS01 und unterschied sich von seinen unmittelbaren Vorgängern in erster Linie durch eine überarbeitete Aerodynamik. Als Triebwerk diente wiederum der auf das Jahr 2001 zurückgehende Cosworth CR3-L, der bei Minardi in Eigenarbeit vorbereitet wurde.
In sportlicher Hinsicht war Minardi ein weiteres Mal unterlegen. Die meisten Beobachter sahen den Grund hierfür nicht nur im veralteten Material des Teams, sondern auch in den Fahrern, die stellenweise überfordert gewesen seien.
Da die Qualifikation in diesem Jahr als Einzelzeitfahren ausgestaltet war, ermöglichte sie einen guten Vergleich zur Leistung anderer Teams. Hier waren die beiden Minardi-Piloten nahezu regelmäßig die langsamsten Fahrer. Zumeist fehlten ihnen zwischen 4,5 und 5,5 Sekunden pro Runde. Zwar kam es vor, dass Bruni und Baumgartner nicht in der letzten Startreihe standen und andere Piloten noch nach ihnen ins Rennen gingen. Das lag allerdings regelmäßig daran, dass diese Piloten infolge eines Motorwechsels nach dem Zeittraining reglementbedingt in der Startaufstellung um einige Plätze nach hinten gesetzt wurden.
In den Rennen litten die Minardi an mangelnder Zuverlässigkeit. Mehrfach kollabierte in den Rennläufen bei beiden Autos das Getriebe. In Monte Carlo war die Servolenkung nicht zu kontrollieren, sodass beide Piloten ausgerechnet das Rennen auf dem engen Stadtkurs ohne Lenkhilfe bestreiten mussten. Bruni kam in 18 Rennen nur achtmal ins Ziel. In Monza ging sein Auto bei einem Tankstopp in Flammen auf, und in China verlor er im Rennen ein Rad. Baumgartner, der langsamere der beiden Fahrer, beendete zwölf Rennen. Er kam in Monaco als Neunter erstmals in die Nähe der Punkteränge und kam drei Rennen später, in Indianapolis, als Achter ins Ziel, sodass er seinem Team einen wertvollen Meisterschaftspunkt – den ersten seit 41 Rennen – sicherte. Wie schon Webber 2002, profitierte allerdings auch Baumgartner von einer Massenkollision am Start und von überdurchschnittlich vielen späteren Ausfällen.
Minardi gehörte wie Jordan, Jaguar und Toyota zu den Teams, die bei gleichzeitigem Verzicht auf private Testfahrten zwischen den Rennen am freien Training am Freitagmorgen teilnahmen. Für diese Veranstaltungen meldete Minardi den Belgier Bas Leinders als dritten Fahrer. Er erreichte mitunter bessere Rundenzeiten als die Stammfahrer.
Minardi beendete die Saison als 10. und Letzter der Konstrukteurswertung. Auch in der Zuverlässigkeitswertung der Teams belegte Minardi den letzten Platz.

#### 2005: Letztmals ein neues Chassis

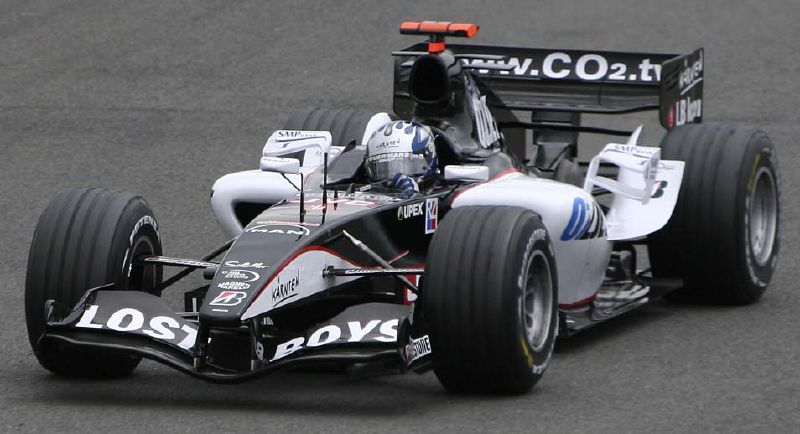
Patrick Friesacher im Minardi PS05 beim Großen Preis von Großbritannien 2005

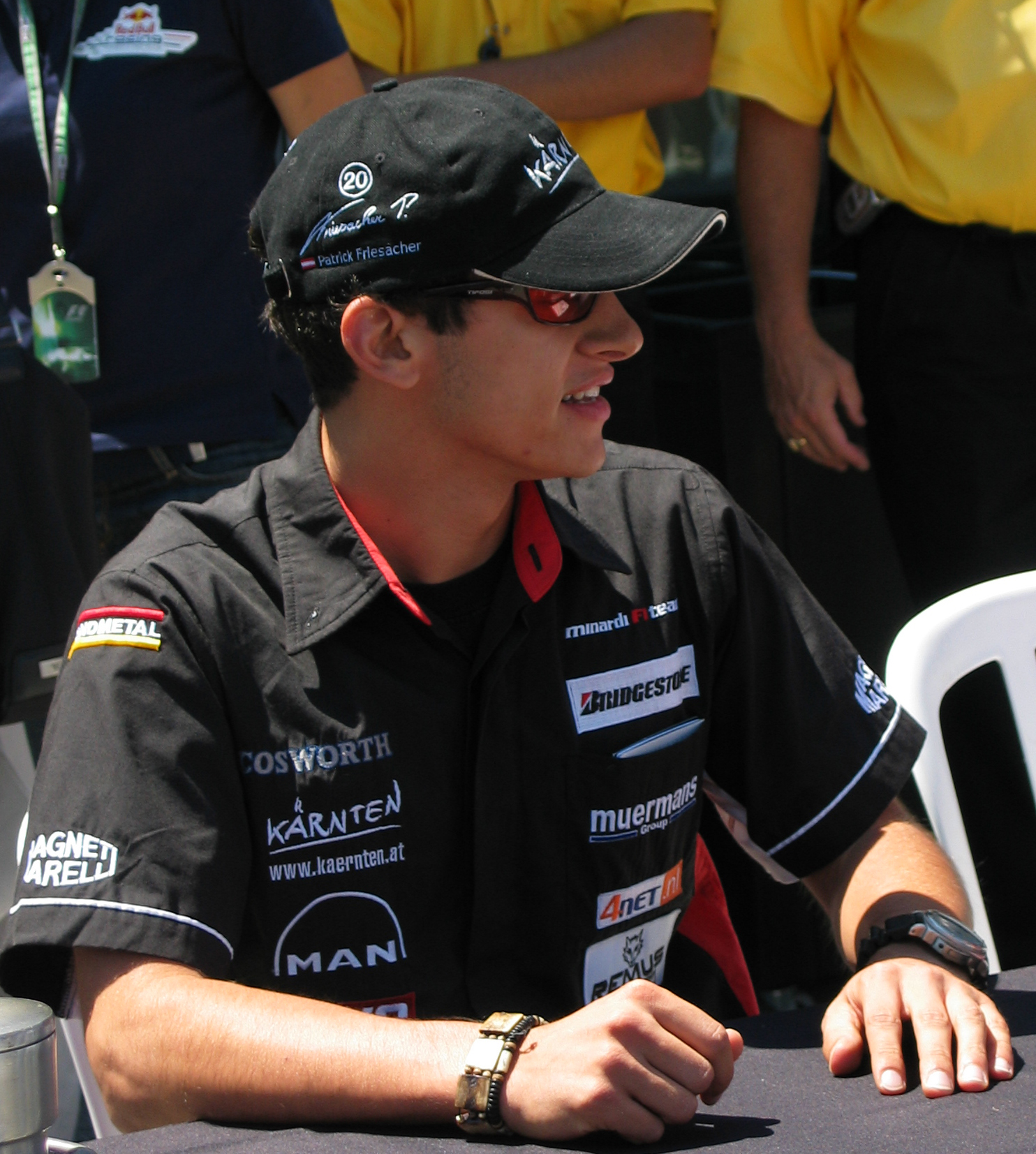
Patrick Friesacher in der Minardi-Teamkleidung beim Großen Preis der USA 2005

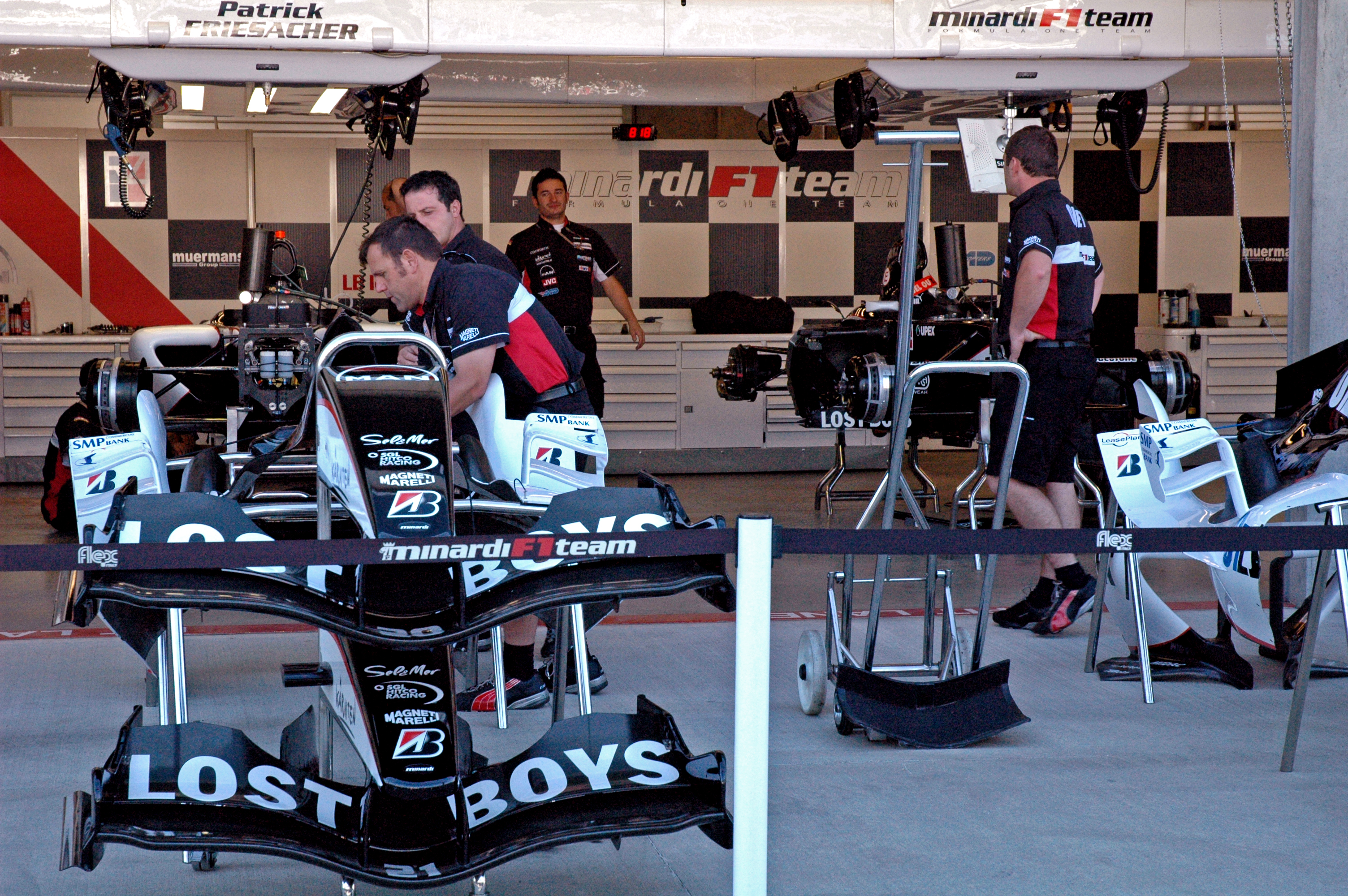
Minardi-Box beim Großen Preis der USA 2005

Minardis 21. Saison in der Formel 1 war zugleich die letzte als eigenständiges Team.
Bereits vor Saisonbeginn hatte sich Minardis sportliches Umfeld erheblich geändert. Eddie Jordan hatte seinen nur sechs Jahre jüngeren Rennstall an den russischen Unternehmer Alexander Shnaider verkauft, und Jaguar, das 2000 aus Stewart Grand Prix hervorgegangen war, hatte mit Dietrich Mateschitz, dem Inhaber von Red Bull, seinen inzwischen dritten Besitzer. Peter Sauber stand vor dem Verkauf seines Teams an BMW. Auch Paul Stoddart war bereit, seinen Rennstall zu verkaufen, doch obwohl er nach eigenen Angaben im Laufe des Jahres mit mehr als 40 Interessenten gesprochen hatte, dauerte es bis zum Großen Preis von Belgien im September 2005, bis ein Eigentümerwechsel vereinbart werden konnte.
Für Minardi begann die Saison erneut mit politischen Problemen. Paul Stoddart war über die späten, erst im Oktober 2004 verabschiedeten Regeländerungen für die Saison 2005 verärgert und befürchtete, dass sein Team die notwendigen Entwicklungen nicht bis zum Saisonbeginn würde umsetzen können. Er beschuldigte die FIA und ihren Präsidenten Max Mosley öffentlich der politischen Nähe zu Ferrari; Mosley seinerseits warf Stoddart im Namen der FIA Naivität vor.
Um seine Position zu unterstützen, meldete Stoddart zum ersten Rennen des Jahres zwei Minardi PS04B, die sich auf dem Entwicklungsstand des Jahres 2004 befanden, die geforderten Änderungen an der Aerodynamik also nicht umsetzten. Die FIA erklärte die Autos daraufhin für illegal und kündigte einen Ausschluss Minardis vom Großen Preis von Australien – Stoddarts Heimatrennen – an. Stoddart erwirkte am Freitag vor dem Rennen vor einem australischen Zivilgericht eine einstweilige Verfügung gegen die FIA, mit der die Zulassung der alten PS04B angeordnet wurde. Nachdem Stoddart diesen Erfolg errungen hatte, ließ er seine Mechaniker den PS04B mit aerodynamischen Anbauteilen versehen, die dem Stand von 2005 entsprachen. Er ließ erklären, er habe mit seinem Verhalten zeigen wollen, dass die FIA nicht das letzte Wort habe.
Minardi setzte den modifizierten PS04B, der nach wie vor von dem mehrere Jahre alten Cosworth CR-3L-Motor angetrieben wurde, in den ersten drei Rennen des Jahres, den Großen Preisen von Australien, Malaysia und Bahrain, ein. Bei seinem letzten Einsatz in Bahrain hatte eines der beiden Chassis mittlerweile 54 Renneinsätze zurückgelegt und war damit das am häufigsten eingesetzte Chassis der Formel-1-Geschichte. Zum ersten Rennen der europäischen Saison 2005 debütierte der Minardi PS05, Minardis erstes vollständig neues Auto seit 2001. Der Wagen hatte mit Ausnahme der unverändert übernommenen Frontaufhängung mit seinen Vorgängern nichts mehr gemein. Er trug stark gewölbte Seitenkästen und eigenständige Frontflügel. Neu war auch der Motor: Es handelte sich um den aktuellen Zehnzylindermotor, der zur gleichen Zeit von Red Bull eingesetzt wurde und deutlich stärker war.
Als Fahrer verpflichtete Minardi den Niederländer Christijan Albers und den Österreicher Patrick Friesacher. Beide Piloten brachten Sponsoren mit. In Friesachers Fall war es unter anderem das österreichische Bundesland Kärnten, das einen Werbeplatz auf dem Heckflügel erhielt. Friesachers finanzielles Paket war unter anderem durch die Mitwirkung des Kärntner Landeshauptmanns Jörg Haider zustande gekommen, der mehrfach mit Paul Stoddart in Verbindung getreten war. Allerdings zahlten nicht alle Sponsoren pünktlich, sodass Friesacher ab dem Großen Preis von Deutschland durch den Niederländer Robert Doornbos ersetzt wurde. Dritter Fahrer des Teams war unter anderem der Israeli Chanoch Nissany, der bei seinem Debüt in Ungarn bereits 42 Jahre alt war.
In sportlicher Hinsicht verfolgte Minardi das Ziel, das britische Jordan-Team, das sich in einer Phase des Umbruchs befand, hinter sich zu lassen. Mit dem veralteten PS04B war das nicht zu erreichen; mit dem PS05 allerdings machte das Team einen großen Sprung nach vorn. Mit fortschreitender Saison gelang es beiden Minardi-Fahrern mehr oder weniger regelmäßig, jedenfalls einen, gelegentlich auch zwei Jordans im Qualifikationstraining hinter sich zu lassen. Bei den Veranstaltungen im Spätsommer bezwang das italienische Team die Jordans sogar gelegentlich selbst in den Rennen. Am deutlichsten wurde dies beim Großen Preis der Türkei in Istanbul, wo Robert Doornbos deutlich vor den Jordan-Piloten ins Ziel kam.
Das erfolgreichste Rennen des Jahres war der Grand Prix in Indianapolis 2005, den beide Minardi-Fahrer in den Punkterängen beendeten. Allerdings hatten aufgrund von Reifenproblemen nur die drei von Bridgestone ausgerüsteten Teams Minardi, Ferrari und Jordan am Rennen teilgenommen, während die Michelin-Teams vor dem Start in die Boxengasse zurückkehrten. Dank der hier erzielten sieben Weltmeisterschaftspunkten lag Minardi in der Konstrukteurswertung für einige Wochen vor dem britischen Team BAR-Honda.
Wie in den Jahren zuvor, ließ Minardi auch 2005 vor und nach der Rennsaison eine Reihe junger Fahrer Testfahrten für das Team durchführen. Die Testfahrten dienten einerseits der Nachwuchsförderung, andererseits wurde dadurch zusätzliches Geld eingenommen. Die letzte Testfahrt absolvierte im November 2005 die britische Rennfahrerin Katherine Legge, deren Auftritt großes Medienecho auslöste, obwohl er infolge eines Unfalls am ersten Testtag bereits nach zwei Runden beendet war.

#### Doppelsitzer F1x2

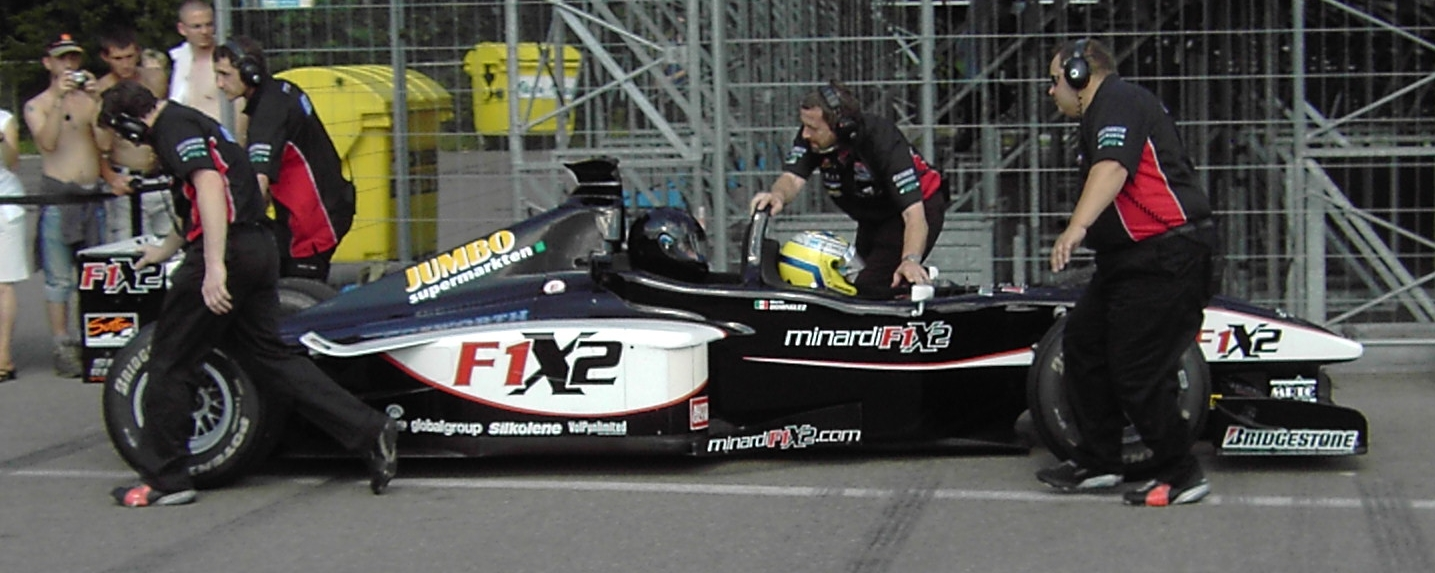
Minardi F1x2 Doppelsitzer, aufgenommen 2007

Auf der Basis des 1997er Tyrrell konstruierte Minardi mehrere F1x2 genannte Fahrzeuge mit zwei hintereinander angeordneten Sitzen, die seit 2002 regelmäßig für Showveranstaltungen eingesetzt werden. Bei diesen Anlässen fuhren Minardi-Piloten, später aber auch andere prominente Rennfahrer, exklusive Gäste des Teams oder auch zahlende Interessenten in einem rennähnlichen Tempo um diverse Strecken. Zu einem regulären Einsatz bei einem Großen Preis kam es allerdings nie. Zu den Piloten eines F1x2 gehörten neben den Minardi-Stammpiloten unter anderem Paul Stoddart, Katherine Legge, Riccardo Patrese, Emerson Fittipaldi, Damon Hill und Michael Schumacher. Der Einsatz der Zweisitzer wurde von Großbritannien aus organisiert.

### Übernahme durch Red Bull – Aus Minardi wird Toro Rosso
Am 10. September 2005, nach dem Qualifikationstraining zum Großen Preis von Belgien, wurde bekannt gegeben, dass Minardi am 1. November vollständig von Red Bull übernommen würde. Das österreichische Unternehmen betrieb damit künftig neben dem eigenen, aus Stewart bzw. Jaguar hervorgegangenen Rennstall Red Bull Racing ein zweites Team, das die Funktion eines Junior-Teams erfüllen sollte. Die Leitung des Rennstalls übernahmen Franz Tost und Gerhard Berger, der jedenfalls anfänglich auch eine finanzielle Beteiligung hielt.
Nach Bekanntgabe der Übernahme starteten Minardi-Fans auf der ganzen Welt eine Petition, um den Namen und die über 20-jährige Tradition von Minardi als Bestandteil des neuen Teams in der Formel 1 zu retten. Gleichwohl dessen gab Red Bull vor dem Großen Preis von China 2005 bekannt, den Rennstall in Scuderia Toro Rosso umzubenennen. Toro Rosso blieb in Faenza ansässig, entwickelte aber zwischen 2006 und 2009 keine eigenen Autos mehr. In dieser Zeit übernahm Toro Rosso die (Vorjahres-)Konstruktionen von Red Bull. Von den britischen Vorbildern unterschieden sich die Autos zumeist nur durch die Motorisierung sowie die Lackierung. Die finanzielle Unterstützung durch Red Bull ermöglichte dem Team wieder den Zugriff auf Ferrari-Motoren, die ein angemessenes Leistungsniveau sicherstellten. Mit dieser Ausrüstung gelang dem Team 2008 auch ein Erfolg, den weder Giancarlo Minardi noch Gabriele Rumi oder Paul Stoddart hatten verwirklichen können: Toro-Rosso-Fahrer Sebastian Vettel erreichte beim Großen Preis von Italien 2008 die Pole-Position und gewann anschließend das erste Rennen für das Team aus Faenza. Insgesamt belegte Toro Rosso in dieser Saison mit 39 Weltmeisterschaftspunkten Platz sechs der Konstrukteursmeisterschaft und lag damit einen Rang vor dem „Mutter-Team“ Red Bull.
Am 28. März 2006 erklärte Paul Stoddart, das „European Minardi F1 Team Limited“ für die Saison 2008 bei der FIA einschreiben zu wollen. Er wurde aber bei der Vergabe des zwölften und letzten Platzes genauso wie alle weiteren neun Bewerber nicht berücksichtigt.

### Übersicht über 21 Saisons

#### Übersicht: Chassis, Motoren, Reifen, Fahrer, Ergebnisse
| Saison | Teamname                 | Chassis          | Motor                                     | Reifen | Fahrer 1. Auto                          | Fahrer 2. Auto                                      | Punkte | WM-Platz |
| ------ | ------------------------ | ---------------- | ----------------------------------------- | ------ | --------------------------------------- | --------------------------------------------------- | ------ | -------- |
| 1985   | Minardi Team SpA         | M185             | Cosworth DFV Motori Moderni 615-90 V6     | P      | Pierluigi Martini                       | —                                                   | 0      | —        |
| 1986   | Minardi Team SpA         | M185B M186       | Motori Moderni 615-90 V6                  | P      | Alessandro Nannini                      | Andrea de Cesaris                                   | 0      | —        |
| 1987   | Minardi Team SpA         | M186B M187       | Motori Moderni 615-90 V6                  | G      | Alessandro Nannini                      | Adrián Campos                                       | 0      | —        |
| 1988   | Lois Minardi Team SpA    | M188             | Cosworth DFZ V8                           | G      | Adrián Campos Pierluigi Martini         | Luis Pérez-Sala                                     | 1      | 10.      |
| 1989   | Minardi Team SpA         | M188B M189       | Ford DFR V8                               | P      | Pierluigi Martini Paolo Barilla         | Luis Pérez-Sala                                     | 6      | 10.      |
| 1990   | SCM Minardi Team SpA     | M189B M190       | Ford DFR V8                               | P      | Pierluigi Martini                       | Paolo Barilla Gianni Morbidelli                     | 0      | —        |
| 1991   | Minardi Team             | M191             | Ferrari 036 V12 Ferrari 037 V12           | G      | Pierluigi Martini                       | Gianni Morbidelli Roberto Moreno                    | 6      | 7.       |
| 1992   | Minardi Team             | M191B M191L M192 | Lamborghini 3512 V12                      | G      | Christian Fittipaldi Alessandro Zanardi | Gianni Morbidelli                                   | 1      | 13.      |
| 1993   | Minardi Team             | M193             | Ford HB VI V8                             | G      | Christian Fittipaldi Jean-Marc Gounon   | Fabrizio Barbazza Pierluigi Martini                 | 7      | 8.       |
| 1994   | Minardi Scuderia Italia  | M193B M194       | Ford HB VII V8 Ford HB VIII V8            | G      | Pierluigi Martini                       | Michele Alboreto                                    | 5      | 10.      |
| 1995   | Minardi Scuderia Italia  | M195             | Ford EDM V8                               | G      | Pierluigi Martini Pedro Lamy            | Luca Badoer                                         | 1      | 10.      |
| 1996   | Minardi Team SpA         | M195B            | Ford EDM2 V8                              | G      | Pedro Lamy                              | Giancarlo Fisichella Tarso Marques Giovanni Lavaggi | 0      | —        |
| 1997   | Minardi Team SpA         | M197             | Hart 830 V8                               | B      | Ukyō Katayama                           | Jarno Trulli Tarso Marques                          | 0      | —        |
| 1998   | Fondmetal Team Minardi   | M198             | Ford JD Zetec-R V10                       | B      | Shinji Nakano                           | Esteban Tuero                                       | 0      | —        |
| 1999   | Fondmetal Team Minardi   | M01              | Ford VJ-M V10                             | B      | Marc Gené                               | Luca Badoer Stéphane Sarrazin                       | 1      | 10.      |
| 2000   | Fondmetal Minardi        | M02              | Fondmetal 3.0 V10                         | B      | Marc Gené                               | Gastón Mazzacane                                    | 0      | —        |
| 2001   | European Minardi         | PS01             | European 3.0 V10                          | M      | Tarso Marques Alex Yoong                | Fernando Alonso                                     | 0      | —        |
| 2002   | KL Minardi Asiatech      | PS02             | Asiatech AT 02 V10                        | M      | Alex Yoong Anthony Davidson             | Mark Webber                                         | 2      | 9.       |
| 2003   | European Minardi         | PS03             | Cosworth CR-3 V10                         | B      | Justin Wilson Nicolas Kiesa             | Jos Verstappen                                      | 0      | —        |
| 2004   | (Wilux) Minardi Cosworth | PS04B            | Cosworth CR-3L V10                        | B      | Gianmaria Bruni                         | Zsolt Baumgartner                                   | 1      | 10.      |
| 2005   | Minardi Cosworth         | PS04B PS05       | Cosworth CK-2004 V10 Cosworth TJ-2005 V10 | B      | Patrick Friesacher Robert Doornbos      | Christijan Albers                                   | 7      | 10.      |

#### Ergebnisse
| Saison | Chassis            | Fahrer         | 1   | 2   | 3   | 4   | 5   | 6   | 7   | 8   | 9   | 10  | 11  | 12  | 13  | 14  | 15  | 16  | 17  | 18 | 19 | Punkte | Rang |
| ------ | ------------------ | -------------- | --- | --- | --- | --- | --- | --- | --- | --- | --- | --- | --- | --- | --- | --- | --- | --- | --- | -- | -- | ------ | ---- |
| 1985   | M185               |                |     |     |     |     |     |     |     |     |     |     |     |     |     |     |     |     |     |    |    | 0      | 11.  |
| 1985   | M185               | P. Martini     | DNF | DNF | DNF | DNQ | DNF | DNF | DNF | DNF | 11  | DNF | DNF | DNF | 12  | DNF | DNF | 8   |     |    |    | 0      | 11.  |
| 1986   | M185B, M186        |                |     |     |     |     |     |     |     |     |     |     |     |     |     |     |     |     |     |    |    | 0      | 12.  |
| 1986   | M185B, M186        | A. de Cesaris  | DNF | DNF | DNF | DNQ | DNF | DNF | DNF | DNF | DNF | DNF | DNF | DNF | DNF | DNF | 8   | DNF |     |    |    | 0      | 12.  |
| 1986   | M185B, M186        | A. Nannini     | DNF | DNF | DNF | DNQ | DNF | DNF | DNF | DNF | DNF | DNF | DNF | DNF | DNF | NC  | 14  | DNF |     |    |    | 0      | 12.  |
| 1987   | M186B, M187        |                |     |     |     |     |     |     |     |     |     |     |     |     |     |     |     |     |     |    |    | 0      | 14.  |
| 1987   | M186B, M187        | A. Campos      | DSQ | DNF | DNF | DNS | DNF | DNF | DNF | DNF | DNF | DNF | DNF | DNF | 14  | DNF | DNF | DNF |     |    |    | 0      | 14.  |
| 1987   | M186B, M187        | A. Nannini     | DNF | DNF | DNF | DNF | DNF | DNF | DNF | DNF | 11  | DNF | 16  | 11  | DNF | DNF | DNF | DNF |     |    |    | 0      | 14.  |
| 1988   | M188               |                |     |     |     |     |     |     |     |     |     |     |     |     |     |     |     |     |     |    |    | 1      | 10.  |
| 1988   | M188               | A. Campos      | DNF | 16  | DNQ | DNQ | DNQ |     |     |     |     |     |     |     |     |     |     |     |     |    |    | 1      | 10.  |
| 1988   | M188               | P. Martini     |     |     |     |     |     | 6   | 15  | 15  | DNQ | DNF | DNQ | DNF | DNF | DNF | 13  | 7   |     |    |    | 1      | 10.  |
| 1988   | M188               | L. Pérez Sala  | DNF | 11  | DNF | 11  | 13  | DNF | NC  | DNF | DNQ | 10  | DNQ | DNF | 8   | 12  | 15  | DNF |     |    |    | 1      | 10.  |
| 1989   | M188B, M189        |                |     |     |     |     |     |     |     |     |     |     |     |     |     |     |     |     |     |    |    | 6      | 11.  |
| 1989   | M188B, M189        | P. Martini     | DNF | DNF | DNF | DNF | DNF | DNF | DNF | 5   | 9   | DNF | 9   | 7   | 5   | DNF |     | 6   |     |    |    | 6      | 11.  |
| 1989   | M188B, M189        | P. Barilla     |     |     |     |     |     |     |     |     |     |     |     |     |     |     | DNF |     |     |    |    | 6      | 11.  |
| 1989   | M188B, M189        | L. Pérez Sala  | DNF | DNF | DNF | DNQ | DNF | DNF | DNQ | 6   | DNQ | DNF | 15  | 8   | 12  | DNF | DNF | DNQ |     |    |    | 6      | 11.  |
| 1990   | M189B, M190        |                |     |     |     |     |     |     |     |     |     |     |     |     |     |     |     |     |     |    |    | 0      | 12.  |
| 1990   | M189B, M190        | P. Martini     | 7   | 9   | DNS | DNF | DNF | 12  | DNF | DNF | DNF | DNF | 15  | DNF | 11  | DNF | 8   | 9   |     |    |    | 0      | 12.  |
| 1990   | M189B, M190        | P. Barilla     | DNF | DNF | 11  | DNF | DNQ | 14  | DNQ | 12  | DNF | 15  | DNF | DNQ | DNQ | DNQ |     |     |     |    |    | 0      | 12.  |
| 1990   | M189B, M190        | G. Morbidelli  |     |     |     |     |     |     |     |     |     |     |     |     |     |     | DNF | DNF |     |    |    | 0      | 12.  |
| 1991   | M191               |                |     |     |     |     |     |     |     |     |     |     |     |     |     |     |     |     |     |    |    | 6      | 07.  |
| 1991   | M191               | P. Martini     | 9   | DNF | 4   | 12  | 7   | DNF | 9   | 9   | DNF | DNF | 12  | DNF | 4   | 13  | DNF | DNF |     |    |    | 6      | 07.  |
| 1991   | M191               | G. Morbidelli  | DNF | 8   | DNF | DNF | DNF | 7   | DNF | 11  | DNF | 13  | DNF | 9   | 9   | 14  | DNF |     |     |    |    | 6      | 07.  |
| 1991   | M191               | R. Moreno      |     |     |     |     |     |     |     |     |     |     |     |     |     |     |     | 16  |     |    |    | 6      | 07.  |
| 1992   | M191B, M191L, M192 |                |     |     |     |     |     |     |     |     |     |     |     |     |     |     |     |     |     |    |    | 1      | 12.  |
| 1992   | M191B, M191L, M192 | C. Fittipaldi  | DNF | DNF | DNF | 11  | DNF | 8   | 13  | DNQ |     |     |     | DNQ | DNQ | 12  | 6   | 9   |     |    |    | 1      | 12.  |
| 1992   | M191B, M191L, M192 | A. Zanardi     |     |     |     |     |     |     |     |     | DNQ | DNF | DNQ |     |     |     |     |     |     |    |    | 1      | 12.  |
| 1992   | M191B, M191L, M192 | G. Morbidelli  | DNF | DNF | 7   | DNF | DNF | DNF | 11  | 8   | 17  | 12  | DNQ | 16  | DNF | 14  | 14  | 10  |     |    |    | 1      | 12.  |
| 1993   | M193               |                |     |     |     |     |     |     |     |     |     |     |     |     |     |     |     |     |     |    |    | 7      | 08.  |
| 1993   | M193               | C. Fittipaldi  | 4   | DNF | 7   | DNF | 8   | 5   | 9   | 8   | 12  | 11  | DNF | DNF | 8   | 9   |     |     |     |    |    | 7      | 08.  |
| 1993   | M193               | J. Gounon      |     |     |     |     |     |     |     |     |     |     |     |     |     |     | DNF | DNF |     |    |    | 7      | 08.  |
| 1993   | M193               | F. Barbazza    | DNF | DNF | 6   | 6   | DNF | 11  | DNF | DNF |     |     |     |     |     |     |     |     |     |    |    | 7      | 08.  |
| 1993   | M193               | P. Martini     |     |     |     |     |     |     |     |     | DNF | 14  | DNF | DNF | 7   | 8   | 10  | DNF |     |    |    | 7      | 08.  |
| 1994   | M193B, M194        |                |     |     |     |     |     |     |     |     |     |     |     |     |     |     |     |     |     |    |    | 5      | 10.  |
| 1994   | M193B, M194        | P. Martini     | 8   | DNF | DNF | DNF | 5   | 9   | 5   | 10  | DNF | DNF | 8   | DNF | 12  | 15  | DNF | 9   |     |    |    | 5      | 10.  |
| 1994   | M193B, M194        | M. Alboreto    | DNF | DNF | DNF | 6   | DNF | 11  | DNF | DNF | DNF | 7   | 9   | DNF | 13  | 14  | DNF | DNF |     |    |    | 5      | 10.  |
| 1995   | M195               |                |     |     |     |     |     |     |     |     |     |     |     |     |     |     |     |     |     |    |    | 1      | 10.  |
| 1995   | M195               | P. Martini     | DNF | DNF | 12  | 14  | 7   | DNF | DNF | 7   | DNF |     |     |     |     |     |     |     |     |    |    | 1      | 10.  |
| 1995   | M195               | P. Lamy        |     |     |     |     |     |     |     |     |     | 9   | 10  | DNF | DNF | 9   | 13  | 11  | 6   |    |    | 1      | 10.  |
| 1995   | M195               | L. Badoer      | DNF | DNF | 14  | DNF | DNF | 8   | 13  | 10  | DNF | 8   | DNF | DNF | 14  | 11  | 15  | 9   | DNS |    |    | 1      | 10.  |
| 1996   | M195B              |                |     |     |     |     |     |     |     |     |     |     |     |     |     |     |     |     |     |    |    | 0      | 10.  |
| 1996   | M195B              | P. Lamy        | DNF | 10  | DNF | 12  | 9   | DNF | DNF | DNF | 12  | DNF | 12  | DNF | 10  | DNF | 16  | 12  |     |    |    | 0      | 10.  |
| 1996   | M195B              | G. Fisichella  | DNF |     |     | 13  | DNF | DNF | DNF | 8   | DNF | 11  |     |     |     |     |     |     |     |    |    | 0      | 10.  |
| 1996   | M195B              | T. Marques     |     | DNF | DNF |     |     |     |     |     |     |     |     |     |     |     |     |     |     |    |    | 0      | 10.  |
| 1996   | M195B              | G. Lavaggi     |     |     |     |     |     |     |     |     |     |     | DNQ | 10  | DNQ | DNF | 15  | DNQ |     |    |    | 0      | 10.  |
| 1997   | M197               |                |     |     |     |     |     |     |     |     |     |     |     |     |     |     |     |     |     |    |    | 0      | 11.  |
| 1997   | M197               | J. Trulli      | 9   | 12  | 9   | DNS | DNF | 15  | DNF |     |     |     |     |     |     |     |     |     |     |    |    | 0      | 11.  |
| 1997   | M197               | T. Marques     |     |     |     |     |     |     |     | DNF | 10  | DNF | 12  | DNF | 14  | EX  | DNF | DNF | 15  |    |    | 0      | 11.  |
| 1997   | M197               | U. Katayama    | DNF | 18  | DNF | 11  | 10  | DNF | DNF | 11  | DNF | DNF | 10  | 14  | DNF | 11  | DNF | DNF | 17  |    |    | 0      | 11.  |
| 1998   | M198               |                |     |     |     |     |     |     |     |     |     |     |     |     |     |     |     |     |     |    |    | 0      | 10.  |
| 1998   | M198               | S. Nakano      | DNF | DNF | 13  | DNF | 14  | 9   | 7   | 17  | 8   | 11  | DNF | 15  | 8   | DNF | 15  | DNF |     |    |    | 0      | 10.  |
| 1998   | M198               | E. Tuero       | DNF | DNF | DNF | 8   | 15  | DNF | DNF | DNF | DNF | DNF | 16  | DNF | DNF | 11  | DNF | DNF |     |    |    | 0      | 10.  |
| 1999   | M01                |                |     |     |     |     |     |     |     |     |     |     |     |     |     |     |     |     |     |    |    | 1      | 10.  |
| 1999   | M01                | L. Badoer      | DNF | INJ | 8   | DNF | DNF | 10  | 10  | DNF | 13  | 10  | 14  | DNF | DNF | DNF | DNF | DNF |     |    |    | 1      | 10.  |
| 1999   | M01                | S. Sarrazin    |     | DNF |     |     |     |     |     |     |     |     |     |     |     |     |     |     |     |    |    | 1      | 10.  |
| 1999   | M01                | M. Gené        | DNF | 9   | 9   | DNF | DNF | 8   | DNF | 15  | 11  | 9   | 17  | 16  | DNF | 6   | 9   | DNF |     |    |    | 1      | 10.  |
| 2000   | M02                |                |     |     |     |     |     |     |     |     |     |     |     |     |     |     |     |     |     |    |    | 0      | 10.  |
| 2000   | M02                | M. Gené        | 8   | DNF | DNF | 14  | 14  | DNF | DNF | 16  | 15  | 8   | DNF | 15  | 14  | 9   | 12  | DNF | DNF |    |    | 0      | 10.  |
| 2000   | M02                | G. Mazzacane   | DNF | 10  | 13  | 15  | 15  | 8   | DNF | 12  | DNF | 12  | 11  | DNF | 17  | 10  | DNF | 15  | 13  |    |    | 0      | 10.  |
| 2001   | PS01, PS01B        |                |     |     |     |     |     |     |     |     |     |     |     |     |     |     |     |     |     |    |    | 0      | 11.  |
| 2001   | PS01, PS01B        | T. Marques     | DNF | 14  | 9   | DNF | 16  | DNF | DNF | 9   | DNF | 15  | DNQ | DNF | DNF | 13  |     |     |     |    |    | 0      | 11.  |
| 2001   | PS01, PS01B        | A. Yoong       |     |     |     |     |     |     |     |     |     |     |     |     |     |     | DNF | DNF | 16  |    |    | 0      | 11.  |
| 2001   | PS01, PS01B        | F. Alonso      | 12  | 13  | DNF | DNF | 13  | DNF | DNF | DNF | 14  | 17  | 16  | 10  | DNF | DNS | 13  | DNF | 11  |    |    | 0      | 11.  |
| 2002   | PS02               |                |     |     |     |     |     |     |     |     |     |     |     |     |     |     |     |     |     |    |    | 2      | 09.  |
| 2002   | PS02               | A. Yoong       | 7   | DNF | 13  | DNQ | DNS | DNF | DNF | 14  | DNF | DNQ | 10  | DNQ |     |     | 13  | DNF | DNF |    |    | 2      | 09.  |
| 2002   | PS02               | A. Davidson    |     |     |     |     |     |     |     |     |     |     |     |     | DNF | DNF |     |     |     |    |    | 2      | 09.  |
| 2002   | PS02               | M. Webber      | 5   | DNF | 11  | 11  | DNS | 12  | 11  | 11  | 15  | DNF | 8   | DNF | 16  | DNF | DNF | DNF | 10  |    |    | 2      | 09.  |
| 2003   | PS03               |                |     |     |     |     |     |     |     |     |     |     |     |     |     |     |     |     |     |    |    | 0      | 10.  |
| 2003   | PS03               | J. Wilson      | DNF | DNF | DNF | DNF | 11  | 13  | DNF | DNF | 13  | 14  | 16  |     |     |     |     |     |     |    |    | 0      | 10.  |
| 2003   | PS03               | N. Kiesa       |     |     |     |     |     |     |     |     |     |     |     | 12  | 13  | 12  | 11  | 16  |     |    |    | 0      | 10.  |
| 2003   | PS03               | J. Verstappen  | 11  | 13  | DNF | DNF | 12  | DNF | DNF | 9   | 14  | 16  | 15  | DNF | 12  | DNF | 10  | 15  |     |    |    | 0      | 10.  |
| 2004   | PS04B              |                |     |     |     |     |     |     |     |     |     |     |     |     |     |     |     |     |     |    |    | 1      | 10.  |
| 2004   | PS04B              | G. Bruni       | DNF | 14  | 17  | DNF | DNF | DNF | 14  | DNF | DNF | 18  | 16  | 17  | 14  | DNF | DNF | DNF | 16  | 17 |    | 1      | 10.  |
| 2004   | PS04B              | Z. Baumgartner | DNF | 16  | DNF | 15  | DNF | 9   | 15  | 10  | 8   | DNF | DNF | 16  | 15  | DNF | 15  | 16  | DNF | 16 |    | 1      | 10.  |
| 2005   | PS04B, PS05        |                |     |     |     |     |     |     |     |     |     |     |     |     |     |     |     |     |     |    |    | 7      | 10.  |
| 2005   | PS04B, PS05        | C. Albers      | DNF | 13  | 13  | DNF | DNF | 14  | 17  | 11  | 5   | DNF | 18  | 13  | NC  | DNF | 19  | 12  | 14  | 16 | 16 | 7      | 10.  |
| 2005   | PS04B, PS05        | P. Friesacher  | 17  | DNF | 12  | DNF | DNF | DNF | 18  | DNF | 6   | DNF | 19  |     |     |     |     |     |     |    |    | 7      | 10.  |
| 2005   | PS04B, PS05        | R. Doornbos    |     |     |     |     |     |     |     |     |     |     |     | 18  | DNF | 13  | 18  | 13  | DNF | 14 | 14 | 7      | 10.  |

| Legende  | Legende            | Legende                                                          |
| Farbe    | Abkürzung          | Bedeutung                                                        |
| -------- | ------------------ | ---------------------------------------------------------------- |
| Gold     | –                  | Sieg                                                             |
| Silber   | –                  | 2. Platz                                                         |
| Bronze   | –                  | 3. Platz                                                         |
| Grün     | –                  | Platzierung in den Punkten                                       |
| Blau     | –                  | Klassifiziert außerhalb der Punkteränge                          |
| Violett  | DNF                | Rennen nicht beendet (did not finish)                            |
| Violett  | NC                 | nicht klassifiziert (not classified)                             |
| Rot      | DNQ                | nicht qualifiziert (did not qualify)                             |
| Rot      | DNPQ               | in Vorqualifikation gescheitert (did not pre-qualify)            |
| Schwarz  | DSQ                | disqualifiziert (disqualified)                                   |
| Weiß     | DNS                | nicht am Start (did not start)                                   |
| Weiß     | WD                 | zurückgezogen (withdrawn)                                        |
| Hellblau | PO                 | nur am Training teilgenommen (practiced only)                    |
| Hellblau | TD                 | Freitags-Testfahrer (test driver)                                |
| ohne     | DNP                | nicht am Training teilgenommen (did not practice)                |
| ohne     | INJ                | verletzt oder krank (injured)                                    |
| ohne     | EX                 | ausgeschlossen (excluded)                                        |
| ohne     | DNA                | nicht erschienen (did not arrive)                                |
| ohne     | C                  | Rennen abgesagt (cancelled)                                      |
| ohne     | keine WM-Teilnahme |                                                                  |
| sonstige | P/fett             | Pole-Position                                                    |
| sonstige | 1/2/3/4/5/6/7/8    | Punktplatzierung im Sprint-/Qualifikationsrennen                 |
| sonstige | SR/kursiv          | Schnellste Rennrunde                                             |
| sonstige | *                  | nicht im Ziel, aufgrund der zurückgelegten Distanz aber gewertet |
| sonstige | ()                 | Streichresultate                                                 |
| sonstige | unterstrichen      | Führender in der Gesamtwertung                                   |

## Formel 3000
Als die europäische Formel-2-Meisterschaft nach Ablauf der Saison 1984 eingestellt wurde, kehrte Minardi dem Motorsport in Nachwuchsklassen den Rücken. Er schrieb sein Team für die Saison 1985 in die Formel 1 ein und vermied in den folgenden Jahren ein gleichzeitiges Engagement in der neu ausgetragenen Formel-3000-Meisterschaft. Zwar entwickelte sein Unternehmen einen Rennwagen für die Formel 3000; dieser Schritt erfolgte allerdings nur vorsorglich für den Fall, dass der Aufstieg in die Formel 1 scheitern sollte. Das Fahrzeug wurde erst 1986 für einige Rennen von einem italienischen Team eingesetzt, erreichte aber keine Erfolge. Fünfzehn Jahre später erschien der Name Minardi vorübergehend erneut in der Formel 3000, allerdings bestand hier kein organisatorischer Zusammenhang zum traditionsreichen Werksteam; die Renneinsätze wurden von eigenständigen Unternehmen durchgeführt. Gleiches gilt für das kurzfristige Wiederaufleben des Namens Minardi in der GP2-Serie des Jahres 2007.

### 1986
In der zweiten Saison der Formel 3000 verwertete das italienische Minardi-Team Adolfo Minardis seit Längerem fertiggestellten Formel-3000-Wagen M3085. Bei dem Fahrzeug handelte es sich um eine Überarbeitung des bereits 1983 entwickelten Minardi 283, der dem Reglement der Formel 3000 angepasst worden war. Das Auto wurde von einem Cosworth-DFV-Motor angetrieben, der von Nicholson vorbereitet wurde. Inwieweit das Team Werksunterstützung genoss, ist nicht geklärt.
Das Minardi-Team Adolfo debütierte beim zweiten Rennen der Saison, dem Gran Premio di Roma in Vallelunga. Fahrer des Teams war Aldo Bertuzzi, der die Qualifikation als 34. beendete und damit von der Rennteilnahme ausgeschlossen war. Auch beim folgenden Rennen in Pau qualifizierte sich Bertuzzi nicht; danach trennte er sich vom Team Adolfo und wechselte zur Equipe Dollop, für die er keine besseren Ergebnisse erzielte. Das Team Adolfo ließ die folgenden beiden Rennen aus, um im Juni 1986 mit Bruno Corradi als Fahrer zurückzukehren. Corradi qualifizierte sich weder bei seinem ersten Einsatz in Mugello noch bei seinem zweiten (und letzten) Auftritt auf dem Österreichring. Danach stellte Adolfo den Betrieb ein. Der Minardi M3085 erschien nicht mehr in der Formel 3000.

### 2001
Fünfzehn Jahre später kehrte der Name Minardi in den Nachwuchs-Motorsport zurück. Seit Ende der 1990er Jahre war es üblich, dass Formel-1-Rennställe zur Nachwuchsförderung eigene Junior-Teams in der Formel 3000 unterhielten. European Minardi, das inzwischen Paul Stoddart gehörte, folgte diesem Trend und meldete 2001 und 2002 das European Minardi F3000-Team in der europäischen Formel-3000-Meisterschaft. Allerdings griff das Junior-Team nicht auf die Infrastruktur des Formel-1-Rennstalls zurück; vielmehr war der Rennbetrieb in der Formel 3000 vollständig ausgelagert.
Minardis neues Formel-3000-Team hatte seine Wurzeln in Großbritannien. Paul Stoddart hatte vor der Übernahme des italienischen Formel-1-Teams zunächst Tyrrell unterstützt und, als dessen Betrieb Ende 1998 eingestellt wurde, einen Teil der Ausrüstung übernommen. 1999 förderte Stoddart den etablierten, aber finanzielle Not leidenden britischen Formel-3000-Rennstall Edenbridge Racing, der in dieser Saison daraufhin als European Edenbridge Racing gemeldet wurde. Im darauffolgenden Jahr trat Paul Stoddart als Sponsor des Formel-1-Teams Arrows auf. Im Laufe dieser Geschäftsbeziehung wurde das bisherige Edenbridge Formel-3000-Team zum Junior-Team von Arrows; es wurde in der Saison 2000 als European Arrows Team gemeldet. Als Stoddart 2001 das Minardi-Team in der Formel 1 übernahm, wurde aus dem Formel-3000-Rennstall das European Minardi F3000 Team. Der Rennbetrieb des Formel-3000-Teams wurde in dieser Saison von Großbritannien aus organisiert; Rennleiter des European Minardi-F3000-Teams war Robert Salisbury.
2001 fuhren David Saelens und Andrea Piccini für European Minardi F3000; Saelens wurde anlässlich des Rennens auf dem Hockenheimring einmalig durch Tomas Scheckter ersetzt.
Saelens wurde zweimal (in Imola und auf dem Nürburgring) Vierter und zweimal Fünfter; er schloss die Saison mit zehn Meisterschaftspunkten als Zehnter ab. Piccini wurde auf dem Österreichring Sechster und erzielte damit einen Meisterschaftspunkt. In der Teamwertung belegte European Minardi den achten Platz.

### 2002
In der darauffolgenden Rennsaison wurde der Betrieb von Minardis Junior-Team weiterhin in der eigenen Zentrale in Großbritannien organisiert. Im Frühjahr 2002 entschied sich Paul Stoddart allerdings für eine Konzentration seines Engagements auf die Formel 1. Zunächst gab es Überlegungen, das gesamte Formel-3000-Team an den konkurrierenden Rennstall Astromega zu verkaufen. Anlässlich des Rennens auf dem Nürburgring im Juni 2002 wurde eine Kooperation mit dem italienischen Unternehmen Coloni Motorsport vereinbart, das seinerzeit bereits einen eigenen Rennstall in der Formel 3000 unterhielt. Coloni übernahm daraufhin die Leitung von Minardis Formel-3000-Team für den Rest der Saison, sodass Coloni letztlich zwei Rennställe betreute.
Der weiterhin European Minardi F3000 genannte Rennstall war weniger erfolgreich als im Vorjahr. Während Colonis eigenes Team mit Enrico Toccacelo ein Rennen gewann, konnte keiner der insgesamt fünf Minardi-Fahrer einen Meisterschaftspunkt einfahren. Für das erste Auto meldete Minardi zunächst Alexandre Sperafico, später – für die letzten drei Rennen des Jahres – Justin Keen. Das zweite Auto wurde fünf Mal von David Saelens gefahren, der später für vier Rennen durch den Deutschen Alex Müller und schließlich für die verbleibenden Veranstaltungen durch den Dänen Kristian Kolby ersetzt wurde. Die besten Ergebnisse des Teams waren zwei neunte Plätze von Justin Keen in Ungarn (wo Toccacelo für Coloni siegte) und in Spanien.
Nach dieser Saison zog sich Paul Stoddart aus der Formel 3000 zurück und konzentrierte sich auf Minardis Engagement in der Formel 1. Den Startplatz des European-Minardi-F3000-Teams übernahm 2003 das Red Bull Junior-Team, das seinen letztjährigen Startplatz für 2003 an das (nur kurzfristig antretende) Team Brand Racing verkauft hatte. Für 2003 wurde das Red Bull Junior-Team ebenfalls von Coloni betreut.

## GP2-Serie
In der Saison 2007 erschien der Name Minardi in der GP2-Serie.
Giancarlo Minardi betrieb seit 2006 unter dem Namen GP Racing by Minardi ein eigenes Team in der italienischen Formel-3000-Serie. Dieser Rennstall fusionierte 2007 mit dem GP2-Team Piquet Sports, das im Jahr 2000 von Nelson Piquet zur Förderung der Motorsportkarriere seines Sohnes gegründet worden war und nach ersten Schritten im Formel-3-Sport ab 2005 in der GP2-Serie engagiert war. In der Saison 2007 trat das in Großbritannien ansässige Team daraufhin unter dem Namen Minardi Piquet Sports in der GP2-Serie an. Giancarlo Minardi wurde zum Direktor für Nachwuchsförderung ernannt. Abgesehen davon hatte er keinerlei Einfluss auf das tägliche Renngeschehen, und es gab auch keine technischen oder organisatorischen Beiträge aus Italien.
Fahrer des Teams waren Alexandre Sarnes Negrão und Roldán Rodríguez. Jeder der Piloten erreichte eine Podest-Platzierung. Rodriguez beendete noch drei weitere Rennen auf Punkterängen und schloss die Saison als 17. ab; Negrão wurde insgesamt 20. Zum Ende der Saison trennten sich Piquet und Minardi wieder. Das Team war seitdem als Piquet Sports und Piquet GP in der GP2-Serie vertreten; seit der Saison 2010 tritt es unter dem Namen Rapax Team an.

## US-Motorsport
2007 startete unter dem Namen „Minardi Team USA“ und der Leitung von Paul Stoddart und Keith Wiggins ein Rennstall, der weitgehend das bisherige Team HVM Racing war, in der US-amerikanischen Champ-Car-Rennserie. Die Wagen, deren Chassis vom Rennwagenhersteller Panoz stammten, erinnerten mit ihrer Lackierung sehr an die letzten Minardi-Formel-1-Modelle und wurden von dem ehemaligen Minardi-Formel-1-Fahrer Robert Doornbos sowie von Dan Clarke pilotiert. Paul Stoddarts Engagement in der US-Szene war nur von kurzer Dauer. In der Saison 2008 startete HVM wieder unter eigenem Namen mit Ernesto Viso in der IndyCar Series.